# 初期フランドル派

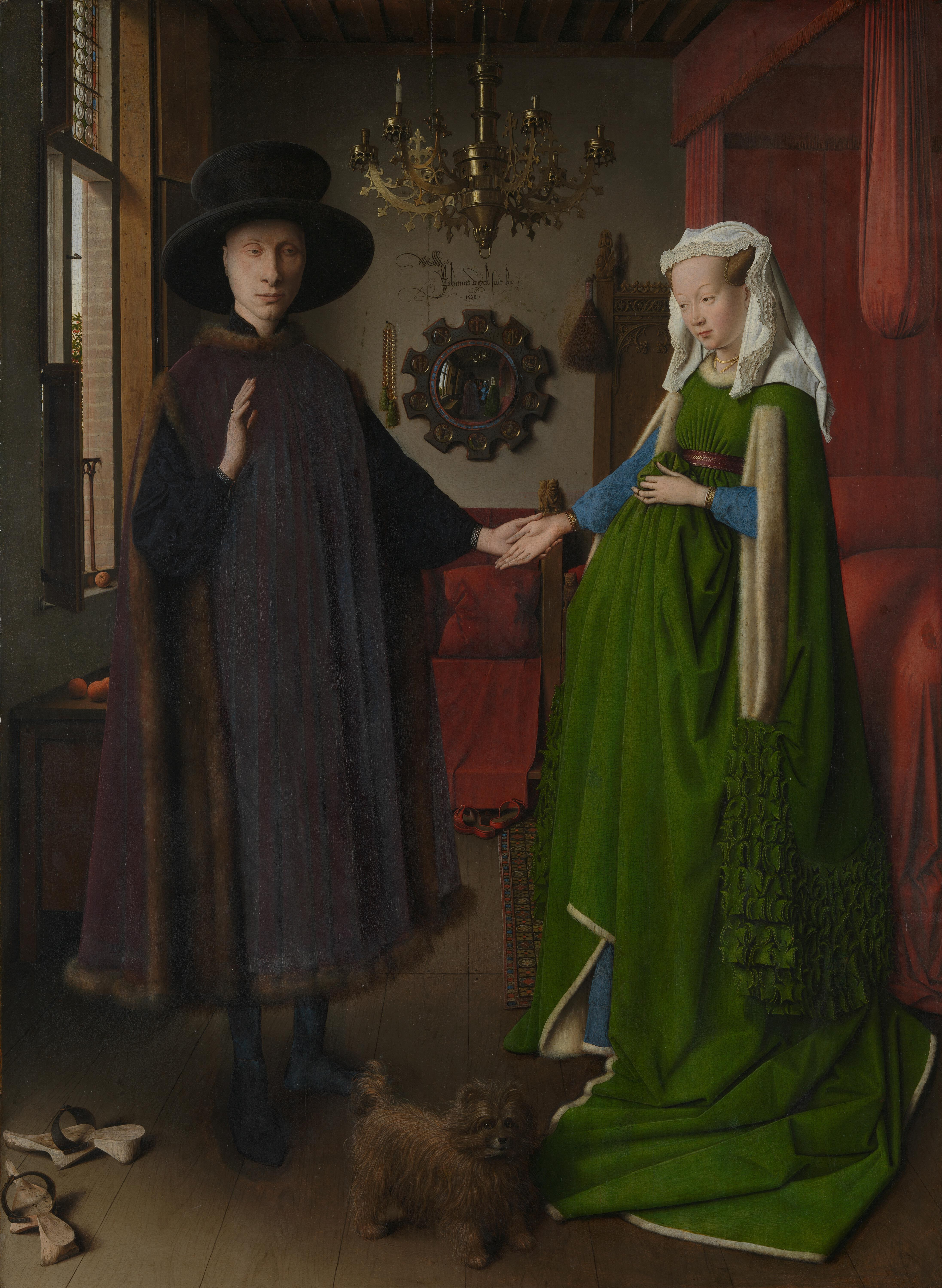
『アルノルフィーニ夫妻像』（1434年）、ヤン・ファン・エイク。
ナショナル・ギャラリー（ロンドン）所蔵。
この肖像画はその寓意性、象徴性に複雑な意味を持たせた西洋絵画の嚆矢とみなされており、さらに垂直遠近法を採用した最初期の絵画作品の一つと言われている。

『十字架降架』（1435年頃）、ロヒール・ファン・デル・ウェイデン。
プラド美術館（マドリード）所蔵。

初期フランドル派（しょきフランドルは）、または初期ネーデルラント派（しょきネーデルラントは）は、15世紀から16世紀にかけて北方ルネサンス期（アルプス以北の北ヨーロッパの美術運動を意味すると同時に、イタリア以外での全ヨーロッパのルネサンス運動の意味もある）のブルゴーニュ領ネーデルラントで活動した芸術家たちとその作品群を指す美術用語。初期フランドル派は、フランドル地方のトゥルネー、ブルッヘ、ヘント、ブリュッセルなどの都市で特に大きな成功をおさめただけでなく、西洋美術史上の観点からも極めて重要な美術運動である。
初期フランドル派の作品には最後期ゴシック様式である国際ゴシックの影響がみられるが、1420年代初頭に活躍したロベルト・カンピンとヤン・ファン・エイクが、国際ゴシック様式をさらに発展させた。美術運動としての時代区分は、少なくとも前述のロベルト・カンピン（1375年頃 - 1444年）とヤン・ファン・エイク（1395年頃 - 1441年）が活動した1420年代初頭から、ヘラルト・ダフィト（1460年頃 - 1523年）の死去まで続くとされている。ただしその終焉を、八十年戦争のきっかけとなったネーデルラント諸州のスペイン・ハプスブルク家に対する反乱 (en:Dutch Revolt) が起きた1566年あるいは1568年とする研究家も多い。初期フランドル派の活動時期はイタリアの初期・盛期ルネサンスとほぼ合致する。しかし中央イタリアの古典古代の復興（ルネサンス人文主義）を背景とするイタリアルネサンス絵画とは別個の美術様式であるとみなされている。初期フランドル派の画家たちは、それまでの北ヨーロッパ中世美術の集大成とルネサンス理念からの影響とを融合させた作品を産みだした。その結果、作品の美術様式としては初期ルネサンスと後期ゴシックの両方にカテゴライズされることもある。
初期フランドル派の重要な芸術家として、ロベルト・カンピン、ヤン・ファン・エイク、ロヒール・ファン・デル・ウェイデン、ディルク・ボウツ、ペトルス・クリストゥス、ハンス・メムリンク、フーホ・ファン・デル・フース、ヒエロニムス・ボスらの名前が挙げられる。このような初期フランドル派の芸術家たちによって、美術における自然主義的表現と、美術作品とその観覧者に一体感を持たせるような仮想画面空間の構築手法 (en:Illusionism (art)) は飛躍的な進歩をみせ、さらに作品に複雑な寓意を持たせる技法が発展していった。絵画作品としてはキリスト教の宗教画や小規模な肖像画が多く、物語性のある絵画や神話画はほとんど描かれなかった。風景画は独自の発展を遂げており、単独で描かれることもあったが、16世紀初頭までは肖像画や宗教画の背景の一部として小さく描かれることのほうが多かった。支持体に木板を使用して油彩で描かれた板絵が多く、一枚の板からなる作品、あるいは複数枚の板を組み合わせた三連祭壇画や多翼祭壇画などが制作されている。初期フランドル派の芸術家たちは、絵画作品以外にも彫刻、タペストリー、装飾写本、ステンドグラスなども制作しており、美術史上重要な作品も多い。
初期フランドル派の活動時期はブルゴーニュ公国がヨーロッパ中に大きな影響力を持っていた時代とも合致する。当時のネーデルラントはヨーロッパ政治経済の中心地であり、また、高い芸術的技能を誇る高級品の一大産地でもあった。徒弟制度と工房を活用した制作手法によって多くの芸術品を生産することが可能で、諸国の王侯貴族からの直接注文、公開市場のどちらにも良質な作品を供給することができた。極めて多くの芸術作品がこの時期に制作されたが、16世紀半ばにオランダを中心に発生したビルダーシュトゥルム(en)と呼ばれる偶像破壊運動（イコノクラスム）で多くの作品が破壊されたために、現存しているのはわずか千点あまりに過ぎない。さらに、1600年代半ばのマニエリスムの勃興とともに初期フランドル派の作品は流行から外れ、大衆からの人気は衰え、その結果、現在に伝わる初期フランドル派の作品に関する公式な資料、記録がほとんど存在しない。最重要視される芸術家の情報でさえもほぼ散逸する事態が生じた。初期フランドル派の再評価が始まるのは19世紀半ばである。その後美術史家たちの一世紀以上にわたる研究により、作者の特定、作品にこめられた寓意や象徴の解釈、主要な芸術家の生涯などが解明されつつある。しかしながら、重要な作品の作者については今なお大きな議論の的となっている。

## 用語と領域

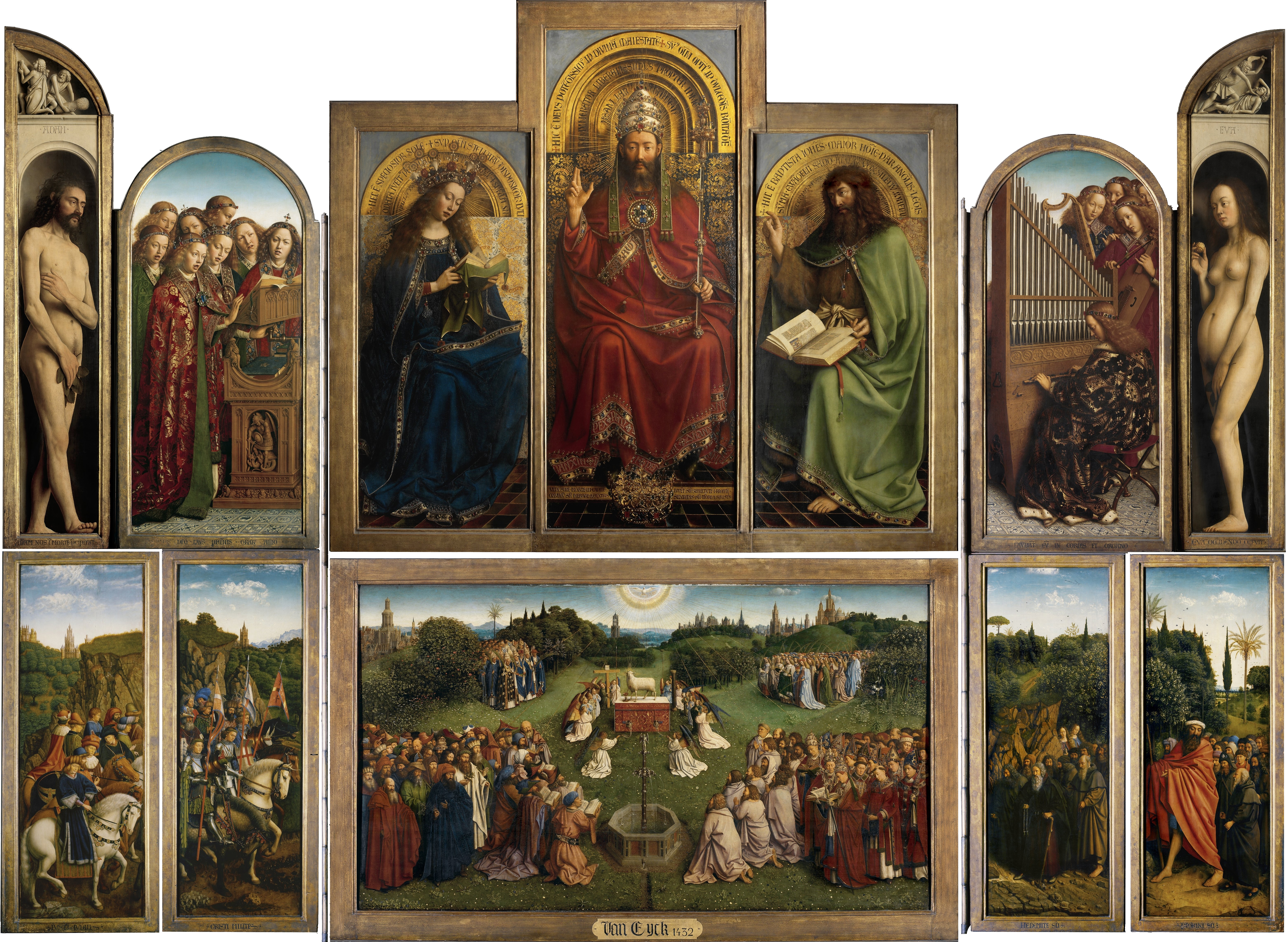
1432年にヤン・ファン・エイクが完成させた『ヘントの祭壇画』。この作品と装飾写本の『トリノ＝ミラノ時祷書』が、初期フランドル派最初の重要な作品だと見なされている。

「初期フランドル派」は、ブルゴーニュ公国の統治下にあった15世紀から16世紀のネーデルラントで発展した絵画作品と、その作者たる画家を意味する用語として使用されることが多い。初期フランドル派の芸術家たちは、この時代の北ヨーロッパでそれまでの中世ゴシック様式から徐々に脱却し、北方ルネサンスと称される新たな美術様式を創りあげていった。当時の政治的観点ならびに美術史的観点から見れば、ブルゴーニュ公国の文化の影響は、現在のフランス、ドイツ、ベルギー、オランダに渡る地域にまで波及していた。
「初期フランドル派」はさまざまな呼ばれ方をすることがある。「後期ゴシック派」は中世絵画との連続性を重視する立場の用語で、フランス語起源の「初期フランドル派」という用語は、19世紀まで続くフランドルの伝統的芸術の一期間を示すとする立場である。1900年代初頭の英語圏諸国では「ヘント＝ブルッヘ派 (en:Ghent-Bruges school)」や「旧ネーデルラント派 (Old Netherlandish school)」と呼ばれることが多かった。「初期フランドル派 (Flemish Primitives)」は、もともとフランス語での伝統的な美術史用語で1902年以降に有名になった呼称であり、とくにオランダとドイツでは現在でもこの名称が主に使用されている。初期フランドル派の「初期」という言葉は粗野で洗練されていないということを表しているのではなく、初期フランドル派の画家たちが新しい絵画の歴史、例えばテンペラから油彩への転換などにおける原点ともいえる存在であることを意味する。ドイツの美術史家エルヴィン・パノフスキーは、もともとは音楽用語である「アルス・ノーヴァ（新しい芸術）」や「ヌーベル・プラティーク（新たな技法）」という用語を使用することにより、初期フランドル派と当時のブルゴーニュ宮廷で人気のあったギヨーム・デュファイ、ジル・バンショワといった先進的な作曲家たちとを関連付けている。ヴァロワ＝ブルゴーニュ公家がネーデルラントの統治を確立すると、ネーデルラントはより国際都市的な変貌を遂げ始めた。オーストリア人美術史家オットー・ペヒト (en:Otto Pächt) は、1406年から1420年にかけて芸術の分野でも同様の事象が発生したとし、「絵画に大変革が起きた」、芸術に写実主義という「新たな美」が顕現したと指摘している。

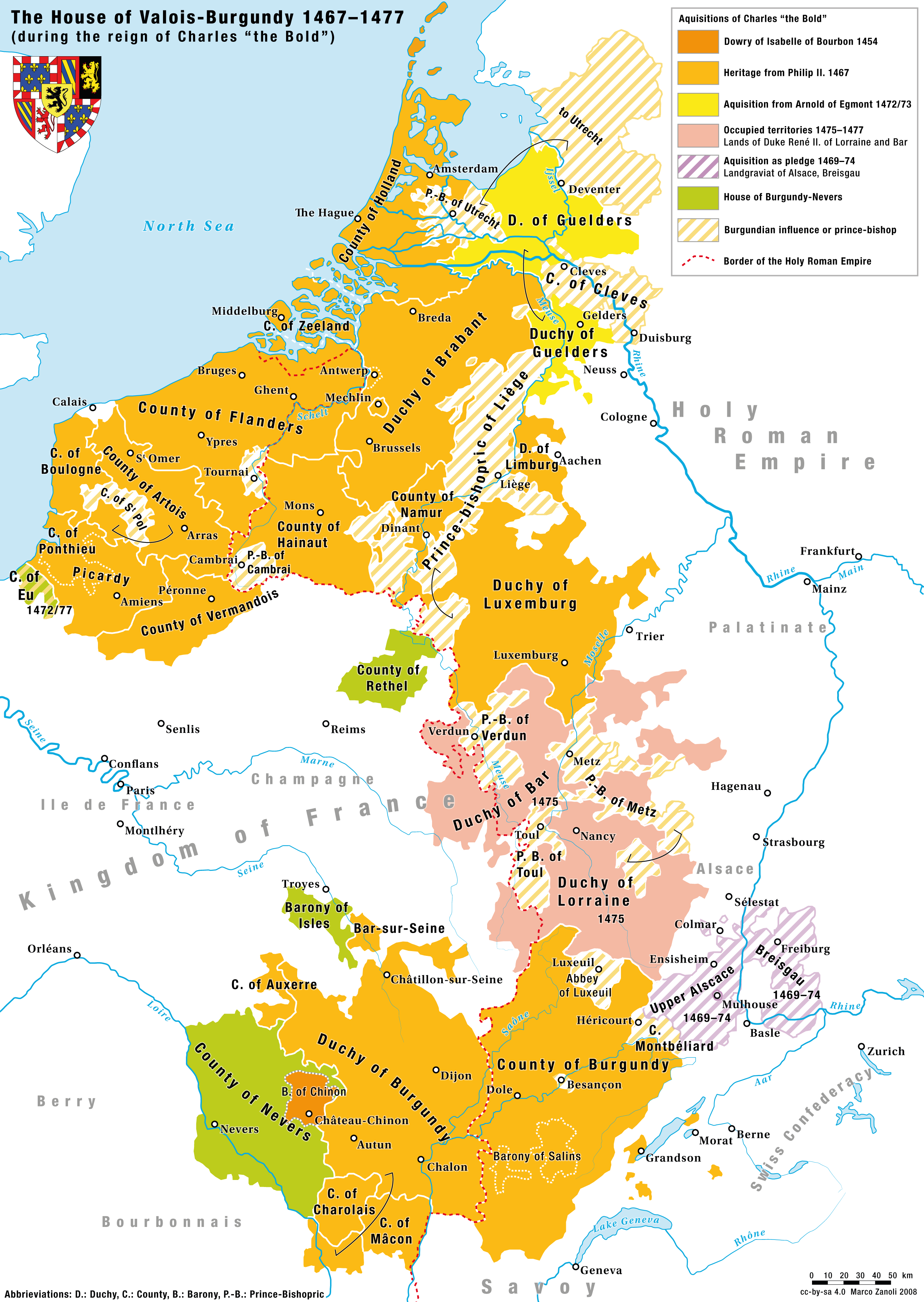
1477年当時のブルゴーニュ公国の地図。ブルゴーニュ公国は15世紀にヴァロワ＝ブルゴーニュ家が政治的に統治していた地域で、フランドル北部とネーデルラント王国南部も含まれる。芸術の中心地だったのは15世紀に栄えたブルッヘとヘント、16世紀に栄えたアントワープである。

19世紀時点では初期フランドル派に関する研究が十分に進んでいなかった。当時の研究者たちは、ヤン・ファン・エイクはドイツ人、ロヒール・ファン・デル・ウェイデンはフランス人で、初期フランドル派発祥の地もフランスかドイツだと考えていた。これらの学説は第一次世界大戦後になってから否定され、ドイツ人のマックス・ヤーコブ・フリートレンダー、パノフスキー、オーストリア人のペヒトらが初期フランドル派の研究発展に大きな業績を残した。この三名のようなドイツ語圏の研究者をはじめ、世界各国の美術史家たちは初期フランドル派の呼称に「フランドル」という地方名を使った用語を使用しているが、英語圏では「初期ネーデルラント派」という用語が使用されることが多い。
14世紀はゴシック様式が国際ゴシック様式へと推移していった時代で、その他にも北ヨーロッパでは様々な芸術学派、様式が発展していた。初期フランドル派の起源は、フランス王宮で伝統的に発展してきた装飾写本に求めることができる。現代の美術史家たちは、フランス王宮でこのような装飾写本が制作されるようになったのは14世紀からだとしている。その後、装飾写本の技法をメルキオール・ブルーデルラムやロベルト・カンピンといった、初期フランドル派の板絵画家たちが取り入れ始めた。カンピンは初期フランドル派最初期の重要な画家であるロヒール・ファン・デル・ウェイデンの師だったとも言われる画家でもある。装飾写本は、ブルゴーニュ公フィリップ2世、アンジュー公ルイ1世、ベリー公ジャン1世といった当時の権力者たちから庇護を受け、1410年代にその最盛期を迎えた。その後もブルゴーニュ公家は装飾写本の庇護を続け、フィリップ3世、シャルルは多くの装飾写本を制作させている。装飾写本は15世紀の終わりごろには衰退しているが、これは板絵に比べて装飾写本の制作工程が遥かに複雑で、高額な費用がかかったためだと考えられている。それでも装飾写本は最高の贅沢品としての市場価値を保ち続けており、他にも木版あるいは銅板によるエングレービングを用いた版画も、マルティン・ショーンガウアーやアルブレヒト・デューラーといった優れた芸術家の登場によって新たな人気を獲得していった。

『快楽の園』（1490年 - 1510年頃）、ヒエロニムス・ボス
プラド美術館（マドリード）
中央パネルに描かれているモチーフが道徳的警鐘なのか失楽園なのか、美術史家の間でも見解が分かれている作品。

14世紀の装飾写本には欠落していた精緻な光と影の表現技法を確立し、絵画作品にもたらしたのがヤン・ファン・エイクである。この技法によって聖書の場面をモチーフとした宗教画は自然主義で描かれるようになり、世俗的な肖像画もより感情に訴えかける生き生きとした描写で描かれるようになった。オランダの歴史家ヨハン・ホイジンガはその著書『中世の秋』で、日々の暮らしが「美しさに満ちた」宗教的な儀式や礼典と密接に結び付いた時代だったと記している。このような北ヨーロッパの美術作品はヨーロッパ全土で高く評価されていたが、様々な理由により1500年ごろから徐々に翳りを見せ始める。イタリアで勃興したルネサンス美術が商業的な成功を収め、数十年後には完全に市場価値が逆転してしまった。当時の初期フランドル派美術作品とイタリアルネサンス美術作品の逆転を象徴する出来事が二つある。1506年にルネサンスの巨匠ミケランジェロの大理石彫刻作品『聖母子 (en:Madonna of Bruges)』がブルッヘに、1517年には同じくルネサンスの巨匠ラファエロが描いたタペストリの下絵である『ラファエロのカルトン』がブリュッセルに持ち込まれて好評を博している。ルネサンス美術は北ヨーロッパにもたちまちのうちに広まったが、初期フランドル派の画家たちがルネサンス芸術家たちに与えた影響も少なくない。ミケランジェロの聖母マリアは、ハンス・メムリンクが発展させた様式をもとにして制作されているのである。
その死をもって初期フランドル派の終焉とする学説もあるヘラルト・ダフィトの没年は1523年のことである。クエンティン・マセイスやヒエロニムス・ボスといった芸術家たちは、16世紀半ばから後半にかけても初期フランドル派の様式を維持し続けていたが、この二人を初期フランドル派の芸術家だとはみなさない美術史家も少なくない。ファン・デル・ウェイデンやヤン・ファン・エイクといった最初期の芸術家の作風とはあまりにかけ離れ過ぎだとする。16世紀初頭の北ヨーロッパの芸術家たちは自身の作品に三次元的錯視表現を持ち込み始めた。それでもなお16世紀初頭の絵画作品には前世紀に使用された技法や寓意表現の影響が顕著であり、前世紀からの伝統的絵画様式に忠実に則った、過去作品のコピーといえるような絵画を制作し続けた画家たちもいた。ルネサンス人文主義の影響から抜け出せずに、キリスト教を主題とした宗教画をギリシア・ローマ神話と混交した作品として描き続けた画家たちも存在している。北ヨーロッパの絵画作品が15世紀半ばの様式から完全に脱却したのは、1590年ごろから興った北方マニエリスム (en:Northern Mannerism) 以降のことだった。これは16世紀初頭から中盤にかけてイタリアで隆盛した、ルネサンス後期様式といえるマニエリスムの時期と合致する。世俗人を描いた自然主義の肖像画、庶民あるいは貴族の生活を描いた風俗画、背景として描かれることが多かった風景画や都市画の発展など共通点も多い。

## 歴史

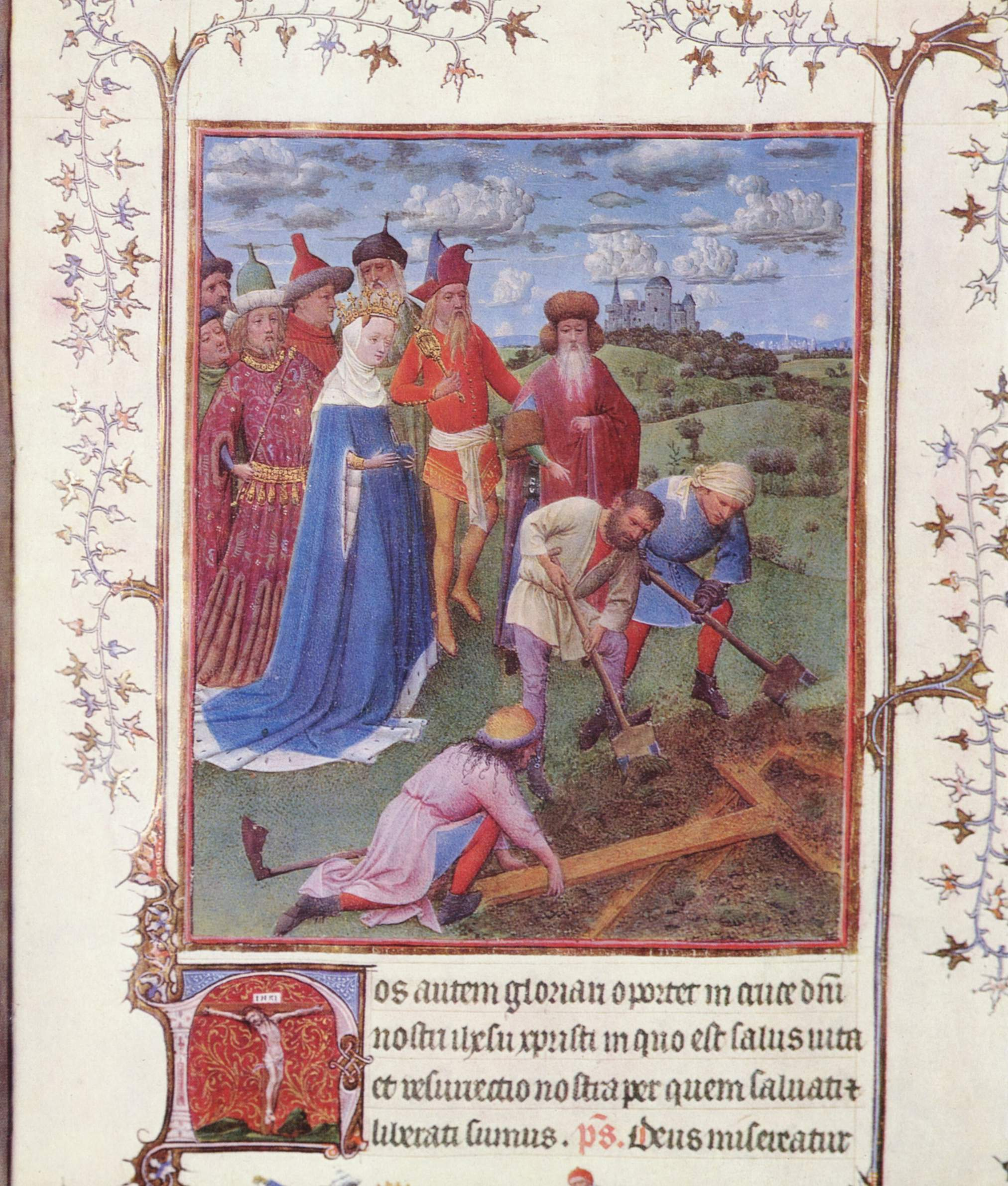
『トリノ＝ミラノ時祷書』のミニアチュール『聖十字架の発見』。
ヤン・ファン・エイクだと考えられている「画家 G」の作品。

初期フランドル派の起源は、後期ゴシック期の装飾写本の挿絵であるミニアチュールに求めることができる。伝統的な装飾写本に、より精緻な写実性、遠近描写、色彩表現が見られるようになったのは1380年以降のことで、リンブルク兄弟と『トリノ＝ミラノ時祷書』の挿絵を手掛けた複数の画家のうちでもっとも高く評価されているネーデルラントの「画家 G」によってそれらの技法が頂点に達した。この「画家 G」が誰なのかは確定していないが、ヤン・ファン・エイクかあるいはその兄であるフーベルト・ファン・エイクだという説が有力となっている。ベルギーの美術史家ヘルヘ・フラン・デ・ルーは『トリノ＝ミラノ時祷書』に描かれた「画家 G」による挿絵のことを「現在にいたるまでのあらゆる本の装飾として、最上級の作品群のひとつである。制作されて以来、美術史の観点からしてももっとも優れた作品と言える」と評価している。

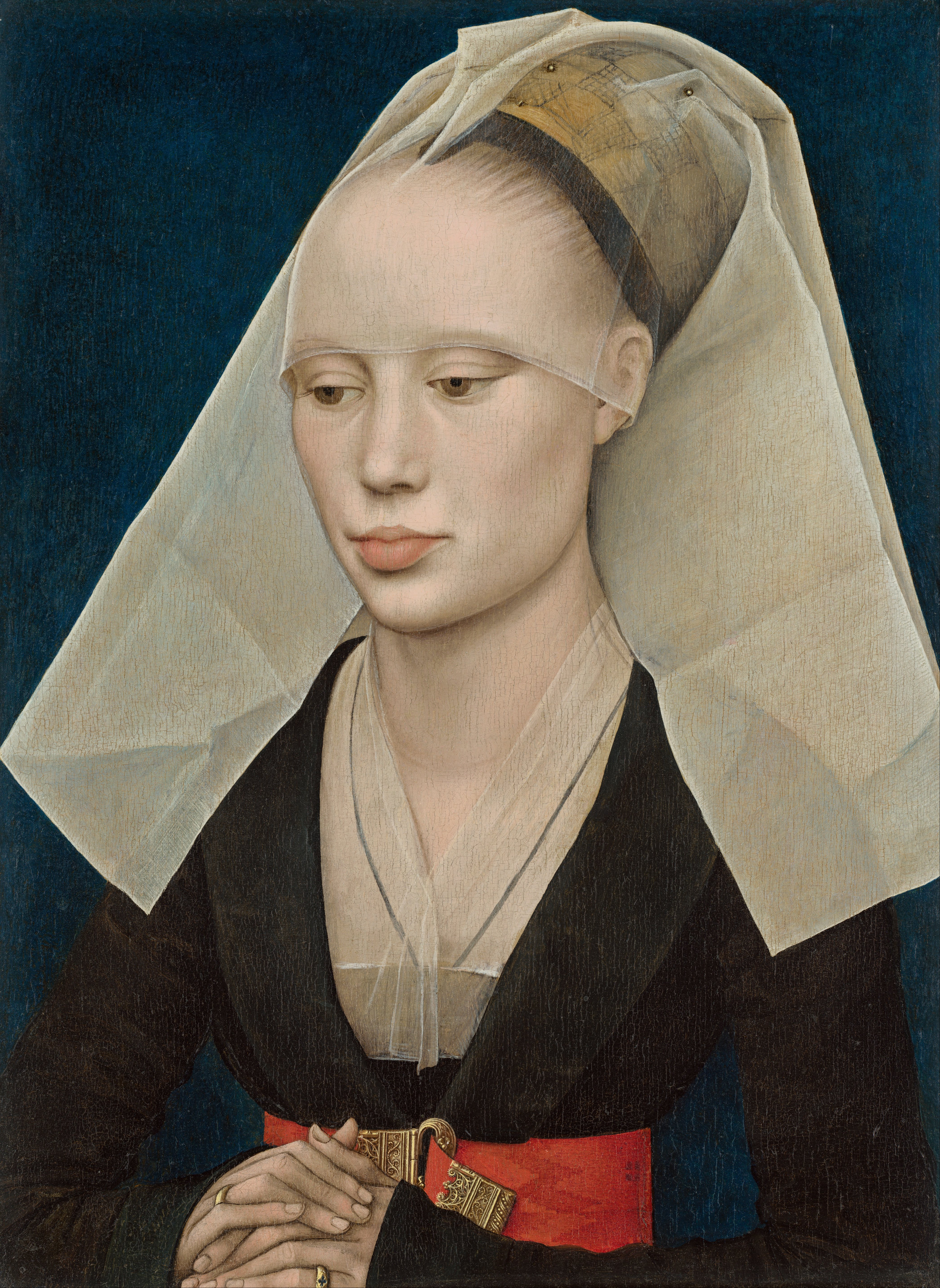
『女性の肖像』（1460年頃）、ロヒール・ファン・デル・ウェイデン。
ナショナル・ギャラリー（ワシントン）所蔵。
ファン・デル・ウェイデンはこの作品でモデルとなった女性を理想化することなく、より自然主義的な表現で描いている。

油彩技法の確立という極めて重要な変革を成し遂げ、後世の画家たちの絵画制作に多大なる影響を与えたのがヤン・ファン・エイクである。16世紀の画家で、『画家・彫刻家・建築家列伝』を著した美術史家としても知られるジョルジョ・ヴァザーリは、ヤン・ファン・エイクが油彩の発明者であるとしているが、これは誇張された記述である。油彩そのものは以前から存在しており、ヤン・ファン・エイクは油を固着剤として絵具に使用する技法を確立して広く知らしめた画家だった。ヤン・ファン・エイクは油絵具を用いた高度な絵画技法を築き上げた。これは油絵具の乾燥が極めて遅いことを利用したもので、絵具が乾く前に様々な加筆や混色、重ね塗りなどを使用することによって精緻な表現描写を可能とする技法である。さらにロベルト・カンピンやロヒール・ファン・デル・ウェイデンが、ヤン・ファン・エイクの油彩技法を即座に自身の作品に取り入れ、更なる改良を加えていった。この三人が初期フランドル派のなかで最も優れた画家と言われており、第一世代の初期フランドル派の画家たちに非常に大きな影響を与えた。そして、東はボヘミアやポーランド、南はオーストリアやスワビアに至る北ヨーロッパ中に、この三人の画家たちの影響が及んでいくことになる。
伝統的に初期フランドル派に分類される画家の中にも、現代の地理でいうところのオランダ、フランドル出身ではない人物は多い。ロヒール・ファン・デル・ウェイデンはトゥルネー出身で、その誕生名はフランス語風のロジェ・ド・ラ・パステュールである。ドイツ出身のハンス・メムリンク、エストニア出身のミケル・シトウもフランドルで活動し、フランドル様式の作品を描いた、初期フランドル派に分類される画家である。シモン・マルミオンは現在のフランス北部の都市アミアン出身だが、1435年から1471年当時のアミアンがブルゴーニュ公国の一部だったために、初期フランドル派の画家のひとりとみなされることが多い。当時のブルゴーニュ公国は大きな影響力を持った強国であり、初期フランドル派の画家たちが成し遂げた絵画技法の革新はほどなくヨーロッパ中に広まっていった。ヤン・ファン・エイクの絵画作品は、その存命中からヨーロッパ中の富裕層が争って買い求めるほどの評価を得た。複製画も大量に制作され、初期フランドル派絵画の作風を中央ヨーロッパや南ヨーロッパへ広めることに大いに貢献した。当時の中央ヨーロッパ芸術には、イタリアからのルネサンスと北方絵画両方の革新の影響が見られる。この二派の様式は混交し、ハンガリー王マーチャーシュ1世など両派の画家を後援する王侯貴族も現れることとなった。
最初期の初期フランドル派の主要な画家たちは、読み書きができる十分な教育を受けた中流階級以上の出身である。ヤン・ファン・エイクもファン・デル・ウェイデンもブルゴーニュ宮廷で高い地位を与えられており、とくにヤン・ファン・エイクはヨーロッパ中の上流階級の公用語だったラテン語の読解力が要求される役割を果たしていたと言われる。その作品にみられる銘文から、ヤン・ファン・エイクがラテン語とギリシア語両方に精通していたことがうかがえる。初期フランドル派の多くの芸術家がヨーロッパ各地に後援者を持つようになり、経済的な成功を獲得していった。ヘラルト・ダフィトやディルク・ボウツなど多くの画家が大規模な絵画を個人的に制作し、その作品を自身の好みに応じた教会や修道院に寄進するだけの金銭的余裕があった。また、ヤン・ファン・エイクはブルゴーニュ公宮で宮廷画家ならびに近侍 (en:valet de chambre) の地位を与えられており、ブルゴーニュ公フィリップ3世に親しく謁見できる立場の人物だった。ファン・デル・ウェイデンは堅実な投資家で、計算高かったボウツは裕福な女相続人カタリナを妻とし、フランク・ファン・デル・ストクト (en:Vrancke van der Stockt) は不動産に投資して財を成している。
初期フランドル派の画家たちの影響は、15世紀にケルンで活動していたシュテファン・ロッホナーや通称「聖母の生涯を描いた画家」(en:Master of the Life of the Virgin) と呼ばれている画家たちにも及んでいた。両者の作品にはファン・デル・ウェイデンやボウツが描いた作品からの影響が見て取れる。その後、ヨーロッパ諸都市で独自の絵画様式が発展し、16世紀初頭の神聖ローマ帝国ではウルム、ニュルンベルク、ウィーン、ミュンヘンなどが芸術の中心都市となっていった。フランス、南北イタリアの芸術革新を受けて、木版あるいは銅板によるエングレービングを用いた版画などの芸術も発展を見せている。16世紀になっても前世紀の絵画技法、様式から大きな影響を受け続けた画家たちも存在していた。当時の先進的な画家だったヤン・ホッサールトはヤン・ファン・エイクが15世紀半ばに描いた『教会の聖母子』の複製画を制作している。ヘラルト・ダフィトは自身が良く訪れていたブルッヘやアントウェルペンの様式が見られる絵画を制作した。ダフィトは1505年にアントウェルペンに移住しており、当地のアントウェルペン画家ギルドの会長だったクエンティン・マセイスと親交を結ぶようになった。

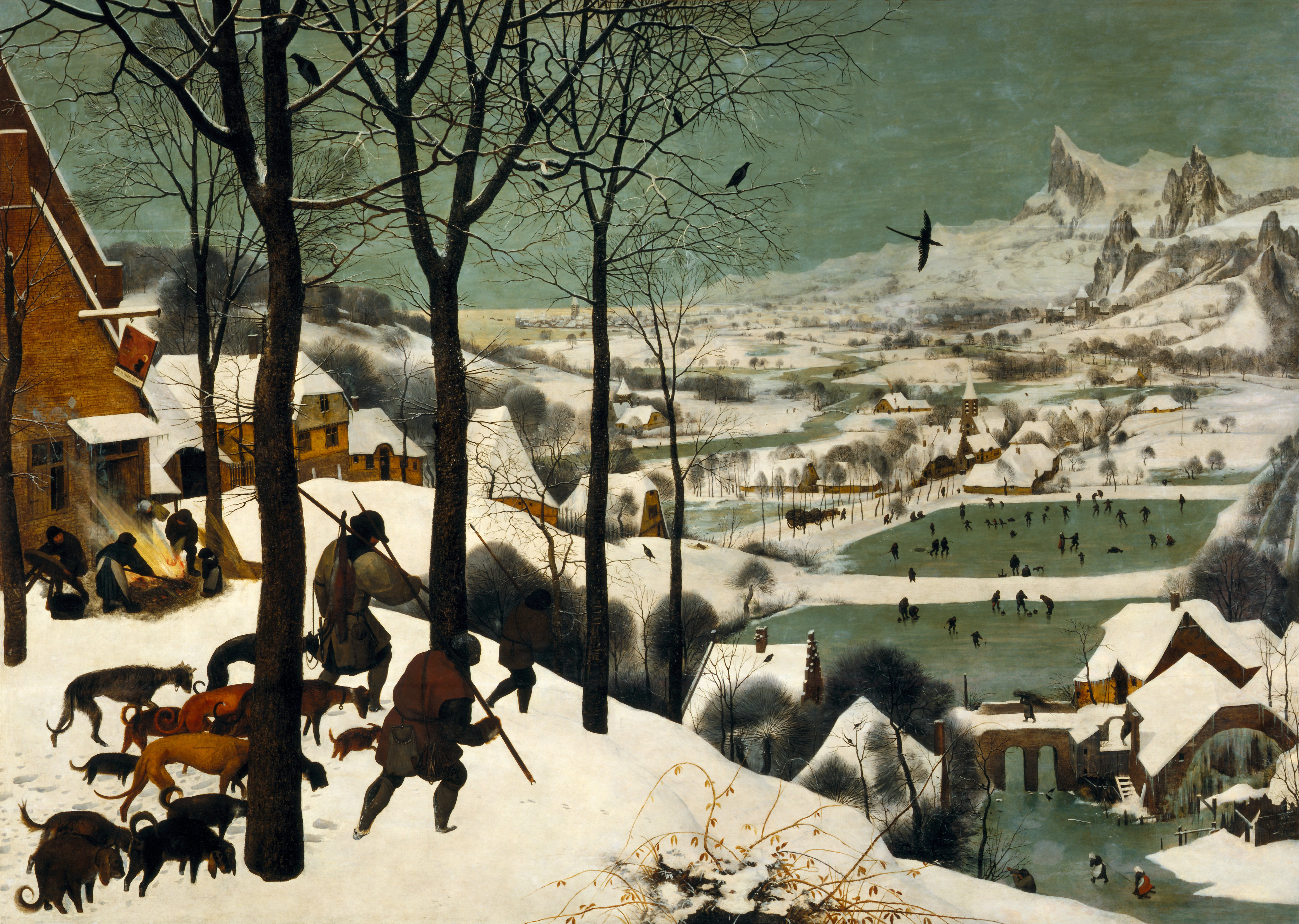
『雪中の狩人』（1565年）、ピーテル・ブリューゲル。
美術史美術館（ウィーン）所蔵。
ブリューゲルが冬の情景を描いた絵画中でもっとも有名な作品。16世紀半ばには世俗の風俗画が好んで描かれた。

ヤン・ファン・エイクが発展させた革新的な寓意技法や絵画制作技法は、16世紀になるころには北ヨーロッパで各地でごく標準的なものとなっていた。ニュルンベルクではアルブレヒト・デューラーが、ヤン・ファン・エイクの細部にわたる精緻な表現を模写することによって精密な表現技法を身につけ、さらにデューラー独自の宗教色の感じられない人体描写へと昇華させている。画家という職業が高く評価され、画家たちはさらなる尊敬と社会的地位を謳歌するようになっていった。芸術家のパトロンはたんなる絵画制作依頼者ではなく、芸術家を自身の宮廷に迎え入れ、新たな見聞を広めるための旅行資金をも出資可能な王侯貴族が中心となっていった。15世紀終わりから16世紀初頭にかけて活動したヒエロニムス・ボスは、初期フランドル派の芸術家の中でももっとも重要で有名な画家のひとりである。ボスは非常に特異な画家であり、初期フランドル派の特徴とも言える自然描写、人物描写における写実主義、遠近法の採用はほとんど見られず、イタリアルネサンスからの影響も皆無と言える。それらの代わりに、現在もっとも広く知られているボスの作品には、ヤン・ファン・エイクが『キリスト磔刑と最後の審判』で地獄の図として描いた空想的で幻覚を起こさせるような生物や風景が描かれている。ボスはモラリズムやペシミズムに偏向した独自の作風を追求した画家だった。ボスの作品の中でもとくに三連祭壇画の作品群が、後期の初期フランドル派の絵画作品としてもっとも重要視され高く評価されている。
宗教改革の影響により、絵画の主題も聖書の場面を描いた宗教画から世俗的な風俗画や風景がより多く描かれるようになっていった。宗教的なモチーフは教訓や道徳心を意味するものとして扱われ、聖書の登場人物はわずかに背景にのみ描かれた。ピーテル・ブリューゲルはボスの特異な作風を受け継いだ数少ない画家のひとりで、初期フランドル派とその後の画派の橋渡しとなった芸術家である。ブリューゲルの作品には15世紀から続く伝統的な様式が多く残っているが、採用している遠近表現や作品の主題には明確に現代風の作風が見られる。キャリア初期のブリューゲルは宗教画や神話画を描いていたが、のちに広大な風景を主題とした作品を多く描くようになった。ブリューゲルが描いた複雑な構成の風俗画には、キリスト教に対する不信と国粋主義の片鱗がうかがえる。

## 技法と素材

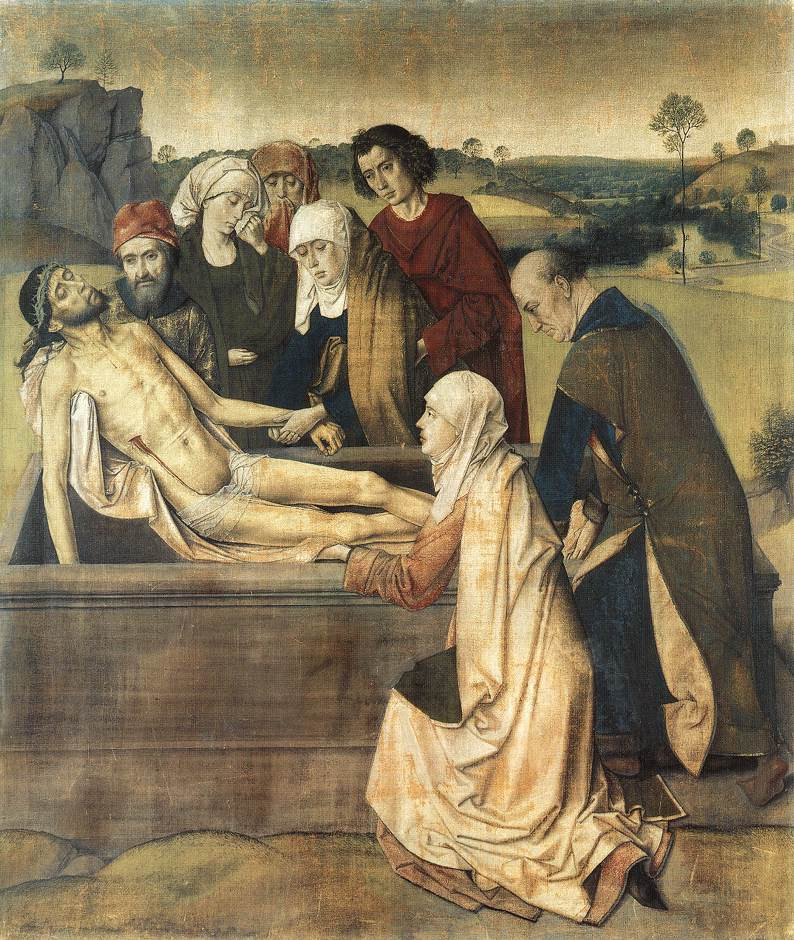
『キリストの埋葬 (:en:The Entombment (Bouts))』（1440年 - 1455年頃）、ディルク・ボウツ。
ナショナル・ギャラリー（ロンドン）所蔵。
厳粛な雰囲気で描かれたこの作品には、悲しみや苦悩に満ちた人物像が感情豊かに表現されている。また、15世紀にグルーサイズで描かれた、現存する希少な作品でもある。

15世紀の北方絵画に自然主義、写実主義を導入し、様式の手法として確立したのは、初期フランドル派第一世代に分類されるロベルト・カンピン、ヤン・ファン・エイク、ロヒール・ファン・デル・ウェイデンで、自然界そのままの表現を絵画作品に取り入れることに大きく貢献した。人物像はより本物らしく表現され、それまでの絵画作品には見られない豊かな感情を持つ人間として描き出された。第一世代の初期フランドル派の画家たちは、パノフスキーが「金色は金色そのままに」描いたと表現したように、作品のモチーフだけではなく、太陽の光が帯のように降りそそぐさまや、その反射のような自然現象をも絵画として正確に再現することに注力した。初期フランドル派の画家たちは、それまでの絵画作品で用いられていた平凡な遠近法や、単に輪郭線だけで三次元的形状を表すような手法は採用せず、絵画をはじめて観る者がどれだけその作品と一体感が持てるかを重要視した。ヤン・ファン・エイクは、その作品『アルノルフィーニ夫妻像』で、この絵画を観る者に、あたかも自分が絵画に描かれている二人の人物と同じ部屋に入りこんだかのような錯覚を持たせることに成功している。初期フランドル派の画家たちが革新した高度な絵画技法が、人物、風景、インテリアなどのモチーフを鮮明かつ精緻な表現で描きだすことを可能にしたのである。
絵具の固着剤として油脂を使用してきた歴史は12世紀までさかのぼることができるが、その取扱いや技法に一大変革をもたらしたのが初期フランドル派の画家たちだった。1430年代までは卵テンペラが絵画制作の主流だった。鶏卵を絵具の固着材として使用したテンペラは華やかで明るい色彩を得ることができるが、乾燥が比較的速いために質感や深い陰を自然に表現する目的にはあまり向いていない。テンペラに比べると、油彩はよりなめらかで透明感のある画肌を表現でき、さらに筆使いによって極細の線から太い線までを描き分けることができる。乾燥が遅いことを利用して絵具が乾く前に様々な加筆が可能で、画家にとって時間をかけてより精緻な表現ができる絵具であり、絵具が乾燥する前にさらに絵具を重ねて混ぜ合わせるウェット・オン・ウェット (en:Wet-on-wet)などの技法を可能とした。重ね塗りされた絵具の乾燥した上層をそぎ落とすことによって下の絵具の層（レイヤ）を表出し、より滑らかな色彩や明暗の階調を表現するなどの絵画技法も、油絵具の導入とともに発展していったものである。油彩画は通常絵筆で描かれるが、細い棒や、柔らかな印象を与えるために画家自身の指も使用されることがあり、さらに指や掌は画肌の上に塗布されるグレイズ (en:Glaze (painting technique)) が絵画作品本体に与える影響を低下させる目的でも使われている。油彩では反射する光の明暗の度合いを描き分けることができ、透明なガラス越しの光がもたらす効果すらも絵画に再現することが可能となった初期フランドル派の画家たちは、自在に光を表現できる油彩技法によってより緻密で写実的に物の質感を描き出すことに成功した。ヤン・ファン・エイクやファン・デル・ウェイデンの作品にみられる、宝飾品に降りそそぐ陽光、木製の床、質感豊かな織物、家庭用品などがその好例と言える。
初期フランドル派の絵画作品は、安価だったキャンバスではなく木の板（パネル）を支持体として描いた板絵のほうが多い。支持体に使用されたパネルは、主にバルト海沿岸諸国から輸入されたオーク材が多かった。パネルが歪みやねじれを起こさないように、通常は半径方向に切り出された後に（柾目）、完全に乾燥させてから使用された。年輪年代学を用いたオーク材の調査が、当時の各画家たちがどこで活動していたのかを判定する研究の一助となっている。板絵に使用されるパネルの制作には非常に高い熟練技術が必要とされており、美術史家ローン・キャンベルは当時の板絵に使用されているパネルについて「優れた工作技術で、素晴らしい工芸品といえる。板と板との繋ぎ目をみつけることすら非常に難しいほどだ」としている。支持体に使用されているパネルの両端には歪み防止処理がなされていた。
現存している初期フランドル派絵画作品の額装は、18世紀から19世紀初頭になってから後付けされたり、塗り直しや金箔処理がなされたものも多い。これは当時の初期フランドル派絵画が、例えば多翼祭壇画であればパネルごとに分割されて売買されたことに起因する。また、祭壇画は表裏両面に絵画が描かれているか、裏面に依頼主の家紋や紋章、あるいは表面の主題を補完するような簡略図が描かれている作品が多い。中には表面と裏面で全く関係がないものが描かれていることもあり、これは後世になってから別人によって描きたされたものか、あるいはキャンベルが主張するように「画家の気まぐれ」によるものだと言われている。
植物性油脂の代替として動物性タンパク質を固着材として使用した絵具で布に描く、グルーサイズ (en:Glue-size) と呼ばれる手法で制作された作品もあった。グルーサイズで描かれた絵画は非常に多かったが、現存している作品はほとんどない。これは支持体として使用された布（麻布が多い）がタンパク質の影響で腐食してしまったことと、固着材に使用されたタンパク質自体が経年変化によって溶解してしまったことによる。このグルーサイズで描かれた、溶解による損傷があるとはいえ、まだ保存状態が比較的良好でよく知られている作品に、クエンティン・マセイスが1415年から1425年ごろに描いた『聖母子と聖バルバラ、聖カテリナ』と、ディルク・ボウツが1440年から1455年ごろに描いた『キリストの埋葬』(en:The Entombment (Bouts)) がある。

## ギルドと工房

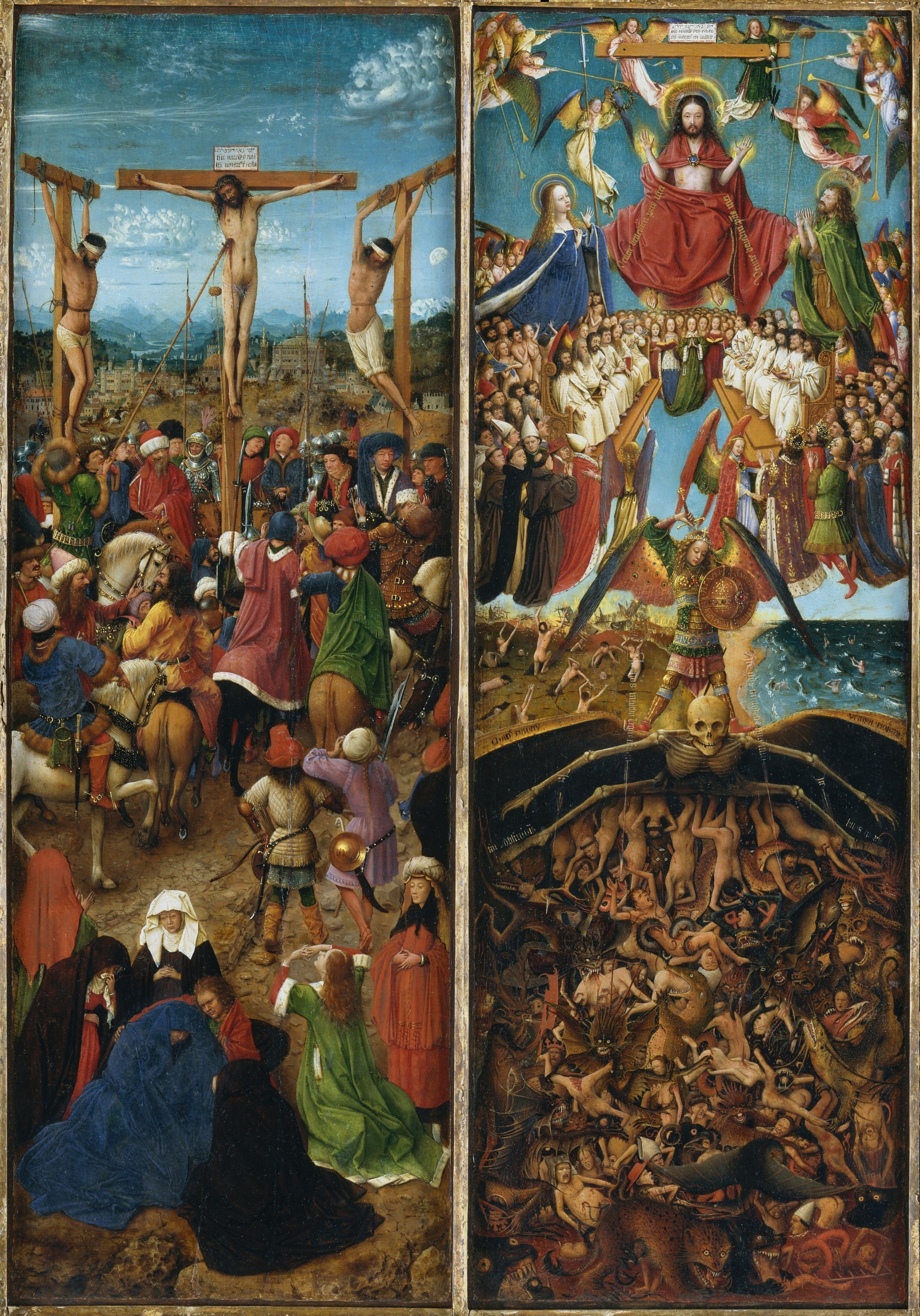
『キリスト磔刑と最後の審判』（1430年 - 1440年頃）、ヤン・ファン・エイク。
メトロポリタン美術館（ニューヨーク）所蔵。
右パネルに描かれた「最後の審判」には作風が大きく異なった箇所が多い。これは未完だった「最後の審判」をヤン・ファン・エイクの死後に工房の弟子が仕上げたためではないかといわれている。

15世紀のヨーロッパでは、注文主が芸術家に作品制作を依頼するときには、その芸術家が主宰する工房を訪れるのが普通だった。芸術家が活動できる場所（都市）は当地の芸術家ギルドによって厳格に定められており、限られた人数の芸術家のみが独り立ちした画家（マスター）として認められていた。芸術家として生計を立てるには、ギルドに加盟することが義務付けられていたのである。当時のギルドは芸術家の芸術活動を庇護するとともに、制作、品質、売買、画材の供給などに制限を加えていた。これらの規則は、板絵画家、布地画家、書籍装飾画家など、画家のジャンルによっても細かく分かれていた。たとえば装飾写本のミニアチュール作家には、油絵具の使用禁止など、他のジャンルの画家よりも厳格な規則が定められていた。概してギルドでもっとも優遇されていたのは板絵画家で、その次が布地画家だった。
ギルドの会員権は極めて制限されたもので、新参者が取得することは困難だった。マスターとして認められるには徒弟として一定の修業を積んでおり、尚且つ活動したい都市に生まれたか、あるいはその都市の市民権を購入することを求められた。徒弟の修業期間は通常四年から五年で、修行を終了するときには自身が優れた芸術家であることを証明する「傑作」を制作し、さらに加入する芸術家ギルドに対して相当額の入会金を支払う必要があった。ギルドの会員には高い品格や技術が求められていたにとどまらず、このような金銭的な面においてギルドへの新規入会は富裕層出身者に有利なものだったと言える。他職種のギルドから作品制作依頼が舞い込むこともあった。もっとも有名な例としてファン・デル・ウェイデンの『十字架降架』があげられる。この作品の依頼主がルーヴェンの弓射手ギルドであったことから、弓射手が使用するクロスボウを模った「T字」でキリストの姿形が描かれている。
工房は芸術家の自宅に併設され、徒弟を内弟子として住み込ませることが多かった。当時の画家は売れ筋のデザインや線画を描きこんだパネルを事前に準備していることが普通だった。大規模な工房の場合、その経営者、責任者たる画家は絵画作品の重要な部分、たとえば肖像画であれば顔、指、複雑に刺繍された衣服など、高い技術が要求される個所のみを担当することが多かった。作品の重要ではない箇所は工房の未熟な徒弟や助手が仕上げることとなった結果、画家本人が直接手がけた箇所と弟子や助手が手がけた箇所とで作風が明確に異なっている作品も少なくない。ヤン・ファン・エイクの『キリスト磔刑と最後の審判』が、このような作風の違いがもっともよく知られる作品となっている。ヤン・ファン・エイクのように経済的にまったく問題がない画家であれば、過去に商業的に成功した作品の複製画を工房に制作させることだけでも生活は成り立ち、画家自身はまったく新しい作風、構成の絵画作品の追求に専念することもできた。大規模な工房を中心とした絵画制作の場合、画家は下絵や略図を描くだけで以降の制作工程はすべて工房の弟子たちによる作業となることも珍しくなかった。結果として、構成は一流だが仕上げが二流以下という絵画も現存しており、それらは画家個人の作品ではなく「画家○○の工房の作品」とされるか、後世の画家による模写という扱いになっている作品も多い。

## パトロン

『受胎告知』（1434年 - 1436年）、ヤン・ファン・エイク。
ナショナル・ギャラリー・オブ・アート（ワシントン）所蔵。
この作品は、もともとは三連祭壇画の左翼パネルだったと考えられている。背後に描かれている建物の建築にはロマネスクとゴシック両方の様式が見られる。建物と比べて聖母マリアが非常に大きく描かれ、マリアの天界での地位を象徴している。

1400年代のブルゴーニュ公国周辺の北ヨーロッパでは商人や銀行家が力を持っていた。15世紀初頭から半ばにかけて国際貿易が盛んになったことによって国内の経済も大きく潤うこととなり、贅沢な美術品に対する需要も高まっていった。当時の北ヨーロッパで活動する芸術家たちの諸外国のパトロンとなったのは、バルト海沿岸のドイツやポーランド、イベリア半島諸国、イタリア、そしてイングランドとスコットランドの有力な一族たちだった。15世紀初頭の芸術家たちは公開市場に出向いて自身の作品を売却するとともに、作品制作に必要な額、パネル、顔料などを購入していた。その後、15世紀半ばごろから美術品の売買を専門とする画商が台頭し、美術品市場を大きく左右する力を持つようになっていった。
小規模な絵画作品が注文によって制作されることはあまりなかった。そのような作品は画家が独自に描き、既成の作品として定期的に開催される公開即売会で売却されるか、画商が画家の工房を訪れて既成の絵画の中から気に入った作品を買い付けて、需要がありそうな大都市で売却された。何千点も制作された既成作品の主たる顧客は、公務員、聖職者、ギルド会員、医師、商人などの中流階級層だった。中流階級の室内装飾にはグルーサイズで制作された比較的安価な絵画が使用されることが多かったが、板に描かれた高価な宗教画を室内に飾ることは強い憧憬の対象でもあった。商人階級層は自身の信仰に応じた祈祷用の小さな板絵を注文することが多かった。既存の作品に対して様々な修正依頼がかけられ、注文主の肖像画が描きいれられることもあった。もっとも多くみられるのは、既存の作品に注文主の紋章を描き足しただけのものである。ファン・デル・ウェイデンの『聖母を描く聖ルカ』は、描かれた紋章が異なる数点のバージョンが現存している。

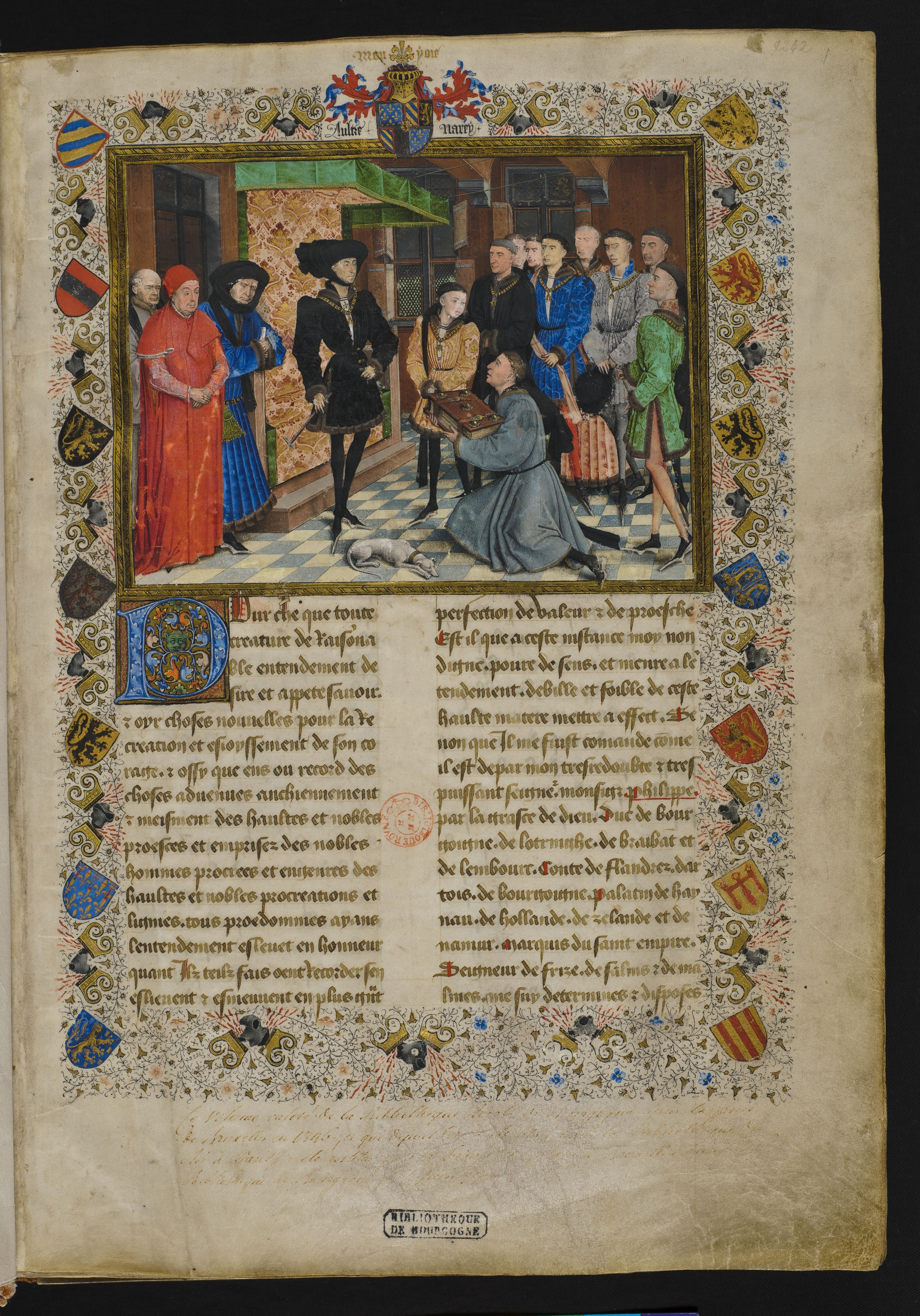
『フィリップ善良王に「エノー年代記」を献呈するジャン・ウォークラン』（1447年 - 1448年）、ロヒール・ファン・デル・ウェイデン。
ベルギー王立図書館所蔵。
『エノー年代記』の挿絵として描かれたミニアチュール。

歴代のブルゴーニュ公は自身の趣味趣向のためには金を惜しまなかった。フィリップ3世も、大叔父にあたるベリー公ジャン1世らと同じく、芸術を強く庇護して多くの美術品を制作させた。当時のブルゴーニュ宮廷は芸術の発信地として諸国に大きな影響力を持っており、高価な装飾写本、金で縁取りされたタペストリー、真珠やルビーで装飾されたグラスなどの豪華な贅沢品が好まれていた。このようなブルゴーニュ公宮の贅沢な美術品への嗜好は一般市民の間にも広まっていくこととなった。1440年代から1450年代にかけてのブルッヘやヘントでは、一般市民からの依頼で多くの美術品が制作されている。ネーデルラントの画家たちが描いた板絵は、制作過程で希少な素材や高価な貴金属が使用されていないにも関わらず非常な高額で取引されていた。これは絵画作品それ自体が西洋美術における最高峰だと高く評価されていたためである。1425年の記録に「高い技術で優れた作品を制作する」画家を雇い入れたというフィリップ3世の言葉が残されている。ヤン・ファン・エイクはフィリップ3世に仕えていた時期に『受胎告知』を描き、ファン・デル・ウェイデンは1440年代にフィリップ3世の肖像画家に選ばれた。
ブルゴーニュ宮廷には多くの宮廷人、役人が仕えており、その中には自らの富や権力を誇示する目的で画家に作品制作を依頼する者もいた。諸都市の議会などの公的団体も同様の目的で著名な画家たちに作品制作を依頼している。政体からの依頼で描かれた作品として、ボウツの『皇帝オットー3世の裁き』やファン・デル・ウェイデンの『トラヤヌス帝の裁き (en:The Justice of Trajan and Herkinbald)』、ダフィトの『カンビュセス王の裁き』などがある。公的団体からの絵画制作依頼はさほど多くなく、収入面でも画家にとって実入りの多いものではなかったが、市庁舎などに人目に触れる場所に飾られたために、描いた画家の名声を高めることに貢献した。たとえば、メムリンクがブルッヘの聖ヨハネ病院の依頼で描いた『聖ヨハネの祭壇画 (en:St John Altarpiece (Memling))』は、メムリンクに多くの絵画制作依頼をもたらしている。
諸国のパトロンの存在と国際貿易の発展が、ネーデルラントの画家たちに工房を経営し、徒弟や助手を雇い入れることが可能な金銭的余裕を与えた。第一級の画家だったペトルス・クリストゥスやハンス・メムリンクのパトロンは工房を経営していた都市の有力者だけだったが、その名声はブルッヘ在住の諸外国人のなかでも鳴り響いていた。さらに、華麗で豪奢なブルゴーニュ公宮に対抗しようと、その作品だけでなくブルッヘで活動している画家自身を王宮に迎え入れようとする諸外国の王侯貴族も少なくなかった。たとえばウルビーノ公フェデリーコ・ダ・モンテフェルトロは1473年ごろにヨース・ファン・ワッセンホフを、300点にのぼる絵画コレクションを所蔵していたカスティーリャ女王イサベル1世はミケル・シトウとフアン・デ・フランデスをそれぞれ自らの宮廷に迎え入れている。

## 寓意と象徴

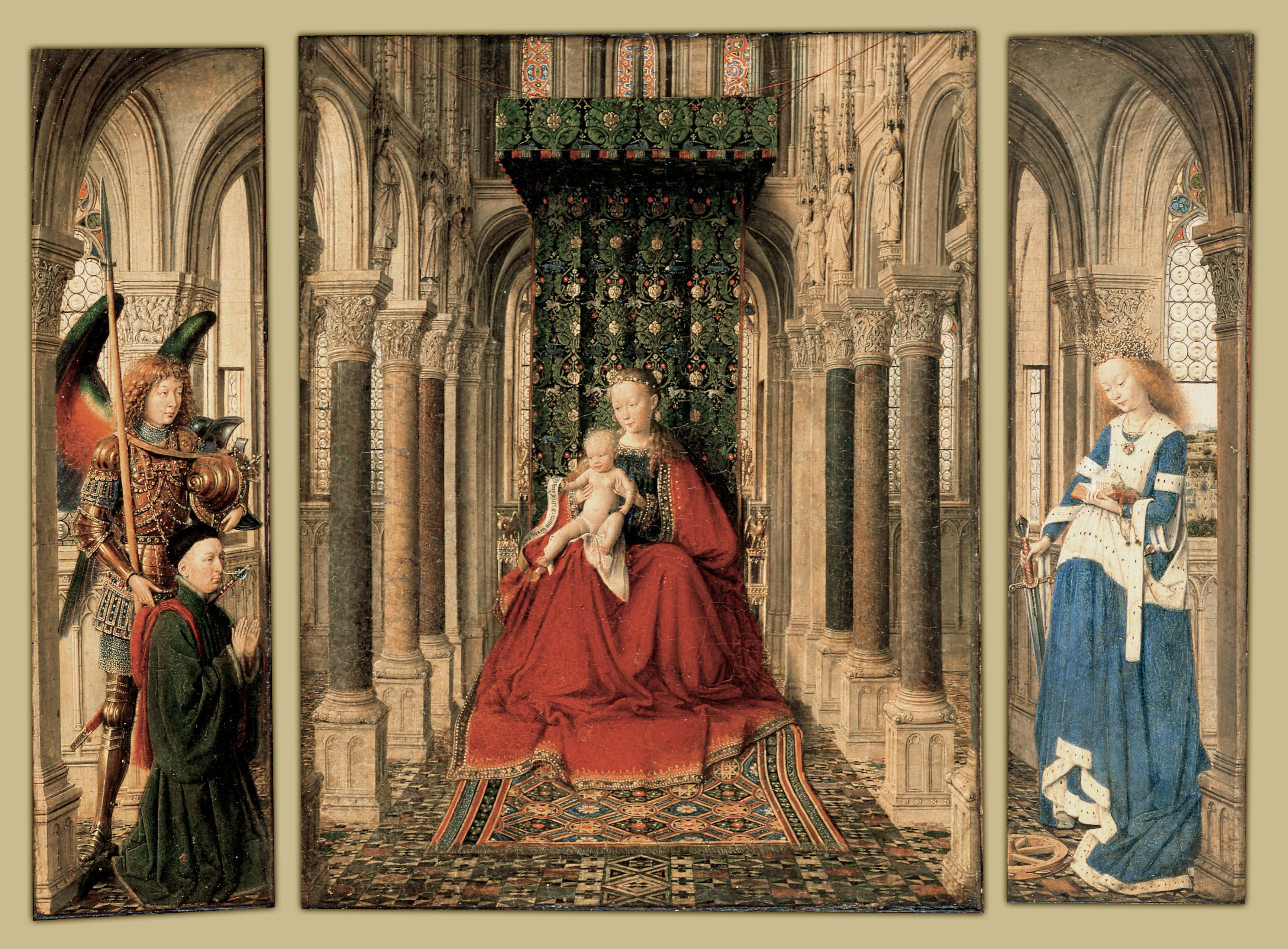
『ドレスデンの祭壇画』（1437年）、ヤン・ファン・エイク。
15世紀の北ヨーロッパでは聖母マリアが広く信仰されていた。建物に比べて非常に大きく描かれているマリアは、俗世と懸絶している存在であることを意味している。

最初期の初期フランドル派の絵画作品は、こめられたキリスト教的寓意や象徴、聖書からの引用技法がその特徴であると言われることが多い。このような技法を最初に取り入れたのはヤン・ファン・エイクであり、この革新的技法を受け継いで発展させたのがファン・デル・ウェイデン、メムリンク、クリストゥスらだった。これらの画家たちは、当時の信仰や宗教的理想を高いレベルで絵画に取り入れるために、複雑な寓意や象徴を作品に多数描きいれた。このような概念のもとに制作された作品は静穏な印象を与え、自制と禁欲への敬意が表現されている。俗世間の事象よりも信仰心などの精神世界が強調されているのである。当時の北ヨーロッパでは聖母マリア信仰が最盛期を迎えており、絵画作品に描かれた寓意や象徴物もマリアの事績に関連するものが極めて多い。
美術史家クレイグ・ハービソンは、初期フランドル派の絵画作品にみられる写実主義と象徴主義の混交が、おそらく「初期フランドル芸術のもっとも重要な特質」だとしている。第一世代の初期フランドル派の画家たちは、宗教的象徴を作品にいかに自然に描き入れるかに注力していた。ヤン・ファン・エイクは多種多様な寓意や象徴を導入した画家で、精神世界と物質世界の共存を絵画に描き出そうとしたとも言われている。ただし、その寓意や象徴を表す事物は背景の細部に小さく控えめに表現されていることが多い。第一世代の画家たちの作品にさりげなく配された寓意や象徴物は画面に溶け込み、「天界からの言葉を告げようと細心の注意を払って描かれている」。なかでもヤン・ファン・エイクの宗教画には「現世の事物に姿を変えた天界の住人が常に描かれている」と言われている。ハービソンは、ヤン・ファン・エイクが絵画作品と寓意の調和を日々追及していた画家であり「現実世界の事象ではなく宗教的世界の真実を描こうとした」としている。その作品にみられる俗界と天界の混交は、ヤン・ファン・エイクが信仰するキリスト教義をもとにした「世俗と聖性の融合、実在と象徴の結合」を絵画世界に表現しようとしたことを意味している。ヤン・ファン・エイクは『受胎告知』や『ドレスデンの祭壇画』などの作品で、聖母マリアを不自然なまでに大きな姿形で描いた。これは天界と俗界の乖離を表したものである。教会、居間、裁判所など俗世の場所に姿を見せた天界の住人たるマリアが隔絶した存在であることを意味している。
ヤン・ファン・エイクが描いた俗世の教会は、天界の寓意と象徴で美々しく飾り立てられている。マリアが坐する天界の玉座は、例えば『ルッカの聖母』では明らかに俗世の座椅子に姿を変えて描かれている。また『宰相ロランの聖母』のように、描かれてる情景が俗世なのか天界なのか判別し難い作品もある。ヤン・ファン・エイクが作品に込めた寓意と象徴は膨大かつ複雑を極めたものであり、分かりやすい寓意を意味していると思われるモチーフが、全く別の意味合いをも内包していることも珍しくないとされる。このようなモチーフが絵画作品全体に繊細に織り込まれているために、その意味合いを理解するには何度も慎重に作品を精査する必要がある。美術史家ジョン・ウォードは、ヤン・ファン・エイクが用いた寓意と象徴の多くが「原罪からの救済と死からの救済、そして再生」を表現したものだとしている。
ヤン・ファン・エイクの絵画作品は、同時代のみならず後世の画家たちにもきわめて大きな影響を与えたが、それらの画家が作品に採用した寓意や象徴はヤン・ファン・エイクに比べると平凡なものが多い。ロベルト・カンピンは天界と俗界を明確に描き分けた画家で、ヤン・ファン・エイクとは異なり寓意や象徴を隠匿して描くことはなかった。カンピンが表現した寓意や象徴は俗世の事物に仮託されてはおらず、キリスト教的な意味合いが一目で分かるものだった。ロヒール・ファン・デル・ウェイデンが描いた寓意や象徴はカンピンに比べると精緻なものだったが、ヤン・ファン・エイクには及ばない。ハービソンは、ファン・デル・ウェイデンが慎重かつ精妙に表現した寓意や象徴について「（天界と現世の）神秘的な融合も迫真性もその作品には見られない。（ファン・デル・エイデンが描いた寓意や象徴は）理論的に検証、説明、再構成が可能なものだ」と指摘している。ファン・デル・ウェイデンの描いた建築物、例えば壁龕は理解できないような空間、色彩で表現されており、「そこに描かれた唐突かつ不自然に描かれている事物や人物が、キリスト教的意味合いをもつものだということが分かる」
絵画作品などの優れた美術品は当時の信仰における暮らしの一助になっていた。祈祷や瞑想は救済につながるとされ、富める者は教会の建設や増改築に対する寄進、宗教美術品の制作依頼、あるいは死後の救済を意図する宗教的な品々に金銭を費やした。この時期に描かれた宗教画では、聖母マリアと幼児キリストを描いた「聖母子像」が非常に多かった。人気のある作品は幾度となく複製されて諸国へと輸出されている。これら聖母子像の源流となっているのは、12世紀から13世紀に描かれたビザンチン美術の聖母子像で、なかでも『カンブレーの聖母』がもっとも有名な作品と言える。これら数世紀以前からの伝統的な聖母子像をすべて吸収し、華麗かつ複雑な様式に昇華して新たな伝統を創りあげたのが初期フランドル派の画家たちだった。
聖母マリア信仰は13世紀ごろから盛んとなり、とくに「無原罪の御宿り」と「聖母の被昇天」の教義が信仰の中心となっていた。聖人にちなむ聖遺物が俗世と天界を結びつけるものとして崇敬の対象となっていたが、マリアに関する聖遺物は残されていない。このことが逆説的にマリアに神と人の橋渡しという特異な地位を与えることとなった。1400年代初頭までにマリアはキリスト教義の中でも重要な存在となり、神と人の仲裁者という役割を持つ存在だと広く信じられていた。死後に行きつく辺獄で過ごさねばならない期間は、生前に信仰心を発揮した期間に比例するとも思われていた。聖母マリア信仰が最盛期を迎えたのは15世紀初めで、マリアを表現した作品が熱狂的に支持された時代だった。一方で15世紀半ば以降のキリストを描いた絵画では、『イザヤ書』53章に記された、人類の原罪を背負って処刑された「悲しみの人 (en:Man of Sorrows)」として描かれることが多くなっていった。
制作依頼主が聖人と共に描かれたドナー・ポートレイトと呼ばれる作品分野 (en:donor portrait) が存在する。依頼主の肖像は三連祭壇画の一翼に描かれることが多かったが、時代が下ると手頃なディプティクに描かれることが主流となっていった。北ヨーロッパで伝統的に描き続けられていた、半身の聖母マリア像を諸外国まで広めたのはファン・デル・ウェイデンである。ビザンチン様式を昇華したこのマリア像はイタリアでも受け入れられた。ファン・デル・ウェイデンが革新したマリア像は北ヨーロッパ中で普遍的なものとなり、マリアを主題としたディプティクの発展に大きな役割を果たしている。

## 美術作品

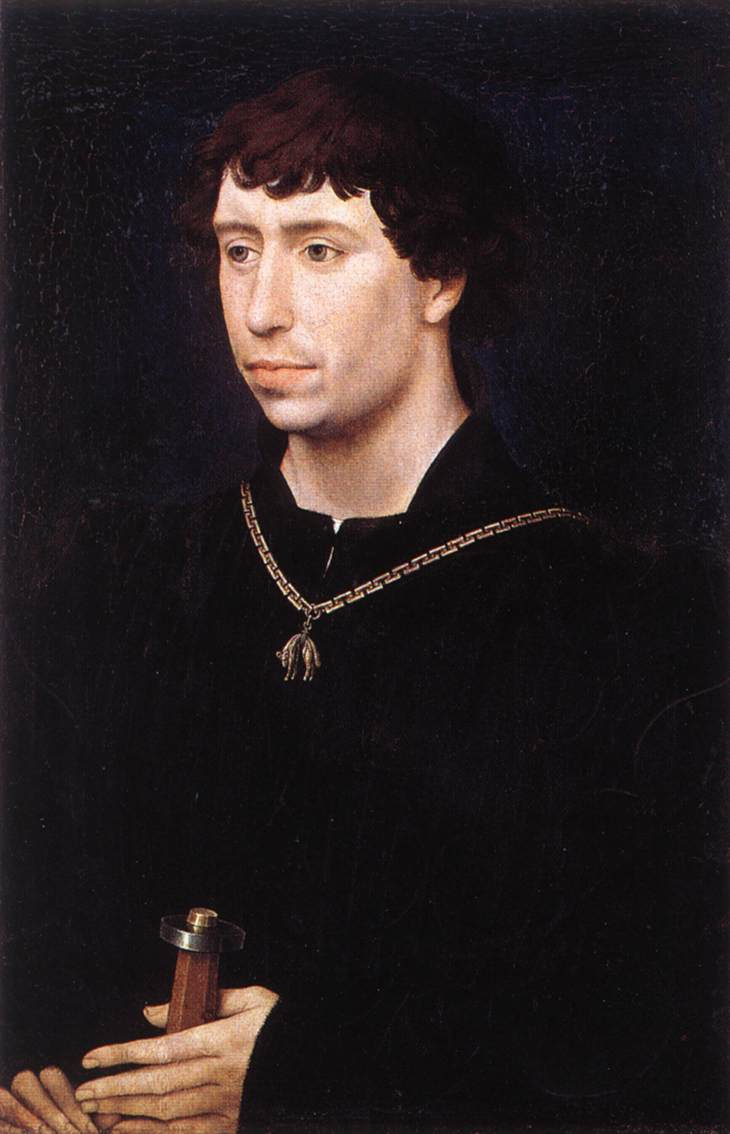
『ブルゴーニュ公シャルルの肖像画』(1460年頃)、ロヒール・ファン・デル・ウェイデン
絵画館（ベルリン）

もっとも有名な初期フランドル派の作品は精緻な板絵だが、初期フランドル派の芸術家たちは他にも装飾写本、彫刻、タペストリー、祭壇後陣の彫刻飾り (en:retable)、ステンドグラス、青銅細工、霊廟彫刻など様々な形式の美術品を制作している。美術史家スージー・ナッシュは、北ヨーロッパでは16世紀初頭になるころにはあらゆる大きさの美術工芸品が制作されており「高い専門的知識と技能を誇り、他国に真似のできない優れた作品を生み出していた」としている。ブルゴーニュ宮廷ではタペストリーと金細工が好まれており、それらが詳細に記録された資料も多く現存しているが、板絵に関する記録はほとんど残されていない。これは、諸国に設置された離宮や他国の宮廷を廻ることが多かったブルゴーニュ宮廷にとって、板絵が不向きだったという可能性もある。壁にかけられたタペストリーや豪奢な細工が施された装飾写本は富や権力を示威する政治的プロパガンダとしての役割も担っていたが、歴代の君主を描いた肖像画にはそのような機能はあまり期待されていなかった。美術史家のメリアン・エインズワースはこのような肖像画、例えばファン・デル・ウェイデンの『ブルゴーニュ公シャルルの肖像画』や、ヤン・ファン・エイクのブルゴーニュ公妃『イサベラの肖像画 (en:Portrait of Isabella of Portugal (van Eyck))』（模写のみ現存）などは、一族の歴代継承者を明らかにする目的で制作を依頼されたのではないかと考えている。

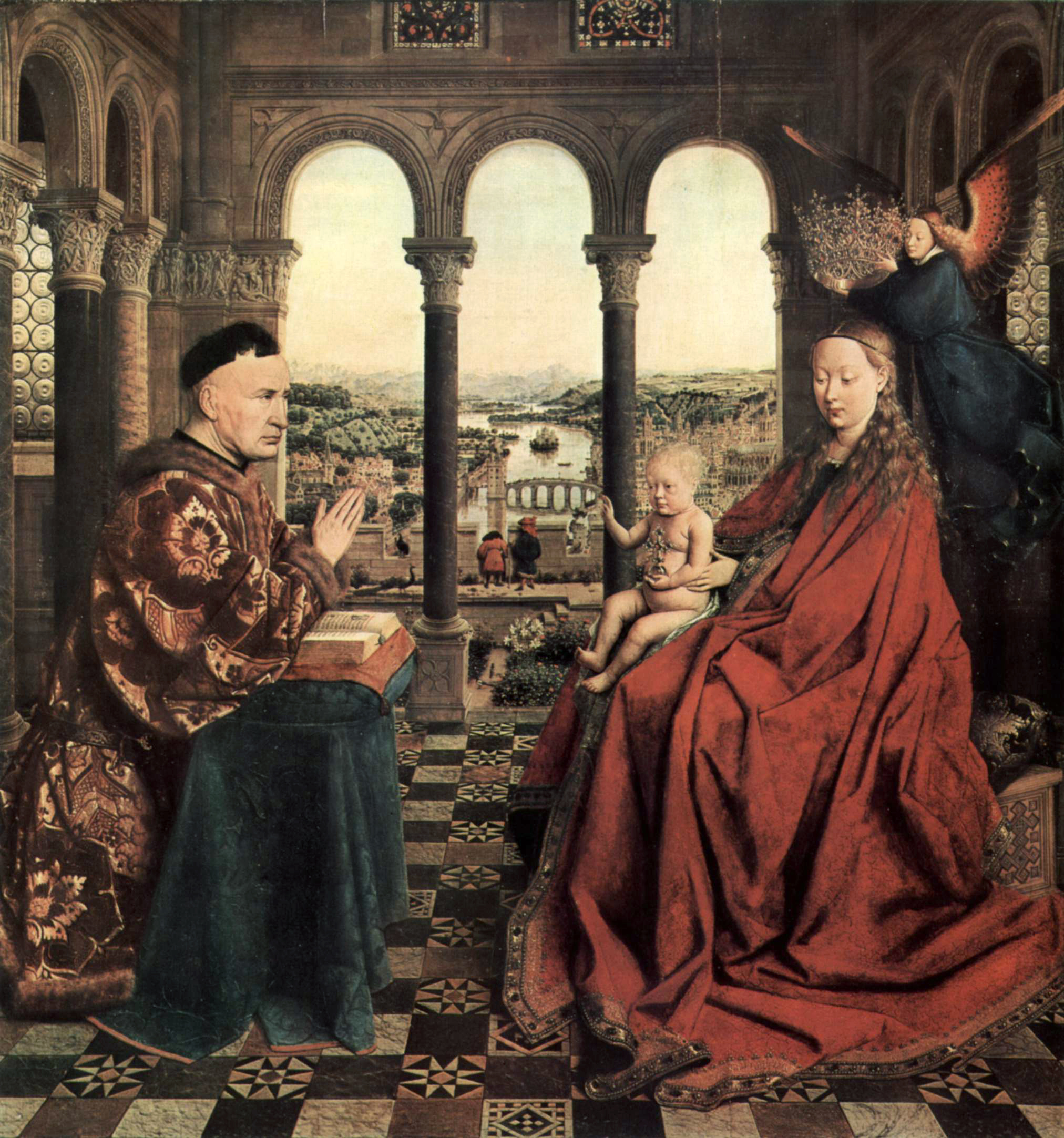
『宰相ロランの聖母』（1435年頃）、ヤン・ファン・エイク。
ルーヴル美術館（パリ）所蔵。風景画発展の先駆とされる作品。

キリスト教を主題とした宗教画は、王侯貴族、教会、病院、修道院、富裕な聖職者や市井の有力者などからの依頼によって制作された。また、富裕な自治体も自らの公的建築物を飾る目的で絵画制作を依頼している。初期フランドル派の芸術家は複数の分野で活動した人物が多い。ヤン・ファン・エイクとペトルス・クリストゥスは、装飾写本の制作にも携わっていたと言われている。ファン・デル・ウェイデンもタペストリーのデザインを手掛けていたが、現存している作品は極めて少ない。初期フランドル派の画家たちは制作技法だけではなく、様々な革新を絵画表現にもたらした。ディプティクの様式の発展、ドナー・ポートレイトの決まりごと、聖母マリア像の新たな伝統的表現などである。さらに1430年代に描かれたヤン・ファン・エイクの『宰相ロランの聖母』とファン・デル・ウェイデンの『聖母を描く聖ルカ』などは、風景画が独立した絵画分野として発展する切っ掛けとなった作品だと言われている。

### 装飾写本

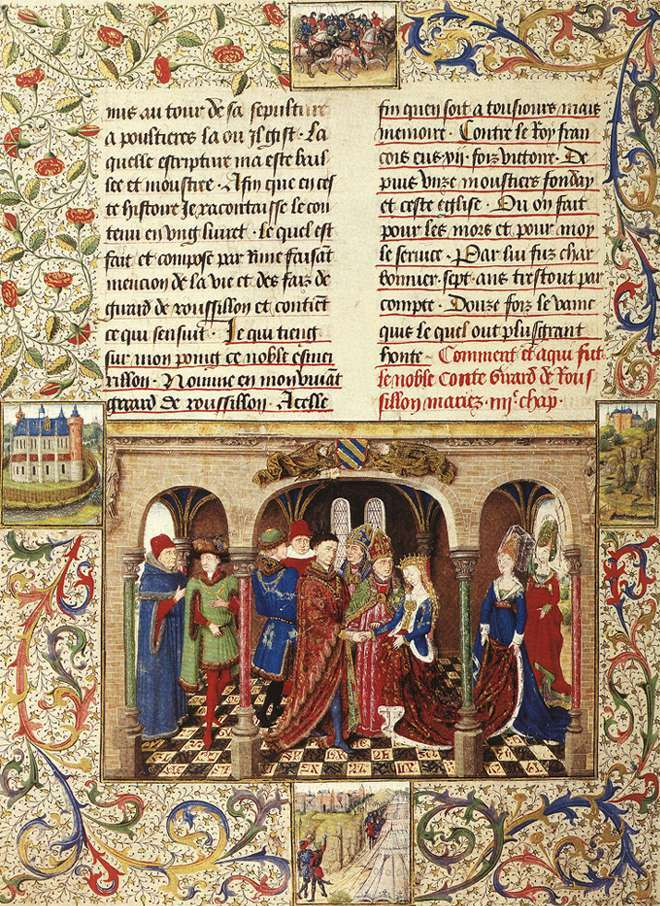
ブルゴーニュ公フィリップ3世とポルトガル王女イザベルの婚礼のミニアチュールが描かれた装飾写本。作者未詳で1450年頃の作品だと言われている。オーストリア国立図書館所蔵。

1400年代以前には、板絵よりも装飾写本が優れた美術品だとされており、その華麗で豪奢な作品は所有者の財産、地位、そして芸術的審美眼を誇示するものだった。装飾写本は、外交儀礼の贈答品、王侯貴族の結婚記念などの主要な国家的行事にも使用された。装飾写本は、修道院を中心として伝統的に制作されていたが、12世紀ごろにからは修道院の施設から発展した専門の工房で制作されるようになる。そして装飾写本の内容も、時祷書や祈祷書のような宗教関連だけではなく、歴史書、小説、詩集や、現在では自己修養書に含まれるような道徳本など多岐に渡るようになっていった。15世紀初頭の北ヨーロッパの市場では、パリで生産されたゴシック様式の流れをくむ装飾写本が主流だった。パリで生産された装飾写本は、挿絵のミニアチュールが一葉だけ付属した比較的廉価な時祷書で、好きなページにこのミニアチュールを挟んで楽しむことができた。一方で「購入可能な限り多くのミニアチュールが描かれた」装飾写本に対する富裕層からの需要もとだえることなく存在していた。ミニアチュールはページに挟んで使用されるよりも、壁に飾って私的な瞑想や祈祷の用途で使われることが多く、クリストゥスが1450年から1460年ごろに描き、ロンドンのナショナル・ギャラリーが所蔵している『若い男性の肖像』の背景には、キリストの頭部のミニアチュールが描かれた聖ヴェロニカに関する一葉が配されている。15世紀半ば以降、ヘント、ブルッヘ、ユトレヒトの芸術家たちがフランスのミニアチュール作家を凌駕していく。かつては高品質な装飾写本の生産地だったイングランドも大きく衰退し、北ヨーロッパにはイタリアで制作されたごくわずかな装飾写本が輸入されただけだった。フランスの画家たちも当初は自らの地位を守ろうと必死だったが、1463年に所属するギルドにネーデルラントの画家たちに何らかの制裁措置をとるように求めるまでになっていった。

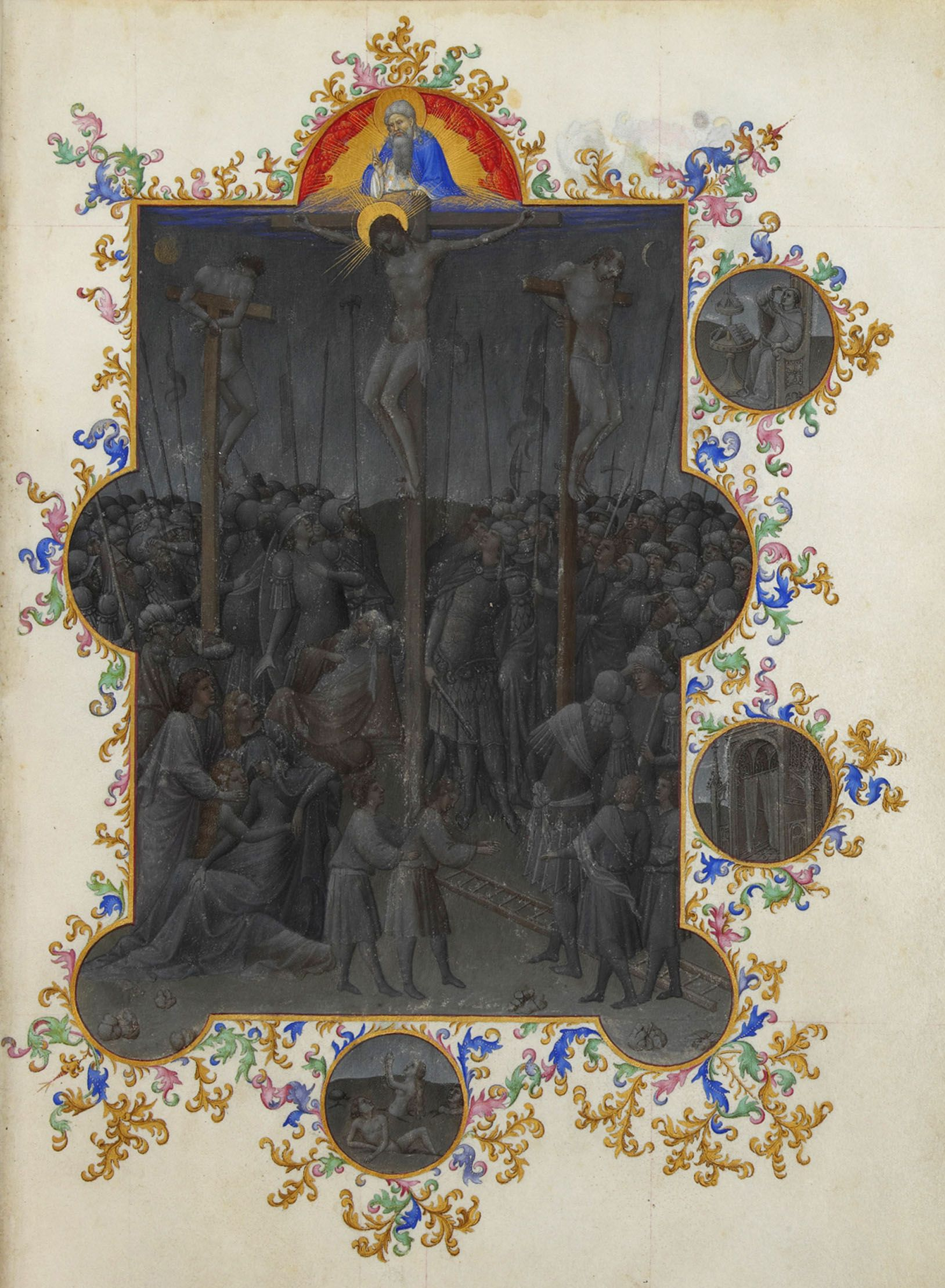
リンブルク三兄弟が装飾写本『ベリー公のいとも豪華なる時祷書』の153葉目に描いた「キリストの死」。

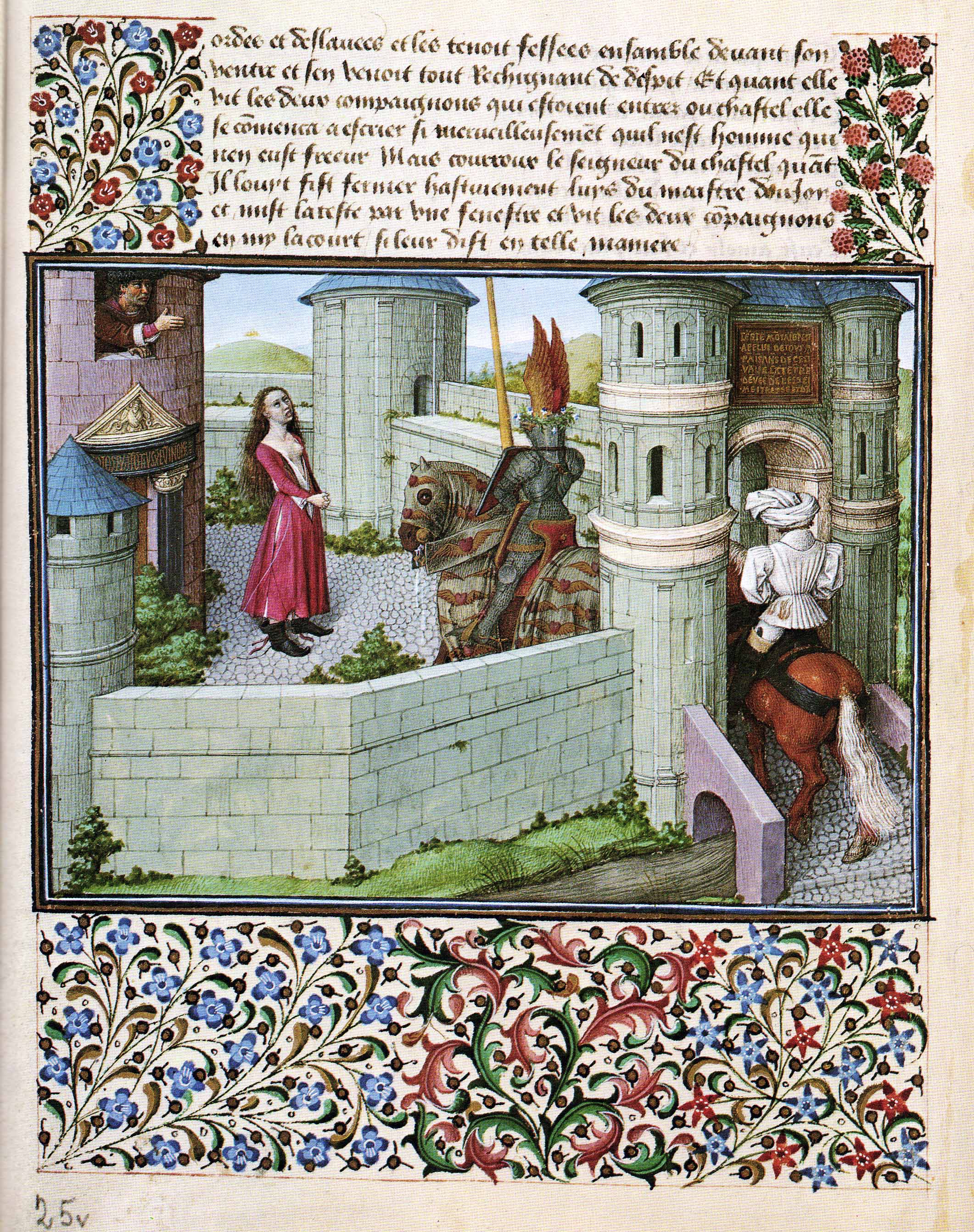
装飾写本『Livre du cœur d'Amour épris』にバーテルミー・デックが1450年 - 1460年頃に描いたミニアチュール。

リンブルク三兄弟が制作した華麗な『ベリー公のいとも豪華なる時祷書』は、ネーデルラントの装飾写本の始まりにして、一つの頂点を極めた作品と言われる。後に聖ルチアの画家 (en:Master of the Legend of Saint Lucy) と呼ばれる未詳の画家が、この装飾写本をもとにした錯視と写実が混交した様式の作品を描いている。リンブルク三兄弟とそのパトロンだったベリー公ジャンは、ヤン・ファン・エイクが画家として活動し始めたばかりの1416年に、おそらくペストで相次いで死去している。このとき三兄弟は誰も30歳にもなっていなかった。美術史上重要な装飾写本『トリノ＝ミラノ時祷書』には複数の画家によるミニチュールが描かれている。どの画家も未詳となっているが、「画家 G」と呼称されている画家はヤン・ファン・エイクではないかと言われている。また、この時期以降に描かれたミニアチュールの中にヘラルト・ダフィトの作品と強い類似性があるものが多く存在しているが、これらのミニアチュールがダフィト本人の作品なのか、あるいはダフィトの模倣者の作品なのかははっきりしていない。
ネーデルラントの装飾写本が評判となったのには様々な要因がある。最大の要因として、この地方には12世紀以来有力な大聖堂、修道院、教会が数多く建てられていたことが挙げられる。装飾写本の生産は修道院が中心で、ネーデルラントでも多くの優れた典礼書が制作され続けていた。そして、14世紀のネーデルラントの芸術家たちはこの伝統と技法を受け継ぎ、さらに発展させることに成功したのである。さらに当時大きな影響力を持った有力なパトロン、例えばベリー公ジャンや、その生涯で1,000点以上の装飾写本を収集したブルゴーニュ公フィリップ3世の存在という政治的な要因もあった。トマス・クラインはフィリップ3世の書庫を「キリスト教君主であることを如実に示し、自身の政治力、権力、知識、信仰心を具現化したものである」と評している。フィリップ3世の庇護により、ネーデルラントの装飾写本はその後数世代にわたってヨーロッパで支配的な地位を占めた。ブルゴーニュ公家の装飾写本への庇護はフィリップ3世の死後も受け継がれた。フィリップ3世の三男でブルゴーニュ公を継いだシャルルとその公妃マルグリット、曾孫のブルゴーニュ女公マリーと夫の神聖ローマ皇帝マクシミリアン1世である。さらにはマルグリットの兄でシャルルの義弟にあたるイングランド王エドワード4世も、ネーデルラントの装飾写本の熱心な収集家だった。ベルギー王立図書館はフィリップ3世、大英図書館の王室装飾写本コレクション (en:Royal manuscripts, British Library) はエドワード4世が残した蔵書を中心として設立されたものである。
ネーデルラントの装飾写本作家にとって輸出市場も重要な位置を占めていた。多くの作品がイングランドを中心とした諸国に輸出されている。装飾写本の庇護者だったブルゴーニュ公シャルルが1477年のナンシーの戦いで戦死したことにより、ネーデルラントでの装飾写本の需要も減衰していったために輸出市場の重要性は増していった。装飾写本作家たちは注文主である諸国の貴顕の好みに応じて、さらに豪華で贅沢な作品を制作した。このような装飾写本を好んだ王侯貴族に、イングランド王エドワード4世、スコットランド王ジェームズ4世、ポルトガル王妃レオノール・デ・ヴィゼウらがいる。
板絵とミニアチュール双方の分野で活動した画家もいた。ヤン・ファン・エイク、ファン・デル・ウェイデン、クリストゥスらは装飾写本のデザインを手掛けている。また、板絵の構成やモチーフをもとにしてミニアチュールが描かれることもあり、カンピンの作品は『ラウール・ダイイの時祷書』など複数のミニアチュールに使用されている。装飾写本の制作に複数の芸術家がその弟子たちとともに参画することもよくあった。ページの縁飾りなどは専門技能を身につけた芸術家が担当し、女流芸術家が仕上げをすることも珍しいことではなかった。装飾写本には作家の署名がなされていないために、誰が制作したのかを特定することは困難である。当時のもっとも重要なミニアチュール作家だと見なされている芸術家の名前も現代に伝わっていない。
ネーデルラントの芸術家たちの装飾写本は、他諸国で制作される作品よりもさらに深化し、独創性あふれるものとなっていった。縁飾りの精緻なデザインやスケール感と空間描写は他に類を見ないものであり、縁飾り、ミニアチュール、テキストという装飾写本の三要素が織りなす相互作用を追求していった。ブルゴーニュ女公マリーが1467年から1480年ごろに「ブルゴーニュ女公マリーのウィーンの画家」と呼ばれる未詳の芸術家に制作させた『ナッソウの時祷書 (en:Hours of Mary of Burgundy)』の縁飾りには、幻想的な植物と昆虫が装飾されている。大胆な筆致で描き出されたこれらの装飾は、箔押しされたミニアチュールの画肌に散らばっていくかのような効果を醸し出している。この技法はネーデルラントの他の画家たちにも継承され、例えばヘラルト・ホーレンバウトではないかともいわれる、優れた作品構成で知られる「スコットランド王ジェームズ4世の画家」と呼称されている画家が自身の作品に取り入れている。「スコットランド王ジェームズ4世の画家」は、様々な幻想的モチーフを描きこむことによってミニアチュールと縁飾りの境界を曖昧にする技法を多用しており、場面の物語性をより高める効果を生んでいる。15世紀から16世紀にかけてネーデルラントで制作された装飾写本の完本から裁断され、散逸したミニアチュールや断片の収集が、大英博物館の版画・素描部門の責任者も務めたウィリアム・ヤング・オトリーといった高い鑑識眼を持つ人々の間で19世紀に流行した。そしてこの流行が装飾写本の更なる裁断、散逸という結果につながってしまった。19世紀の終わりには装飾写本の完本が探し求められたことにより、初期フランドル派の芸術作品が再評価されるようになっていった。

### タペストリー

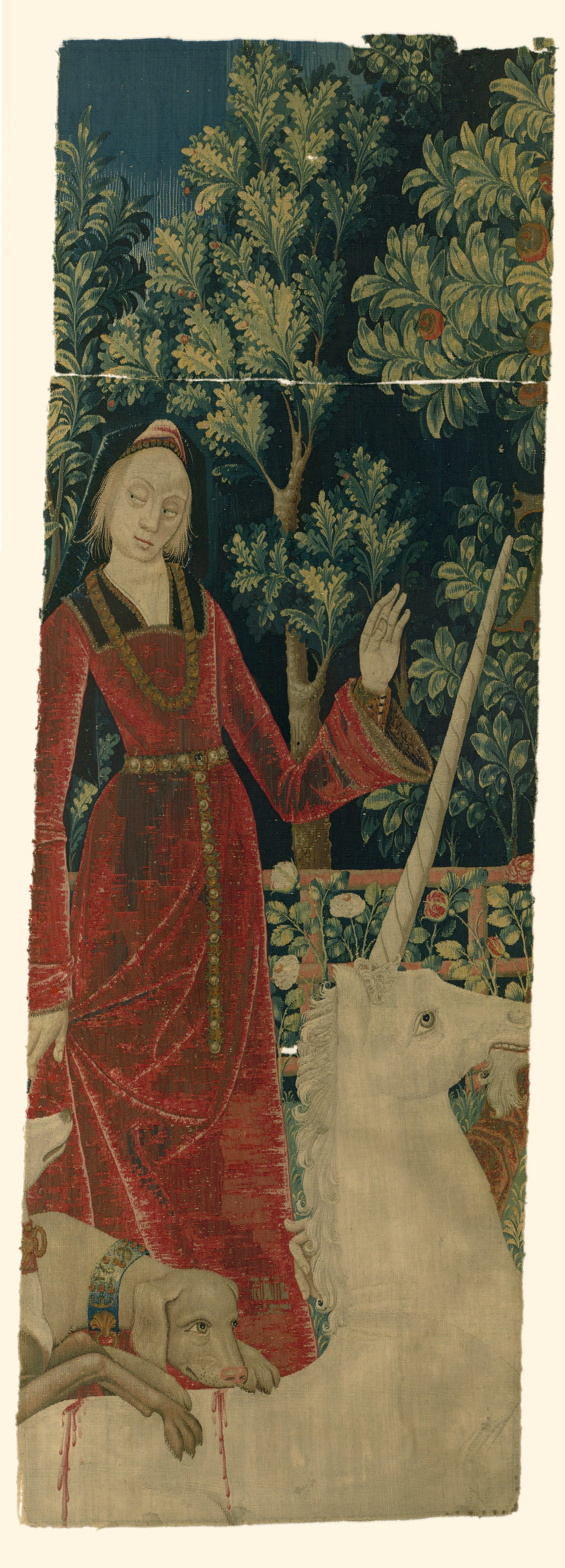
『ユニコーンの狩り (:en:The Hunt of the Unicorn)』（1495年 - 1505年）。
クロイスターズ（ニューヨーク）所蔵。
『ユニコーンの狩り』は7枚構成のタペストリーで、この画像は「貴婦人と一角獣」と呼ばれる部分。

15世紀半ばのヨーロッパでは、タペストリーが最も高価で価値がある美術品の一つだと見なされていた。1400年代初頭からタペストリーの主要な生産地はネーデルラントとフランス北部で、とくにアラス、ブルッヘ、トゥルネーが有名だった。ネーデルラントのタペストリー職人がいかに優れた技術を有していたかの証明といえるのが、ローマ教皇ユリウス2世がラファエロに描かせた下絵を1517年にブリュッセルに送ってタペストリーを制作させたことである。
このような豪華で大規模なタペストリーは外交儀礼上の贈答品として政治的な価値も持っていた。ブルゴーニュ公フィリップ3世は、1435年にフランスとの間で行われたアラス会議の会場を天井から床まで「リエージュ制圧」が描かれたタペストリーで全壁面が覆い、さらに会談の参加者たちに数点のタペストリーを贈っている。フィリップ3世の三男で後にブルゴーニュ公を継ぐシャルルとイングランド王エドワード4世の妹マルグリットの結婚式会場は「天井が青と白の厚い布で覆われ、壁面はギリシア神話のイアソンと金羊毛皮のエピソードが織られた豪華なタペストリーが掛けられていた」。また、ブルゴーニュ公宮の各部屋は天井から床まで様々なタペストリーで装飾されていた。飾られているタペストリーによって名付けられている部屋もあり、フィリップ3世の応接室は掛けられているタペストリーの題材から「薔薇物語の部屋」と呼ばれていた。ヴァロワ・ブルゴーニュ公家統治期を中心に、これらの地方ではおよそ二世紀にわたって「惜しみなく金糸銀糸を使用した、世界中のどこにも存在しないようなタペストリーが無数に」制作されていた。
布であるタペストリーは運搬が容易で実用的な美術品で、その主たる用途は宗教儀式や諸都市の祭典時に手軽に室内を装飾することだった。タペストリーがいかに珍重されていたかは、当時の財産目録の最上部にタペストリーが記録されているところからも見て取れる。さらにタペストリーは使用素材と色合いによっても上下があり、白と金の配色が最高級品だと見なされていた。フランス王シャルル5世が所有していた57点のタペストリーのうち、16点が白のタペストリーだった。ベリー公ジャンは19点のタペストリーを所有しており、ブルゴーニュ女公マリー、イングランドリチャード2世王妃イザベラ、フランス王シャルル6世王妃イザボー、そしてフィリップ3世はこれを上回る相当数のタペストリーを所有していた。
タペストリー制作はデザインから始まる。紙か羊皮紙にデザインないし下絵が描かれることが多く、この工程は熟練した複数の画家が担当した。完成したデザインや下絵は織物職人へと回されるが、このとき極めて遠距離の織物職人に送られることも珍しくなかった。下絵は何度も流用されることがあり、10年前の下絵をもとにしてタペストリーが制作されたこともある。紙や羊皮紙は非常にもろい素材であるため、現存している当時のタペストリーの下絵は極めて少ない。依頼主にデザインが承認されると、多数の織物職人の手によってタペストリーが完成する。当時のネーデルラントのあらゆる都市、ほとんどの街、多くの村では常に織機が稼働していた。

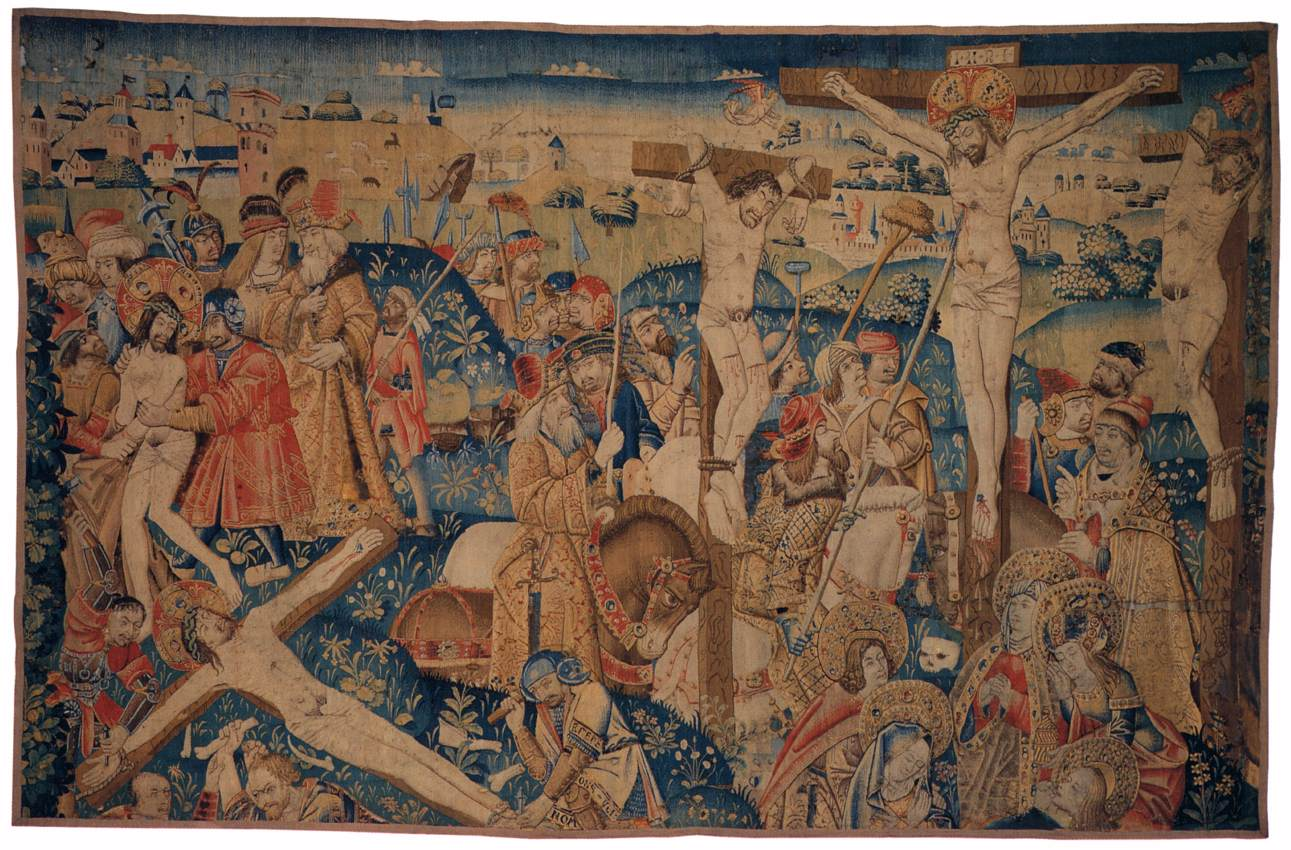
『キリストの受難』（1470年 - 1490年頃）、作者未詳。
アムステルダム国立美術館所蔵。

ネーデルラントでは織機はギルドの管轄下にはなかった。織物職人は季節労働者が多く、タペストリー制作を依頼された画家などが請負主となって必要な職人を雇用していた。請負主は作業場所の確保、制作受注、下絵の用意、そして羊毛、絹糸、貴金属などの素材提供を担当した。これらタペストリーの制作素材は諸外国からの輸入品であることが多かった。請負主は下絵時点と仕上げ時点で作品のデザインや出来栄えの可否を依頼主に直接確認することが多かった。しかしながらこの確認作業は困難であり、請負主にとっては相当に気を使う作業でもあった。フランス王妃イザボーは1400年に、完成したタペストリーを請負主の画家カラート・ド・ランに突き返したことがある。ただし、イザボーはド・ランが先に提示したデザインを承認しており、この受取拒否はタペストリー完成時にイザボーの経済状態が逼迫していたためだと言われている。
当時のタペストリーのデザインはほとんど全て画家が担当しており、その表現様式は板絵の様式と密接に関係したものだった。初期フランドル派後期にあたる16世紀に天国や地獄の風景を描いたネーデルラントの画家たちにとってもこの傾向は同様だった。ヒエロニムス・ボスの『快楽の園』は複雑かつ難解な作品ではあるが「その明確な寓意表現は中世のタペストリー」と共通点があるといわれている。

### 祭壇画

『ブラック家の祭壇画』（1452年頃）、ロヒール・ファン・デル・ウェイデン。
ルーヴル美術館（パリ）所蔵。
この作品の大きな特徴は、肖像の口元から流れ出す銘文と翼をまたがって連なる背景の風景である。

祭壇画とその一形態である三翼で構成された三連祭壇画は、14世紀のヨーロッパで好まれた美術品で、その人気は1500年代初頭まで続いた。1400年代の北ヨーロッパで描かれた板絵のなかでもっとも多く制作された形式でもある。祭壇画はキリスト教をモチーフとしており、その大きさは個人的な宗教儀式に使用する携帯可能な小さなものと、宗教施設での典礼に使用する大きなものとに大別できる。北ヨーロッパで制作された最初期の祭壇画は彫刻と絵画が組み合わされたもので、中央に蝶番がついて折り畳みが可能な二翼の作品が多かった。
祭壇画はとくに高い技能を持った画家が描き、多種多様のバリエーションを持ち、内面、外面ともにあらゆる組合せの祭壇画が大量に制作された。複数の翼（パネル）で構成され蝶番で留められた作品は開閉可能になっている。平日には翼が閉じられて外面に描かれた単調な絵画が姿を見せ、宗教的祝祭日には翼が開いて鮮やかな内面の絵画が現れる。1432年に完成した『ヘントの祭壇画』は絵画が描かれた12枚の外面パネルと14枚の内面パネルで構成された大規模な作品である。翼の開閉の組合せ次第で様々な宗教的意味合いを持たせることが可能となっており、平日、休日、祝祭日でそれぞれ異なった形で展示されていた。
初期フランドル派第一世代の画家たちは、13世紀から14世紀にイタリアで制作された祭壇画から伝統的表現技法を多く取り入れている。1400年以前にイタリアで制作された三連祭壇画の構成は極めて硬直したものだった。中央パネルの中心には聖家族が描かれ、さらに初期の作品、とくにシエーナやフィレンツェでは、金箔を背にした玉座にすわる威厳に満ちた聖母マリアが描かれていた。両翼にはさまざまな天使たち、依頼主の肖像、聖人などが描かれていたが、中央パネルに描かれた聖家族に視線を向ける人物像はなく、それぞれのパネルの関係性は極めて希薄なものだった。初期フランドル派の画家たちもごく初めのうちこそこれらの様式を採用したが、ほとんどすぐに独自の手法を編み出した。とくにファン・デル・ウェイデンが祭壇画に独創性を発揮した画家で、『ミラフロレスの祭壇画』（1442年 - 1445年）と『ブラック家の祭壇画』にその革新性が明確に表れている。これらの作品では聖家族が中央パネルではなく翼に描かれており、さらに『ブラック家の祭壇画』では背景に描かれた風景がパネルをまたがって連なり、各パネル間に関係性を持たせている。ヒエロニムス・ボスは1490年代までに少なくとも16点の三連祭壇画を制作しており、これらの作品では完全に独自の様式となっている。ボスの祭壇画は世俗主義を追求し続けたものであり、背景の風景を強く目立たせている。ボスも各パネルに関係性を持たせた祭壇画を制作した画家だった。

『三隠者 (:en:The Hermit Saints)』（1493年頃）、ヒエロニムス・ボス。
ドゥカーレ宮殿（ヴェニス）所蔵。

1380年代以降、ドイツからネーデルラントに祭壇画制作の注文が入り始め、1400年ごろには祭壇画の大規模な輸出が行われるようになっていた。ネーデルラントで最初期に制作された祭壇画で現存しているものは極めて少ないが、高く評価されていたことがヨーロッパ各地の教会に15世紀のネーデルラントの祭壇画が多く残っていることからも分かる。美術史家ティル＝ヘルガー・ボルシェルトは「15世紀前半にもっとも高く評価された美術品であり、ブルゴーニュ公爵領ネーデルラントの工房だけが制作可能な逸品だった」としている。1390年代までに、ネーデルラントの祭壇画はブリュッセルとブルッヘが中心生産地となっていた。ブリュッセルの祭壇画は1530年ごろまで人気があったが、徐々にアントウェルペンで制作された祭壇画が好まれるようになっていく。これは、アントウェルペンの祭壇画制作では各工程を専門の工房が分担することによって、完成品の価格が抑えられたことにも一因があった。ボルシェルトはこの作業形態が分業の最初期の例だと指摘している。
1500年代半ばごろから新しい芸術運動であるマニエリスムが主流となり、ネーデルラントの多翼祭壇画は時代遅れであると見なされて人気を失っていった。さらに後世になって、宗教改革に端を発する呼ばれる偶像破壊運動（イコノクラスム）が祭壇画を攻撃し始めて、ネーデルラントに収蔵されていた祭壇画の多くが破壊されてしまった。当時の破壊の痕跡を現在でもドイツの教会や修道院で見ることができる。非宗教的な美術品に対する需要が高まると、三連祭壇画はパネルごとに解体され、それぞれ別個の作品として売り払われた。とくに一見しただけでは宗教画とは分からない人物像は、世俗の肖像画として売買されていた。人物像の部分だけが裁断され、背景が塗りつぶされることもあった。それでもこれらの作品は「17世紀オランダ絵画の優れたコレクションに交じって展示されていても、風俗画として十分に通用するだろう」と言われている

### ディプティク

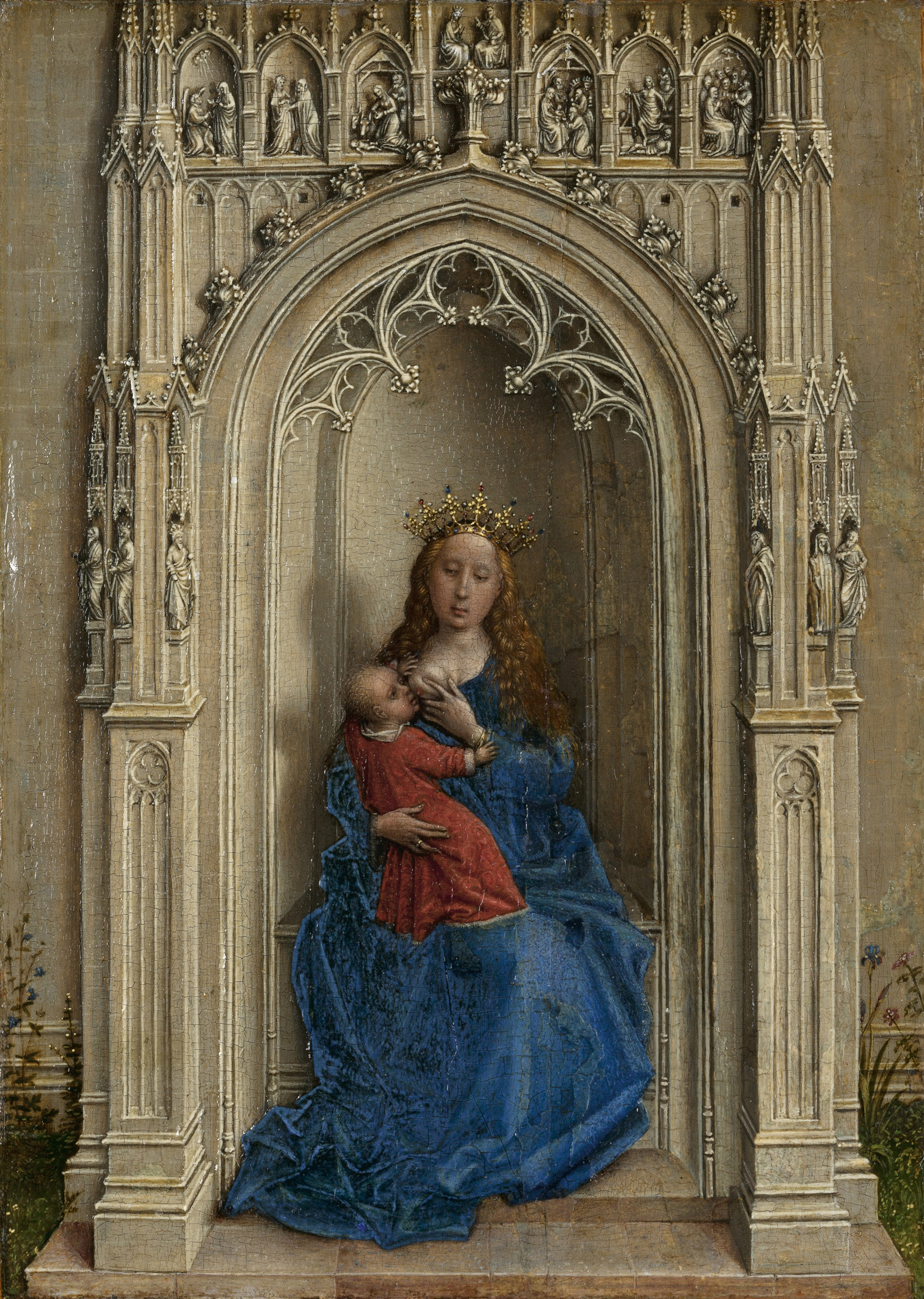
『玉座の聖母子』（1430年 - 1432年頃）、ロヒール・ファン・デル・ウェイデン。
ティッセン＝ボルネミッサ美術館（マドリード）所蔵。

ディプティクは15世紀半ばから16世紀初頭にかけて北ヨーロッパで広く人気があった美術品である。同じ大きさの二枚のパネルが蝶番で留められて開閉可能なものがほとんどで、ごくわずかだが固定式のものもある。二枚のパネルには相互に関連性のあるモチーフが描かれていることが多い。書物のように開閉可能なパネルは、閉じたときに内面に描かれている絵画を保護する役割も果たしていた。ディプティクの様式は時祷書をその源流としており、個人用の祭壇画に比べると安価で、より携帯性の高いものだった。描かれている絵画の大きさは、ほとんどが装飾写本のミニアチュール程度で、中世で珍重されていた金細工や象牙細工の小美術品を模したものもあった。ファン・デル・ウェイデンの『玉座の聖母子 (en:Virgin and Child Enthroned (van der Weyden))』に描かれている建物のはざま飾りは、当時の象牙彫刻を真似たものである。初期フランドル派のディプティクの様式は、ブルゴーニュ公家からの依頼を受けて制作したヤン・ファン・エイクとファン・デル・ウェイデンが確立し、フーホ・ファン・デル・フースとハンス・メムリンク、さらにヤン・ファン・スコーレルが発展させていった。
ネーデルラントで制作されたディプティクは、描かれているモチーフが極めて限定されている。聖母子を片翼に描いた作品が大多数で、これは当時の聖母マリア信仰を反映したものである。聖人あるいは聖母子の描かれた翼とは逆の翼には依頼主の肖像画が描かれていることが多く、その依頼主が夫婦で描かれていることも珍しくない。依頼主はひざまずいて両手を合わせた全身像で描かれることがほとんどである。聖母子像は必ず右側に描かれているが、これはキリスト教では右側が神の傍らの上座であるという意識を反映している。

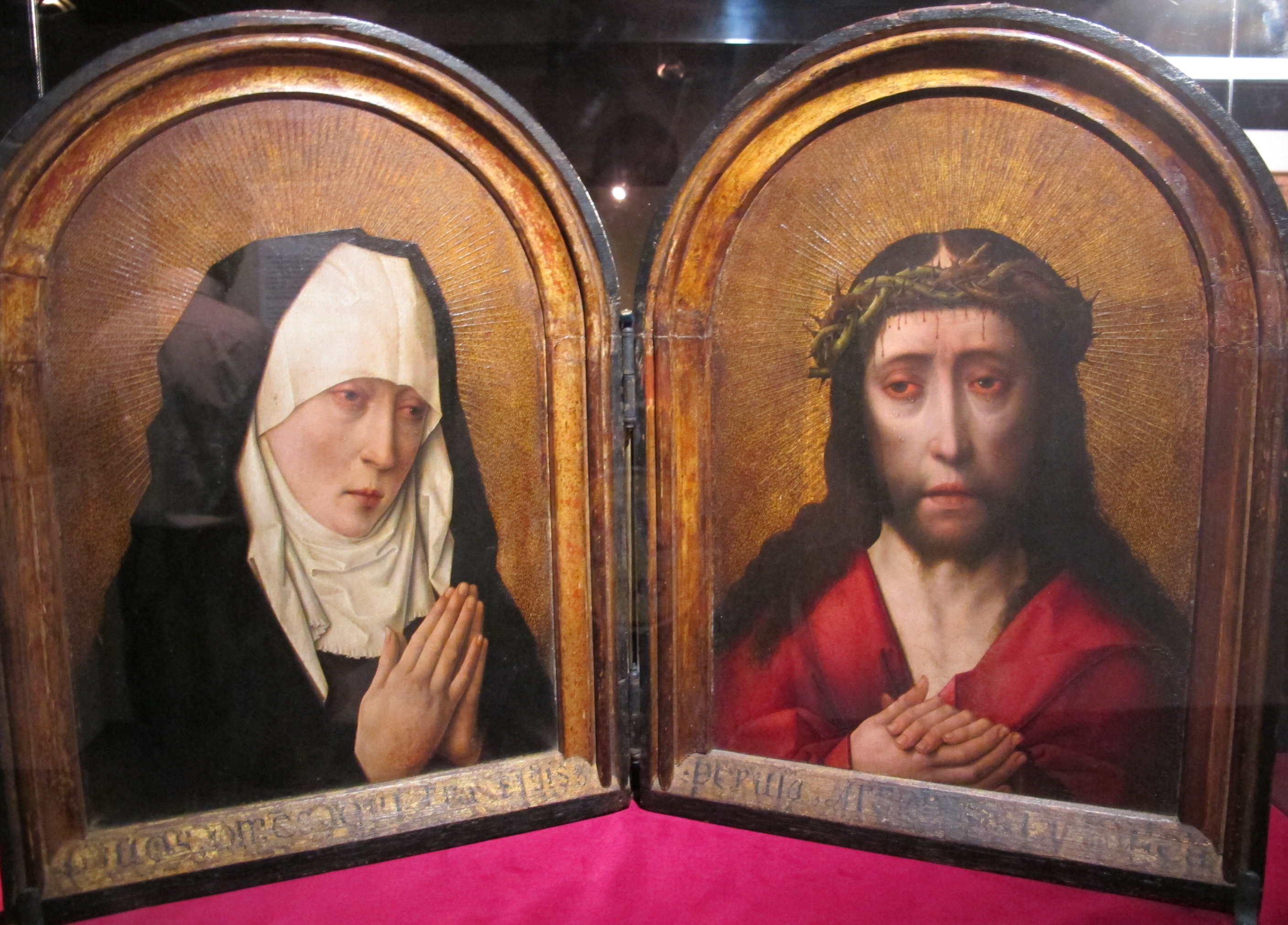
『悲しみの聖母／エッケ・ホモ』（1450年以降）、ディルク・ボウツ。
制作当時のフレームと蝶番が残っている希少な作品。

ディプティクの生産量と商業的価値は宗教感の変化と密接に関連している。14世紀は瞑想と個人的な勤行が流行しだした時代だった。小さなディプティクは個人的な内省や祈祷のときに利用するのに適していた。ディプティクはまず新興中産階級の間で人気を集め、その後徐々にネーデルラントやドイツの裕福な修道院へも広まっていった。エインズワースは、大きな祭壇画であろうと小さな祭壇画であろうと、ネーデルラントの絵画作品が「大きさに関係なく、精緻な詳細表現がなされた」作品であると指摘している。宗教的主題が描かれた小さなディプティクは、それを見るものに対して宗教的な個人的瞑想を喚起する効果がある。そして「神秘体験を得た」と感じる人々もいたのかも知れない。
20世紀後半の研究で、それぞれのパネルに描かれている絵画が、技術的にも作風的にも全く異なるディプティクが存在することが明らかになった。技法の不一致は、ディプティクが工房で制作されたことにより、単純な個所を未熟な弟子が仕上げたために生じた可能性もある。パネル間の作風の不一致について美術史家ジョン・ハンドは、聖人が描かれたパネルは公開市場で売買されていた普遍的デザインの既存品であり、画家は依頼主が描かれたパネルのみを制作し、既存パネルと組合わせて一つのディプティクとして完成させたのではないかと指摘している。
完成当時のまま現存しているディプティクは少ない。祭壇画と同じく、ディプティクも後世になってからパネルごとに解体されて「風俗画」として売買されたことが主たる原因である。また、工房によっては依頼主が描かれたパネルを、ディプティクの新たに所有者の肖像画と交換することも可能だった。偶像崇拝が忌避された宗教改革期にも、宗教色が強いパネルは除去されていた

### 肖像画

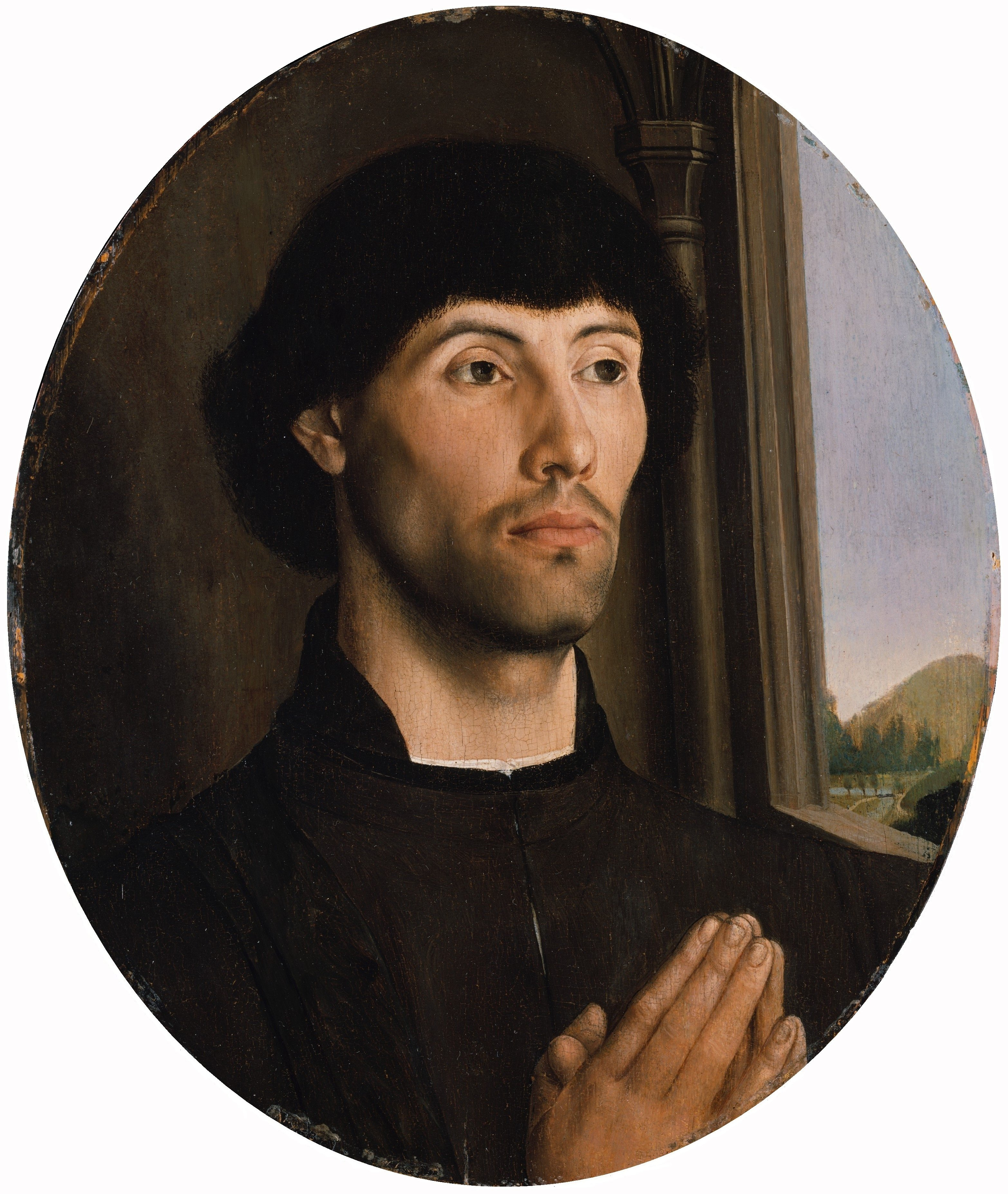
『男性の肖像』（1480年頃）、フーホ・ファン・デル・フース。
メトロポリタン美術館（ニューヨーク）所蔵。

1430年以前のヨーロッパで世俗の肖像画が描かれることはほとんどなかった。独立した絵画ジャンルとして見なされておらず、最上流階級層の結婚記念か王族からの依頼でごくまれに描かれただけだった。画家にとって肖像画制作は実入りの大きいものだったが、絵画分野としての地位は低く見られていたこともあって、現存する16世紀以前の肖像画は作者未詳の作品が多いキリスト教の聖人や聖書に登場する人物を描いた絵画作品は数多く制作されていたが、世俗の人物の肖像画が描かれ始めたのは1430年代初めからであり、ヤン・ファン・エイクの作品がその嚆矢となった。ヤン・ファン・エイクが1432年に描いた『ティモテオスの肖像』は、世俗の人物の肖像画として現存している最古の絵画の一つである。初期フランドル派の特徴である写実主義を象徴する作品であり、鋭い観察眼によってモデルとなっている男性の表情が詳細に写し取られている。『アルノルフィーニ夫妻像』（1434年）は極めて多くの寓意や象徴が込められた作品で、『宰相ロランの聖母』（1435年頃）には作品依頼主であるロランの権力、影響力、信仰心が寓意として描かれている。
ファン・デル・ウェイデンは北方絵画の伝統を革新した画家で、後続の画家たちに非常に大きな影響を与えた。ヤン・ファン・エイクが創始した細心の注意を払って描く詳細表現よりも、ファン・デル・ウェイデンは概念的でより肉体的な作風を選んだ。ファン・デル・ウェイデンは肖像画家として極めて高く評価されていた画家だったが、その作品には高い類似点が見られる。これは、ファン・デル・ウェイデンが社会的地位や信仰心の程度に応じた、平均的な下絵を何度も再利用していたためだと言われている。ファン・デル・ウェイデンはこれら既存の下絵に、モデルの外貌的特徴を描き足して肖像画を制作したと考えられている。

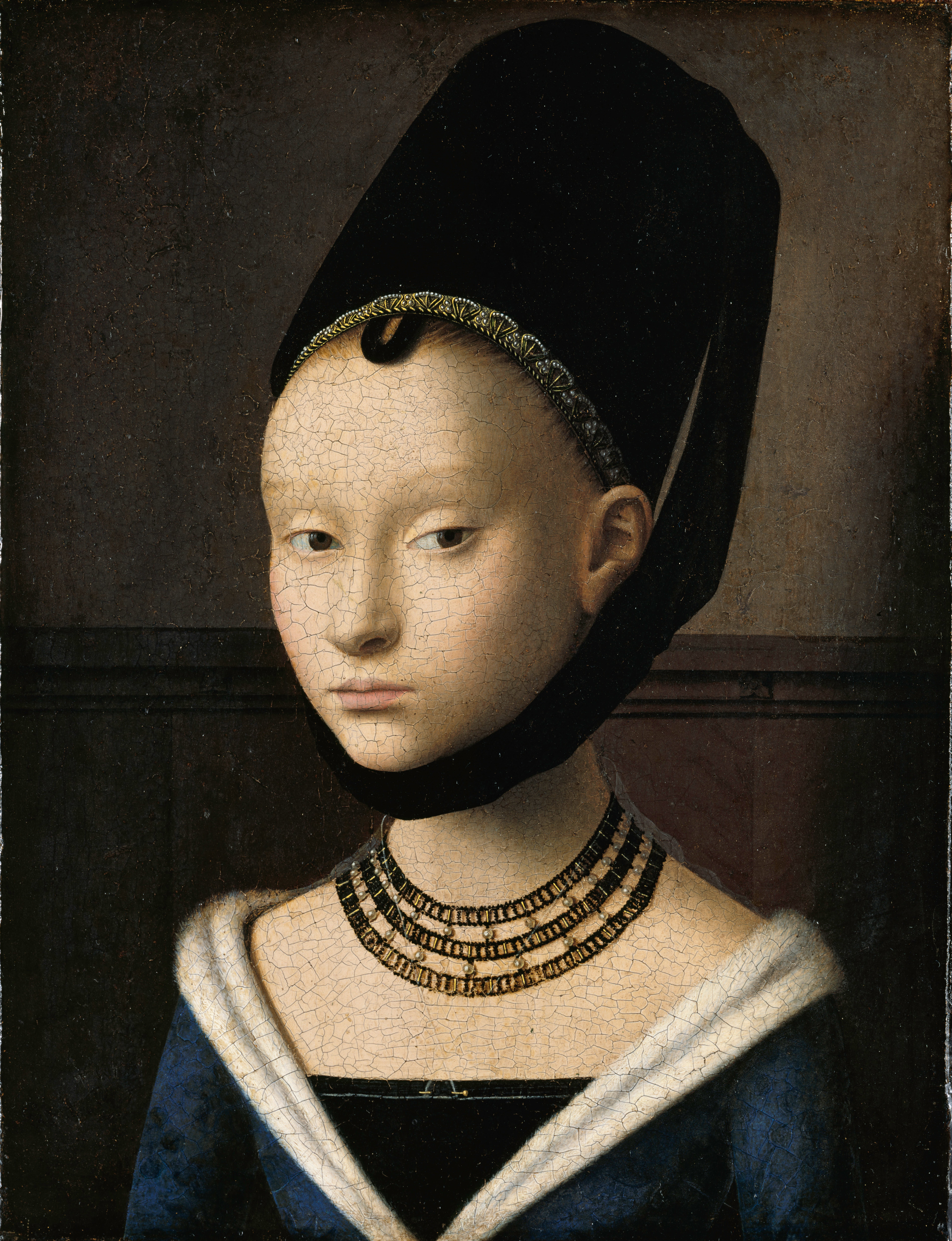
『若い女の肖像』（1460年以降）、ペトルス・クリストゥス。
絵画館（ベルリン）所蔵。
三次元的な表現で描かれた背景を持つ最初期の肖像画の一つ。描かれている少女の謎めいた複雑な感情描写と、不機嫌にも見える堅い目つきについて、様々な説がある。

それまでの肖像画の背景は単色で塗りつぶされた平坦なものだったが、ペトルス・クリストゥスは写実的な背景を持つ肖像画を描いた。これはファン・デル・ウェイデンが人物像のみに重点を置き、画面のほとんどがモデルで埋め尽くされているような作品を描いたことに対する反発心でもあった。ディルク・ボウツの男性の肖像（1462年）の背景には、窓越しに外の風景が見える部屋が描かれている。1500年代の北ヨーロッパでは、モデルの全身が描かれた肖像画が人気となった。この構成は初期の北ヨーロッパ絵画作品ではほとんど見られなかったが、イタリアでは数世紀前からフラスコ画や装飾写本に全身の人物像が描かれていた。等身大の肖像画は最上流階級の人物しか制作されておらず、これは支配権力の誇示と大きな関係性を持っている。初期フランドル派第二世代の画家であるハンス・メムリンクは肖像画の第一人者となり、遠くイタリアからの肖像画制作依頼を受けるほどだった。メムリンクの作品は後世の画家たちに多大な影響を与えており、盛期ルネサンスの芸術家レオナルド・ダ・ヴィンチの『モナ・リザ』の自然風景を背景にした構成もメムリンクからの影響を受けていると考えられている。ヤン・ファン・エイクとファン・デル・ウェイデンからの影響を受けた諸外国の画家には、フランスのジャン・フーケ、ドイツのハンス・プライデンヴルフ や、マルティン・ショーンガウアーなどが挙げられる。
初期フランドル派の画家たちが肖像画に描かれる人物の顔の向きを、古代ローマ時代の貨幣やメダル以来主流だった横顔から、斜め前 (three-quarter) へと変更した。斜め前の構図は輪郭や頭部の特徴の表現に優れ、作品に表現できるモデルの身体の範囲は広がり、その作品を観るものへの訴求力も高まる。肖像画に描かれている人物の目線が、鑑賞者を見返すように表現されている作品の数は少ない。ヤン・ファン・エイクが1433年に描いた、自画像とも言われる『赤いターバンの男の肖像』は、斜め前の角度で描かれた初期フランドル派の肖像画の嚆矢といえる作品の一枚で、画家ヤン・ファン・エイク自らが観る者を見つめているという点においても重要な作品といえる。また、描かれている人物が鑑賞者を見つめ返している肖像画であっても、その視線は超然としたよそよそしい表現となっている。これはおそらく肖像画に描かれている人物の社会的地位の高さを意味していると考えられている。例外と言えるのが結婚や婚約を記念した女性の肖像画で、これらの作品では描かれている人物が可能な限り魅力的に見えるように表現されている。女性は笑みを浮かべ、未来の夫に対してその美しさを振りまくような構成で描かれている。
1508年ごろにドイツ人画家アルブレヒト・デューラーが、肖像画の役割について「死後にもその面影を残しておくためだ」という言葉を残している。15世紀の肖像画は描かれた人物の社会的地位や権力を誇示するもので、その人物の立身や功績をその死後にも記録として伝えることを期待されていた。当時のヨーロッパで描かれていた肖像画の依頼主は、王族、上流貴族、一握りの高位聖職者がほとんどである。しかしながら最先進国の一つだったネーデルラントでは富が集中し、上流中産階級層も自身の肖像画制作を依頼するだけの経済的余裕を手に入れた。様々な階級の人々の肖像画が現存することにより、風貌や装束に関しては当時のネーデルラントに暮らす人々の様子が、古代ローマ以降のあらゆる時代の中でもっともよく現代に伝わっているという結果をもたらしている。肖像画制作時にそのモデルが、画家の前で長時間ポーズをとる必要はあまりなかった。事前に準備していた一連の下絵を使用することが多く、その下絵にモデルの外貌的特徴を肉付けしていくという手法がとられていたためである。このような下絵で現存しているものはごくわずかで、例外的に残っている下絵の一つにヤン・ファン・エイクが描いた肖像画『枢機卿ニッコロ・アルベルガティの肖像 (en:Portrait of Cardinal Niccolò Albergati)』の下絵がある。

### 風景画

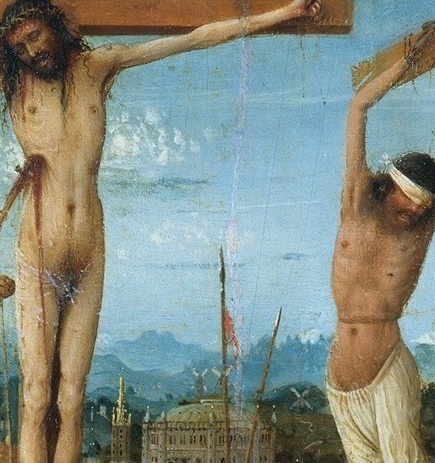
『キリスト磔刑と最後の審判』部分（1430年頃）、ヤン・ファン・エイク。
メトロポリタン美術館（ニューヨーク）所蔵。
本作は二枚のパネルで構成されたディプティクで、磔刑に処せられたキリストと罪人がエルサレムの街並みと青空を背景にして描かれている。

1460年代半ばまで初期フランドル派の画家たちは風景画を重視していなかった。風景が作品に描かれることはほとんどなく、開かれた窓やアーケードからわずかに屋外の光景が垣間見える程度だった。ほとんどが空想上の風景であり、あくまでも主題を際立たせる添え物として描かれていた。絵画依頼主が描かれたドナー・ポートレイトの場合には屋外の風景は単調に表現されるだけで、理想化されて描かれた屋内描写と調和するものではなかった。この点において、初期フランドル派の画家たちは同時期のイタリア人画家たちに後れを取っていた。当時のイタリア人画家たちは、人物像の背景に地理学的に正確で詳細に表現された屋外風景をすでに描いていたのである。とはいえ、初期フランドル派の画家たちの作品のいくつかにも、精緻に表現された屋外風景が描かれている作品は存在する。ヤン・ファン・エイクが1439年頃に描いた『キリスト磔刑と最後の審判』やファン・デル・ウェイデンが描き、その後何点もの模写が作成された『聖母を描く聖ルカ』などである。
ヤン・ファン・エイクは『『ベリー公のいとも豪華なる時祷書』のリンブルク三兄弟が描いた風景画に影響を受けたと言われている。『トリノ＝ミラノ時祷書』のミニアチュールを担当した複数の画家のうち、ヤン・ファン・エイクだとされる「画家 G」が描いた色鮮やかな風景画にはリンブルク三兄弟の作風が見られる。美術史家ペヒトは、これらの装飾写本に描かれたミニアチュールが、初期フランドル派の絵画作品における風景画の源流だとしている。装飾写本での伝統的な風景描写は、その後数世紀にわたって受け継がれた。初期フランドル派最後期の画家シモン・ベニングは、装飾写本『グリマーニ家の聖務日課書』に描いたミニアチュールで「風景画の分野に新たな地平を拓いた」と言われている。

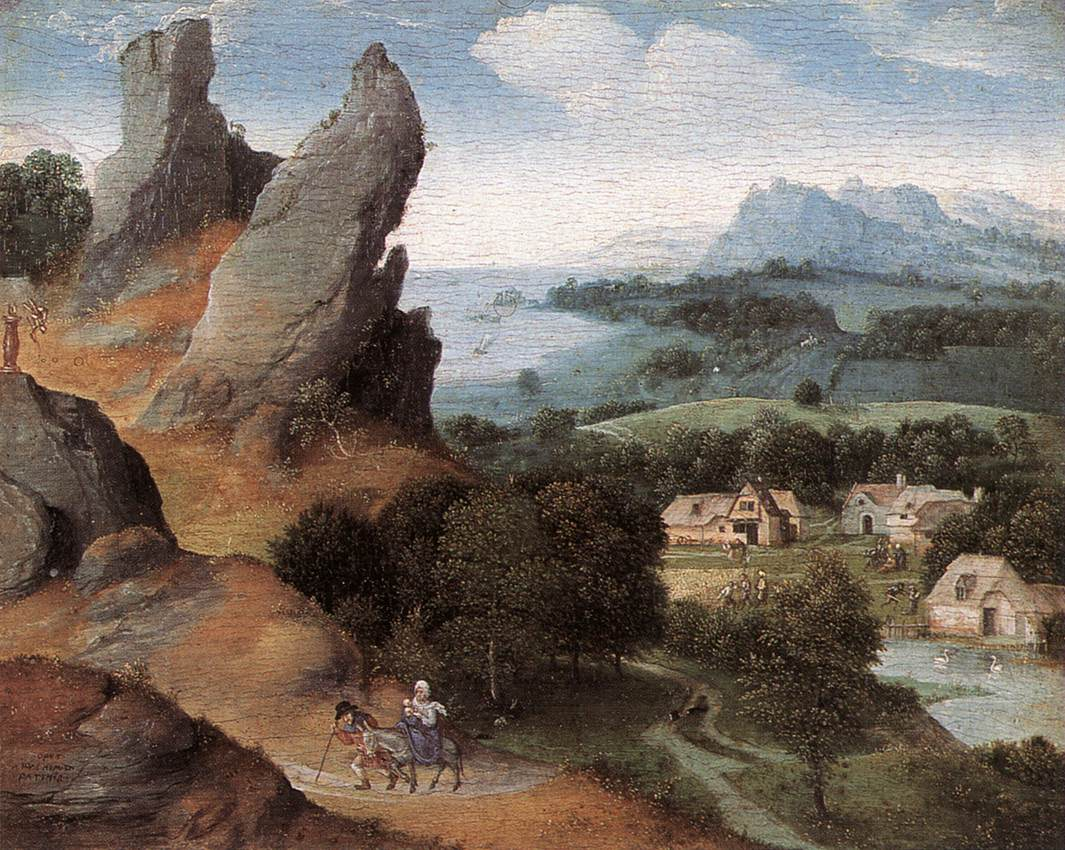
『エジプト逃避』（15世紀後半）、ヨアヒム・パティニール。
アントウェルペン王立美術館所蔵。パティニールは「万象の風景画」を創始した画家である。

15世紀後半から、多くの画家が風景画を重要視し始めた。これは宗教画よりも世俗を主題とした作品が好まれるようになっていったことと大きく関係している。初期フランドル派第二世代にあたる画家たちは、14世紀半ばから続いていた古めかしい屋外描写の革新を開始した。これは金銭的余裕ができた当時のネーデルラントの中産階級が諸国に旅をし、変化の少ない自国とは異なる南ヨーロッパの起伏にとんだ田舎風景を目にする機会が増えたことによる。15世紀の終わりごろには、風景画を専門とする画家や、精緻な風景描写を作品に取り入れる画家が多く存在していた。とくに14世紀半ばに活動したコンラート・ヴィッツと15世紀の終わりごろに活動したヨアヒム・パティニールが重要な画家である。初期フランドル派の風景画に革新をもたらしたのは、ハールレム、ライデン、スヘルトーヘンボスの画家たちが中心だった。これらの諸都市の画家たちはそれまでの風景表現を排し、自身らの作品の印象を強め、その意味を深めるために新たな手法で精緻な風景画を描いた。

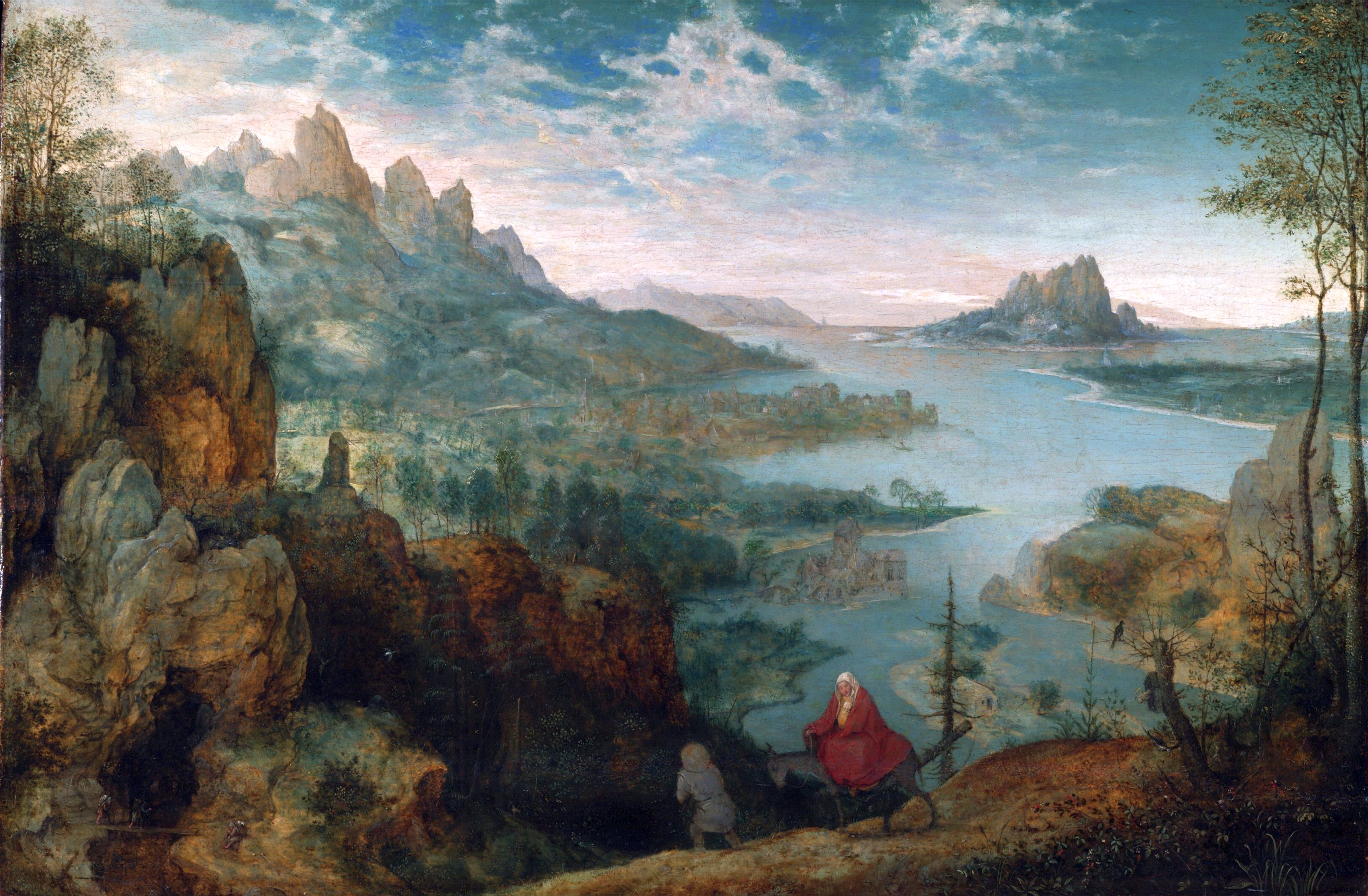
『エジプトへの逃避途上の風景』（1563年）、ピーテル・ブリューゲル。
コートールド・ギャラリー（ロンドン）所蔵。

山岳、低地、渓谷、建築物など様々な要素の風景を同時に表現し、聖書の登場人物や歴史上の著名人を描きいれた、雄大で幻想的な作品を「万象の風景画 (Weltlandschaft)」 と呼ぶが、パティニールがこの分野を開拓した画家といわれている。万象の風景画は、小さく描かれた人物像を広大な自然が取り巻いている場面を俯瞰した構図が特徴となっている。この構図はヘラルト・ダフィト、ピーテル・ブリューゲルら多くの初期フランドル派の画家が自身の作品に取り入れたほか、ドイツではドナウ派 (en:Danube school) と呼ばれる画家たちがとくにこの構図を好んで用いた。パティニールの絵画はどちらかと言えば小規模で、水平的な構図の作品となっている。この構成は西洋風景画の基本となり現在では平凡とさえいえるが、当時は独創的な構成とされており、1520年以前に多くの絵画で採用されてきた垂直的な構図を一新するものだった。万象の絵画には前世紀半ばに革新された要素も多くみられるが、現代の映画技法にも通じるロングショットの構図で描かれている。ヒエロニムス・ボスも万象の風景画の構成を取り入れた画家で、その影響を作品に見ることができる。
万象の風景画の主題としてもっとも有名なものが『マタイによる福音書』のエピソードであるエジプト逃避、荒野で苦行生活を送った聖アントニオス、砂漠で隠遁生活を送った聖ヒエロニムスである。大航海時代の始まりとアントウェルペンの隆盛が、国際貿易と地図学の発展をもたらし、田舎に対する都市部にすむ富裕な住民の視点も変化していった時代だった。このような状況下で宗教的主題の絵画作品が好まれたのは、巡礼の象徴だったためだと指摘する美術史家も多い。

## イタリア・ルネサンスとの関係

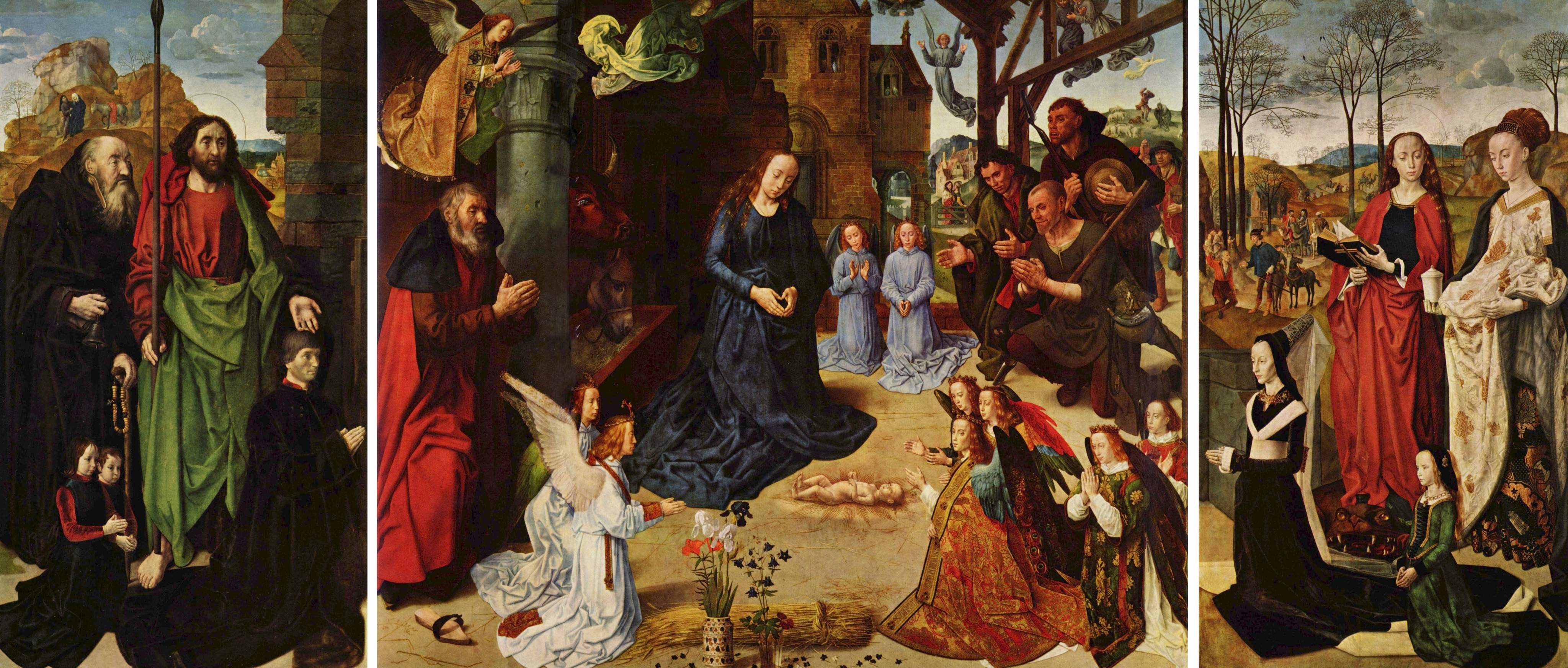
『ポルティナーリ祭壇画』（1475年頃）、フーホ・ファン・デル・フース。
ウフィツィ美術館（フィレンツェ）所蔵。
ブルッヘの銀行家トマッソ・ポルティナーリの依頼で描かれた作品で、1483年にフィレンツェへと持ち込まれた。

時期的に見ると、北ヨーロッパにおける初期フランドル派の美術革新は、イタリアで勃興したルネサンスとほぼ同時に発生している。ギリシャやイタリアなど南ヨーロッパの地中海沿岸諸国の人々の伝統的な哲学観、芸術観と、北ヨーロッパのネーデルラント諸国の人々が代々受け継いできたそれらの伝統的価値観とはまったく別物であり、当時のネーデルラントではいわゆる「ラテン」の文化、事物は低く見られていた。ルネサンス美術はルネサンス人文主義を背景にイタリアで発展したが、ネーデルラントでは人文主義の影響はほとんど見られない。初期フランドル派の様式確立に大きな影響を与えたのは、13世紀後半から14世紀にかけて北ヨーロッパ独自の様式で制作されてきた伝統的な作品群であり、その影響を作品の主題、構成、構図などに見ることができる。ルネサンス美術は古代ギリシア・ローマ時代（古典古代）の美術様式をその源流としていたのに対し、初期フランドル派はそれまでのゴシック様式に負うところが大きい。
祭壇画のようなキリスト教的モチーフを表現した宗教画は、ゴシック期と同様に初期フランドル派の絵画でも数多く描かれていた。しかしながら、北ヨーロッパでも南ヨーロッパでも世俗の人物を描く肖像画の需要が増し、ネーデルラントやイタリアの画家は、肖像画には聖人や歴史上の人物を描かなければならないという、中世以来の絵画制作上の制約から解き放たれた。イタリアにおいてはこの革新はルネサンス人文主義との関係性が強かった。

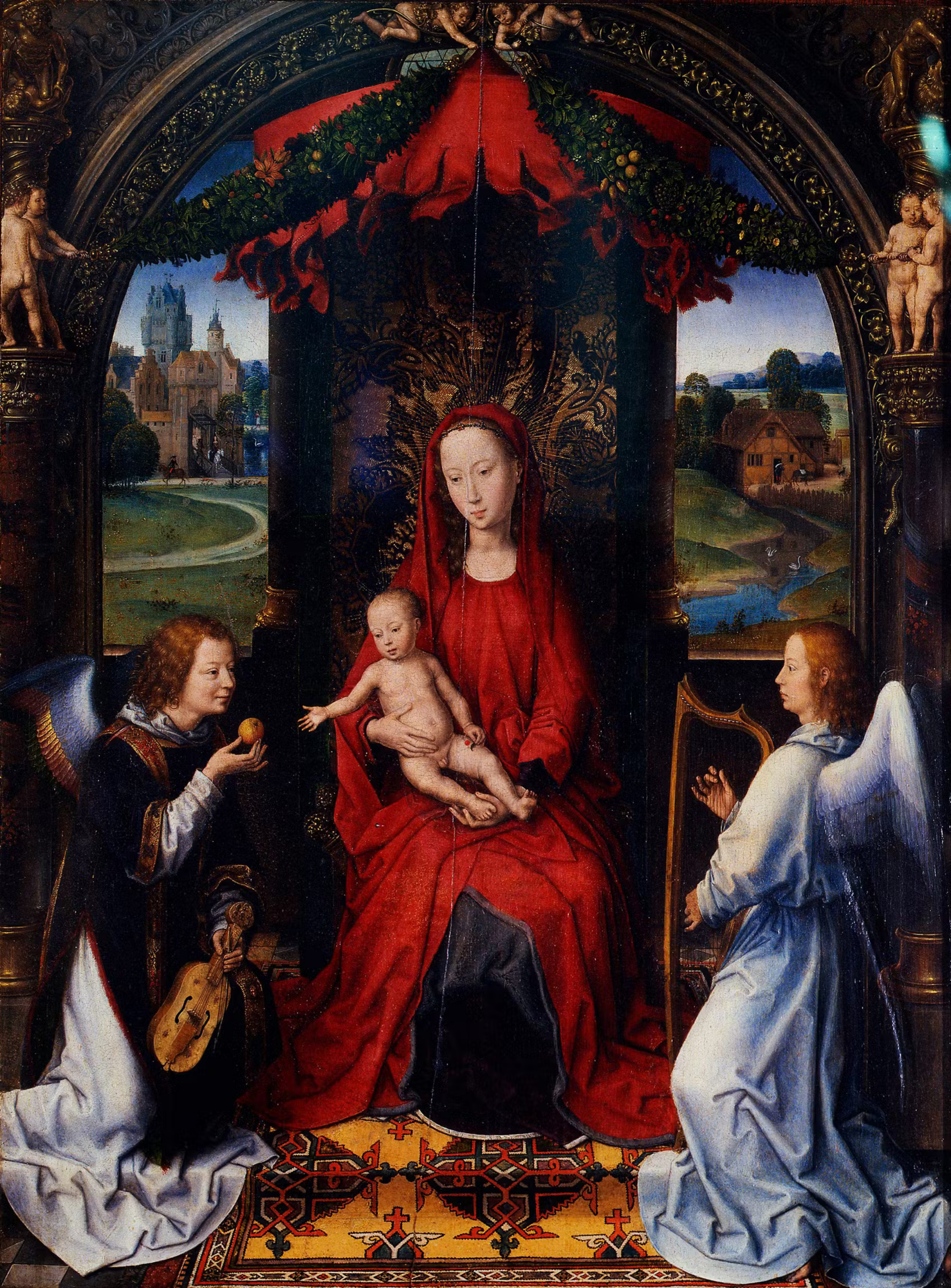
『二人の天使と聖母子』（1480年頃）、ハンス・メムリンク。
ウフィツィ美術館（フィレンツェ）所蔵。

ネーデルラントの美術にイタリアルネサンスの影響が最初に見られだしたのは、南ヨーロッパへと旅する画家が現れ始めた1400年代終わりごろになってからである。この頃のイタリアでは後期ルネサンスに位置づけられるマニエリスム様式が主流となりつつあり、初期フランドル派の後期の画家たちもマニエリスム様式の影響を受けることが多かった。美術史家ロルフ・トーマンはマニエリスム様式を「馬鹿げた切妻建築物、樽のように不恰好に膨らんだ円柱、渦巻きを模した滑稽な装飾、「ねじれた」人物、そして驚くほどに非現実的な色彩。これらがマニエリスムという美術様式のすべてだ」としている。北ヨーロッパの商人層は、当時の第一級の画家が描いた作品を購入できるまでの富と社会的地位を獲得していく。社会構造が変化していく中で、画家たちも徐々に自分たちの社会的地位を意識するようになった。作品に自分の署名をするようになり、自画像を描き、そしてその芸術活動を通じて個人的な名声を確立するようになっていった。
初期フランドル派の優れた画家たちはイタリアでも極めて高く評価された。フリートレンダーは、初期フランドル派の作品が15世紀のイタリア人芸術家たちに大きな影響を与えたとしており、パノフスキーもこの説を支持している。しかしながら1460年代までに、イタリア人画家たちに対する初期フランドル派の影響はほとんど見られなくなっていく。この時期以降のイタリア人画家たちは、作品に描く様々なモチーフの調和を強く意識した構成の絵画を追求していった。たとえばアンドレア・マンテーニャが描いた『キリストの埋葬』に見られる「洗練された優雅な調和……これこそが美と呼ぶに相応しい」とされた。
ネーデルラントから南ヨーロッパへ輸出される作品は限られた画家の、しかも質のあまり良くないものが多かったが、16世紀初頭までに初期フランドル派の作品は南ヨーロッパ中で高い評価を確立していた。初期フランドル派の芸術家による美術変革はイタリアの芸術家たちにも認められ、初期フランドル派の作品から、屋内の人物描写や、開かれた扉や窓を通じて垣間見える屋内の表現手法などがイタリア絵画に取り入れられたフーホ・ファン・デル・フースが描いた『ポルティナーリの三連祭壇画』は、フィレンツェの画家たちに北ヨーロッパの最先端の絵画がどのようなものかを紹介することに大きな役割を果たし、他にもヴェネツィアで活動していたジョヴァンニ・ベリーニらも初期フランドル派からの影響を受けている。
しかしながら、16世紀半ばごろには初期フランドル派の作品は粗雑だと言われるようになり、ミケランジェロは「修道僧か修道士」だけに訴求力を持つ絵画だと言い放っている。初期フランドル派を代表とする北方芸術は、イタリアではほぼ完全に人気を失っていった。1600年代になると、かつてヨーロッパ屈指の国際貿易の中心都市だったブルッヘは、土砂の堆積によって港が閉鎖されたこともあってその地位を失ってしまった。ときを同じくしてヨーロッパ美術界もイタリアが支配していくこととなったのである。

## 破壊と散逸

### イコノクラスム

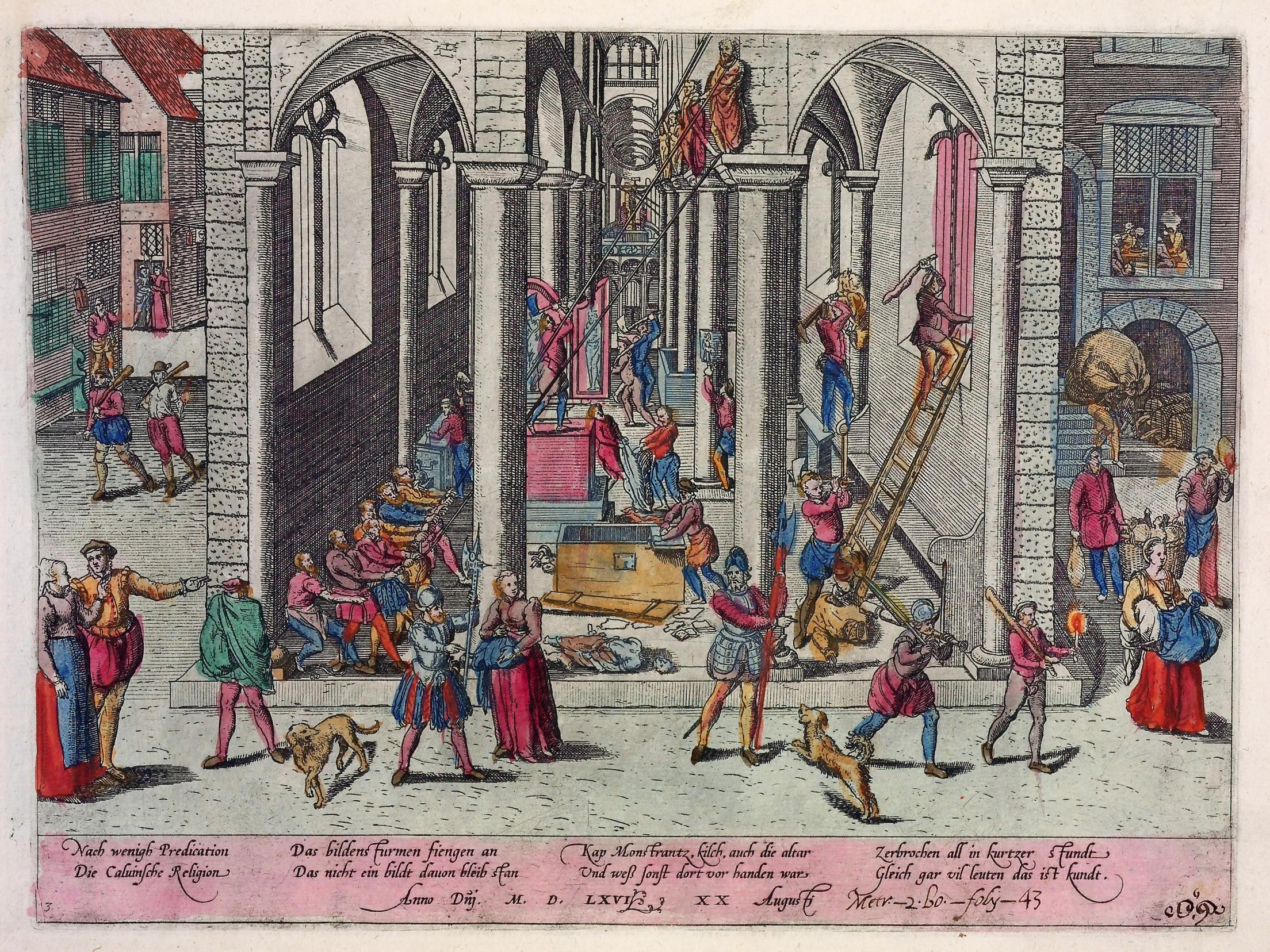
偶像破壊を「象徴する出来事」である、1566年8月20日に起きたアントウェルペンの聖母マリア大聖堂の破壊を描写したフランス・ホーヘンベルフの版画。

1520年代に始まった宗教改革により、キリスト教を扱った絵画や彫刻といった聖像は精査され、さらに偶像崇拝に当たらないかどうかを調査された。宗教改革を主導したマルティン・ルターが認可した聖像もあったが、初期フランドル派の絵画作品はその多くが偶像崇拝の恐れがあると判定された。また、宗教改革の中心的役割を果たしたアンドレアス・カールシュタット (en:Andreas Karlstadt)、フルドリッヒ・ツヴィングリ、ジャン・カルヴァンはあらゆる宗教施設に置かれた聖像をすべて否定し、ネーデルラントのプロテスタントも間もなくカルヴァン主義が支配的になっていく。そして1520年から北ヨーロッパ各地で吹き荒れた偶像破壊運動（イコノクラスム）へとつながっていった。テューダー王家統治下のイングランドのように公式かつ平和裏に聖像が除去された例もあるが、1566年にネーデルラントで起きたビルダーシュトゥルムと呼ばれる偶像破壊は、非公式でしかも暴力的なものだった。1566年8月19日は偶像破壊運動がヘントまで波及したときの様子が記録に残っている。このときシント・バーフ大聖堂の『ヘントの祭壇画』は「暴徒から守るためにパネル単位に分解され、一枚ずつ別の建物に隠され」ている。アントウェルペンの教会も1566年のビルダーシュトゥルムと、1576年のスペイン軍による略奪 (en:Sack of Antwerp) によって壊滅的な打撃を受けた。さらにアントウェルペンは1581年になっても、市議会を支配したカルヴァン主義者たちによって「公式」な偶像破壊が行われている。
イコノクラスムによって絵画、彫刻、祭壇画、ステンドグラス、十字架など何千点にも及ぶ美術品が破壊された。初期フランドル派創成期の重要な芸術家の作品で現存するものは少なく、ヤン・ファン・エイクの作品だとされているものも24点しか残っていない。第二世代以降の芸術家の作品は比較的多く現存しているが、ペトルス・クリストゥスは例外的に現存する作品が少なく、ヤン・ファン・エイクの作品数を下回っている。初期フランドル派第二世代以降の作品は多く南ヨーロッパへと輸出されていた。このことが北ヨーロッパを席巻したイコノクラスムを回避し、その作品が多く現存するという結果につながった。
多くの初期フランドル派の作品が、教会など宗教施設からの依頼で制作されている。作品の大きさや描かれる題材も建物や内装に見合ったものが選ばれた。ヤン・ファン・エイクの『教会の聖母子』やファン・デル・ウェイデンの『聖フーベルトゥスの改葬』には教会の内装が描かれており、当時の教会内部の様子が表現されている可能性がある。美術史家ナッシュはファン・デル・ウェイデンの作品には宗教改革以前の教会の外観に対する深い洞察力が見られるとし、その作品は飾られる部屋の内装や、同じ部屋の他の絵画作品にうまく共鳴するような作風で描かれていると指摘している。さらにナッシュは「（初期フランドル派の絵画作品に込められている意味を理解しようとして）描写されている事物の関連性や描かれている主題を、あらゆる角度から何度も見直す必要はない」とする。偶像破壊主義者たちが敵視したのは教会や聖堂、そして展示されている美術品が持つ大衆に向けたメッセージであり、当時の人々にとってその美術品が内包する意味は容易に理解できたはずだと主張している。
ヴァロワ＝ブルゴーニュ公家の断絶以来、1945年の第二次世界大戦の終結に至るまでネーデルラントはほぼ常に戦場であり、イコノクラスムだけでなく火災や戦乱でも多くの作品が失われた。中でもファン・デル・ウェイデンの『トラヤヌス帝の裁き』が戦火で破壊されたのは極めて大きな損失の一つと言える。ブリュッセル市庁舎の法廷に飾られていたこの作品は『ヘントの祭壇画』と同じくらい大規模な絵画で、アルブレヒト・デューラーなど観覧者に絶賛された傑作だった。しかしながら1695年のフランス軍によるブリュッセル爆撃 (en:bombardment of Brussels) で破壊されてしまい、今ではこの作品をもとに制作されたタペストリーが残っているだけである。

### 当時の記録

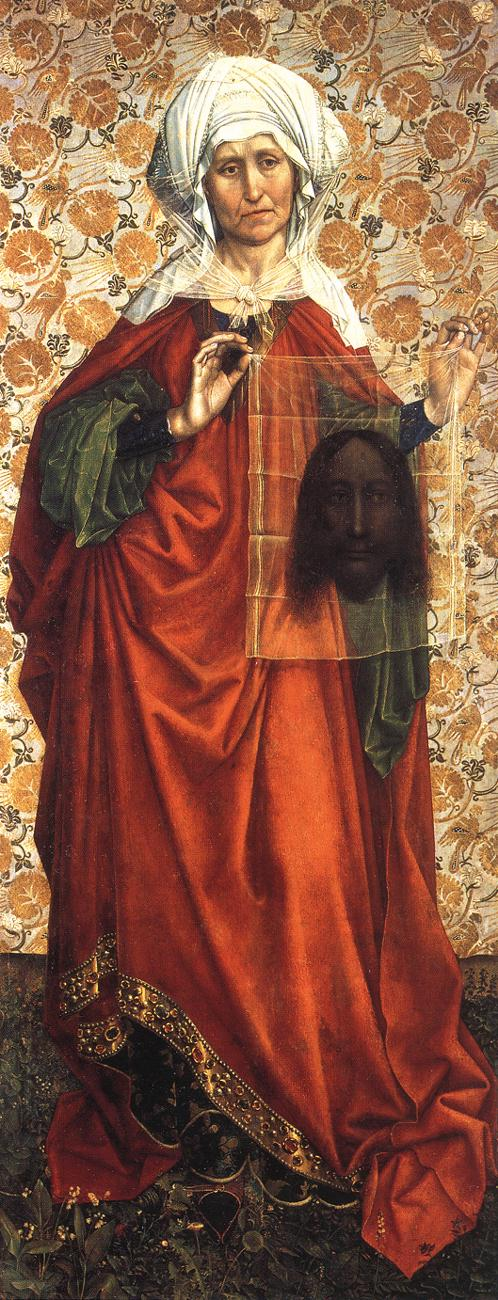
『聖ヴェロニカ』（1410年）、ロベルト・カンピン。
シュテーデル美術館（フランクフルト・アム・マイン）所蔵。
ロベルト・カンピンと同一視されている「フレマールの画家」の作品。

初期フランドル派の画家たちの名前と著名な作品を誰が描いたのかの研究が、多くの美術史家たちによって続けられている。初期フランドル派に関する歴史的な記録は極めて少ない。最重要とみなされている巨匠の生涯に関しても大雑把にしかわかっておらず、作者の同定についても継続中のものも多く、なかには長期にわたって論争となっているものもある。20世紀に入ってからの数十年間で実施された科学的、歴史的研究結果だけが現在の主流の学説となっている。アードリアン・イーゼンブラント (en:Adriaen Isenbrandt) やアンブロシウス・ベンソンといった画家たちが大規模な工房を主宰し、大量の絵画作品を制作したことも画家の特定の混乱に拍車をかけている。現在では500点を超える作品がこのような画家たちの作品だとされている。
様々な歴史的要因が初期フランドル派に対する調査の障害となっている。二度の世界大戦で多くの貴重な資料が失われただけでなく、作品そのものも記録と共に失われ破壊されてしまった。残っている記録にも矛盾した内容のものがあり、経済上の必要に迫られて輸出された巨匠の作品に関しても適切な記録が残っていないことが多い。1420年代までに制作された絵画で、画家のサインや制作年度が記されている作品はほとんど存在しない。収集家の財産目録に記されている美術作品の説明も誇張されたものが多く、制作した芸術家や工房に関する、あまり重要性の高くない情報を提供しているに過ぎない。現存する初期フランドル派に関する資料は、財産目録、遺書、支払記録、雇用契約書、ギルドの記録や規約書が多い。ヤン・ファン・エイクの記録は、絵画技法の革新者だったこともあって同時代の芸術家と比べると多く残されており、美術史家たちの研究によって多くの絵画がヤン・ファン・エイクの作品であることが明らかになった。現存する絵画のうち、26点から28点がヤン・ファン・エイクが描いた作品だとされている。以前はヤン・ファン・エイクの作品だったと考えられていたものが、ファン・デル・ウェイデンやクリストゥス、メムリンクといった画家たちの作品と同定され直したこともあった。

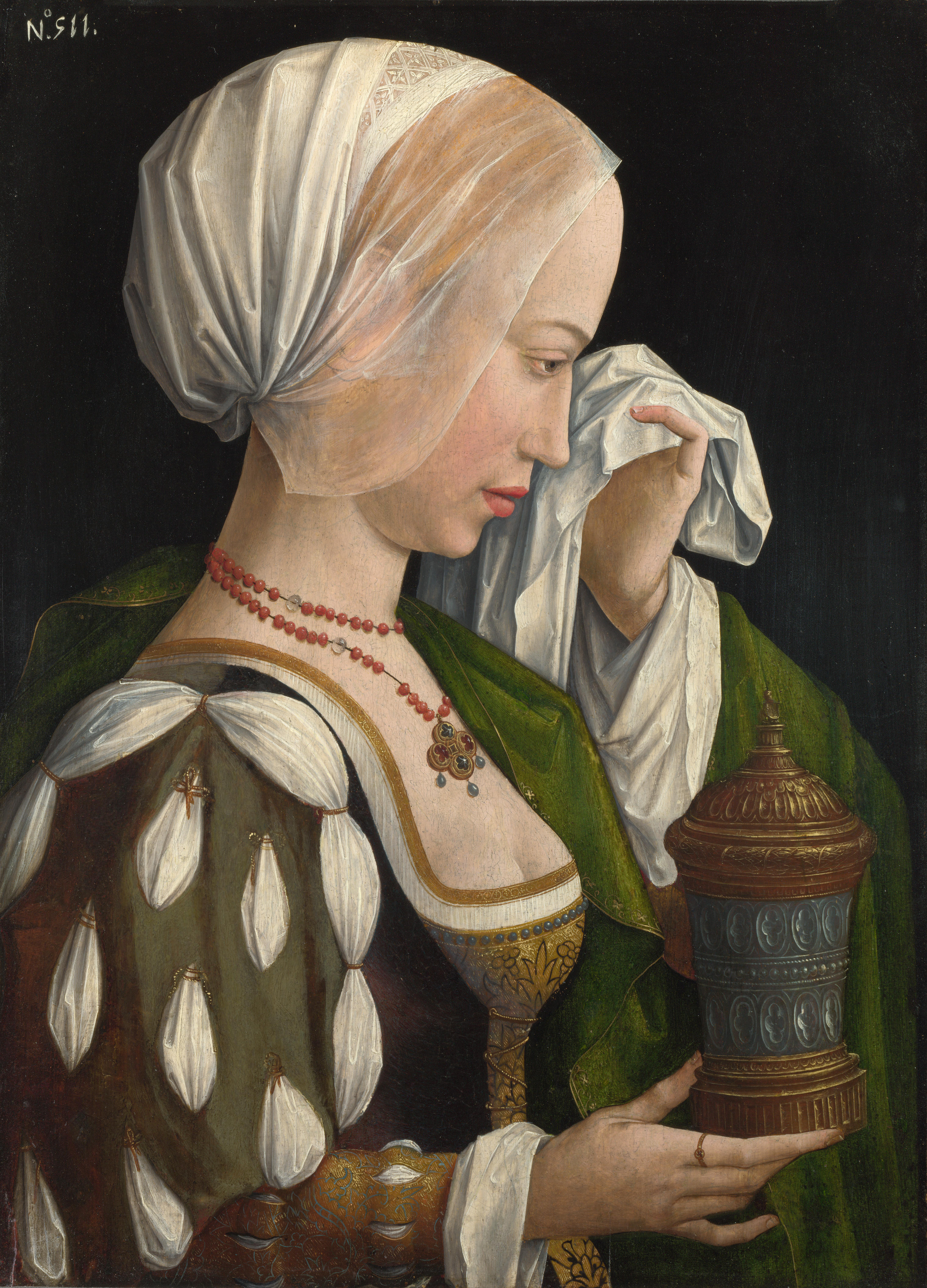
『涙するマグダラのマリア』（1525年頃）、マグダラのマリアの画家。
ナショナル・ギャラリー（ロンドン）所蔵。
ピーテル・ファン・コニンクスローではないかと考えられている、通称「マグダラのマリアの画家」の作品。

ヤン・ファン・エイクの兄であるフーベルト・ファン・エイクは、19世紀の研究者たちから極めて高く評価されていた画家である。しかしながら現代ではあまり重要視されていない画家で、確実にフーベルト・ファン・エイクが描いたと考えられている作品は一点もない。最初期の初期フランドル派の芸術家の中には、名前すら伝わっていないものも多く、そのような未詳の画家は「聖母の生涯の画家」のように作品の作風や主題によって「……の画家」という通称で呼ばれている。作風が似通った作品群が、特定の未詳の画家によって描かれたのかどうかの判断は難しい。同じ場所に住んでおり、同等の修業を積んだ別の画家が、そのときの大衆の好みに応じて似た作風の作品を描いたという可能性は十分にある。通称で呼ばれていた画家が後に特定されることもある。異論もあるが、「フレマールの画家」という通称で呼ばれていた画家はロベルト・カンピンだと考えられている。
14世紀後半から15世紀初頭に活動した、まぎれもなく第一級の画家たちの多くは、何者なのかが判明していないために学術的研究がなされていない。ナッシュは「特定されている画家や作品に関しても依然として調査が不足している」としている。また、画家と作品の関連付けが薄弱な根拠のもとで行われていると批判する美術史家も存在する。この立場の美術史家は、画家の特定が署名、記録、同定された作品などの手段に頼っているが、技法や地理的な近接性をさらに考慮するべきだと主張している。どちらもマルグリット・ドートリッシュに仕えていたといわれ、作風、活動時期、活動場所が似通っていることから、ピーテル・ファン・コニンクスロー (en:Pieter van Coninxloo) と同一視されることが多い「マグダラのマリアの画家 (en:Master of the Legend of the Magdalen) がその好例だとしている。他にも、このような観点からの研究によって特定が進んだ画家に、フーホ・ファン・デル・フース、ロベルト・カンピン、シュテファン・ロッホナー、シモン・マルミオンらがいる。
16世紀以前の巨匠たちが書いたであろう美術理論書や、作品に対する評価の記録が残っていないことも画家の特定をさらに困難にしている。アルブレヒト・デューラーは1512年に、同年代の芸術家としてはもっともはやく自身の美術理論書を書き上げた。その後、1565年にルーカス・デ・ヘーレ (en:Lucas de Heere)、1604年にはカレル・ヴァン・マンデルがそれぞれ美術理論書を著している。ナッシュは、16世紀以前にイタリア以外の芸術家によって書かれた美術理論書が存在しないことについて、北ヨーロッパの画家たちは自分たちの芸術を説明する語彙を持っていなかったか、あるいは美術理論そのものに興味がなかったのではないかと推測している。現存する15世紀の初期フランドル派の作品に対する評価は、ほとんど全てがイタリア人によって記録されたものばかりである。よく知られているものとしては、1449年のルネサンス人文主義者、古美術収集家のキュリアクス・アンコーナ (en:Ciriaco de' Pizzicolli)、1456年のバルトロメオ・ファツィオ、1452年の芸術家ジョヴァンニ・サンティ (en:Bartolommeo Fazio) による記録がある。

## 再評価

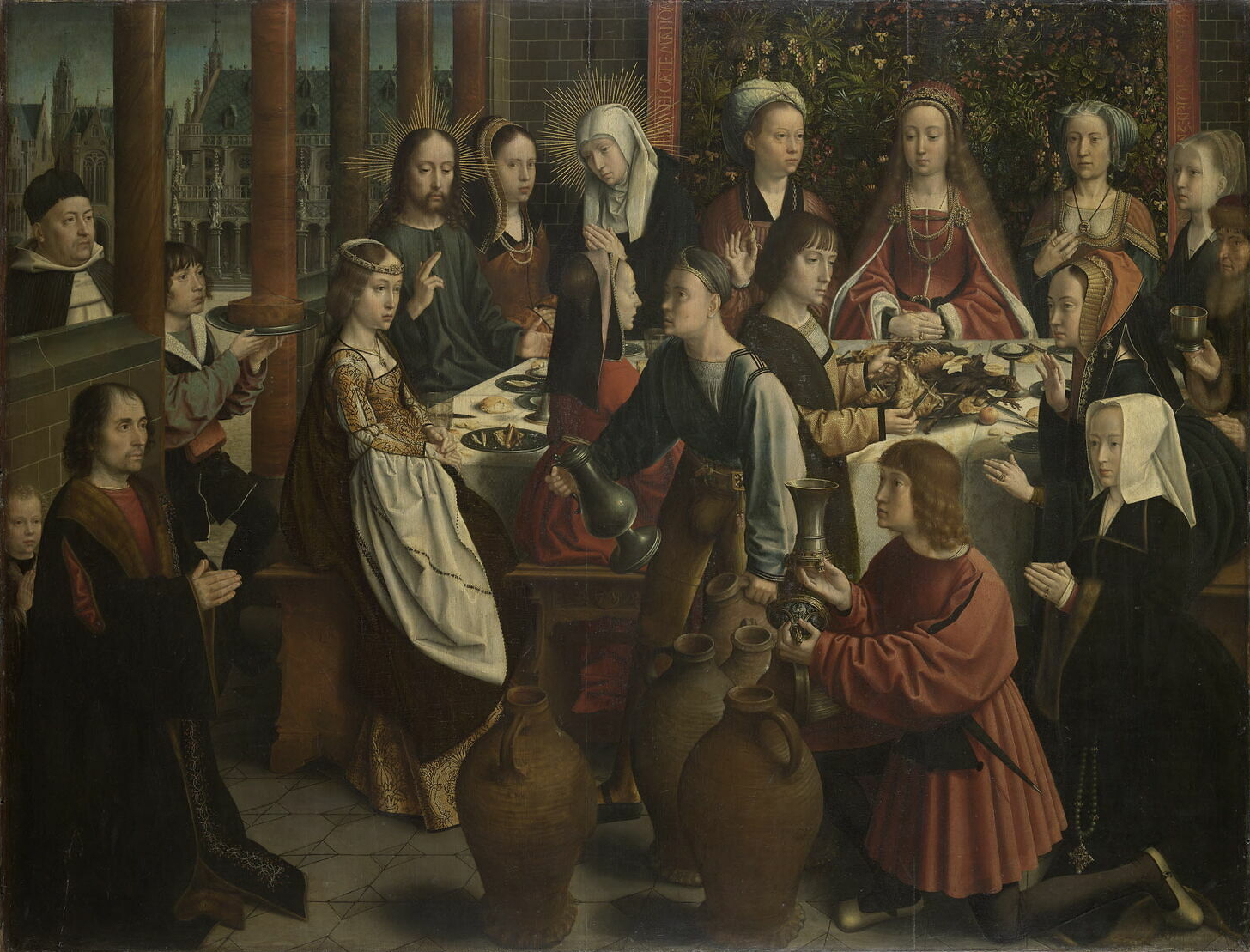
『カナの婚宴』（1500年頃）、ヘラルト・ダフィト。
ルーヴル美術家（パリ）所蔵。
この作品がルーヴル美術館で最初に公開されたのは1802年のことで、当時はヤン・ファン・エイクの作品だとされていた。19世紀の研究者たちは、作者の同定に悩まされ続けていた。

イタリアで隆盛したマニエリスムは北ヨーロッパでも16世紀半ばに主流となり、それまでの初期フランドル派の様式は失われ、大衆の好みから外れてしまった。それでも初期フランドル派の作品を求める外国の王族はおり、ハンガリー王妃マリア・フォン・エスターライヒやスペイン王フェリペ2世は、ファン・デル・ウェイデンやボスの作品を自身のコレクションに加えていた。17世紀初頭時点の著名な美術品コレクションで、15世紀から16世紀の初期フランドル派の作品が含まれていないコレクションは存在しない。しかしながら北方ルネサンス全体でみると、当時もっとも高く評価されていた北ヨーロッパの画家はドイツのアルブレヒト・デューラーだった。1550年にジョルジョ・ヴァザーリが『画家・彫刻家・建築家列伝』で、1604年ごろにはカレル・ヴァン・マンデルが『画家の書』で、初期フランドル派の画家たちのことを北方ルネサンスの中心として位置づけた。ヴァザーリはその著書の初版で、ヤン・ファン・エイクが油彩画の発明者であるという「誤った」記述をしている。しかしながら、このような誤りが散見されるにせよ、どちらの著作も初期フランドル派が美術史上非常に重要な画家たちであり、とくにヤン・ファン・エイクが絵画における革新者であるということを後世に伝える大きな役割を果たした。

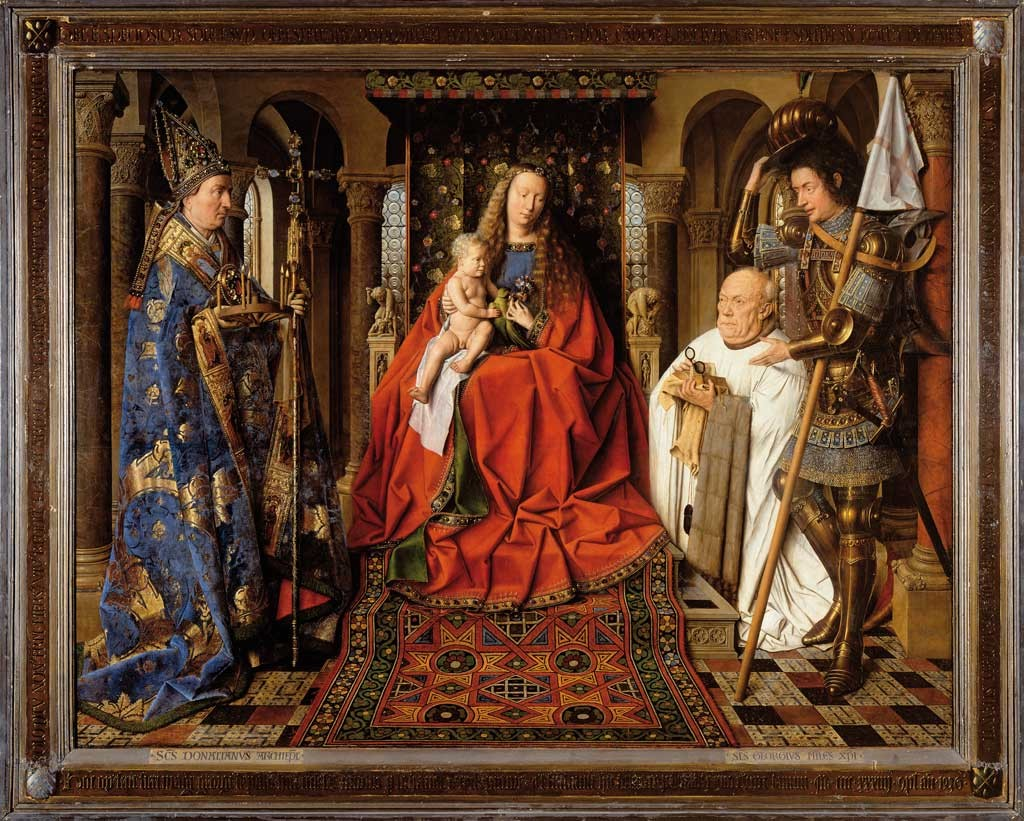
『ファン・デル・パーレの聖母子』（1434年 - 1436年）、ヤン・ファン・エイク。
グルーニング美術館（ヘント）所蔵。
フランス革命戦争でネーデルラントから略奪されてルーヴル美術館へ収蔵された作品。1864年になってからブルッヘに返還された。

18世紀には初期フランドル派の画家たちの存在がほとんど忘れ去られていた。ルーヴル宮殿はフランス革命で王宮からルーヴル美術館へと姿を変えているが、当時のルーヴル美術館で展示されていた初期フランドル派の作品はヘラルト・ダフィトの『カナの婚礼』一点のみだった。ルーヴル美術館のコレクションに新たな初期フランドル派の作品が追加されたのは、フランス革命戦争で1794年にフランス軍がネーデルラントに侵攻したときである。このときにネーデルラントから略奪され、ルーヴル美術館に収蔵された初期フランドル派の作品にはヤン・ファン・エイクの『ヘントの祭壇画』の中央パネルと『ファン・デル・パーレの聖母子』、ハンス・メムリンクの『モレールの三連祭壇画』がある。これらの作品はドイツの文芸評論家、思想家のフリードリヒ・シュレーゲルに深い印象を与えた。これらの作品を見たシュレーゲルは、初期フランドル派の芸術に対する分析を1803年にルートヴィヒ・ティークへと書き送っている。のちにこの書簡は1805年になって出版された。
1821年にアルトゥル・ショーペンハウアーの母で作家だったヨハンナ・ショーペンハウアー (en:Johanna Schopenhauer) が、ヤン・ファン・エイクらの作品に興味を持つようになり、1827年にドイツ人美術新収集家ズルピツとメルキオールのボワスレー兄弟がハイデルベルクに所有していた初期フランドル派のコレクションを見学している。そしてショーペンハウアーは、歴史的記録も公式記録もほとんど残っていなかった初期フランドル派の芸術家たちの事績をまとめ上げた最初期の研究者になった。その成果が1822年に出版された『ヤン・ファン・エイクとその後継者 (Johann van Eyck und seine Nachfolger )』であり、さらに同じ年にドイツ人美術史家グスタフ・フリードリヒ・ワーゲン (en:Gustav Friedrich Waagen) が、初期フランドル派の近代における最初の学術論文『フーベルトとヤン・ファン・エイク (Ueber Hubert und Johann can Eyck )』を発表した。ワーゲンの論文はシュレーゲルとショーペンハウアーの研究をもとにしたものだった。ワーゲンは後にベルリンの絵画館の館長になり、当時散逸していた『ヘントの祭壇画』の多くのパネルや多数のファン・デル・ウェイデンの三連祭壇画、ボウツの祭壇画など多数の初期フランドル派の作品を収集している。これらの作品の購入にあたっては、描いた画家を特定すべく作風を中心とした入念な解析と調査が行われた。ワーゲンが初期フランドル派の学術的分類手法を最初期に確立したと言える。
1803年のベルギー独立革命によって、ネーデルラント連合王国からベルギーが独立し、初期フランドル派の芸術家たちにゆかりのあるブルッヘ（ヤン・ファン・エイクやハンス・メムリンク）、アントウェルペン（クエンティン・マセイス）、ブリュッセル（ロヒール・ファン・デル・ウェイデンやピーテル・ブリューゲル）、ルーヴェン（ディーリック・バウツ）などが新たなベルギー領となった。建国に伴い新しく創設されたベルギーの諸州が競って自らの文化的優位性を高めようとしたことにより、19世紀以前にはそれほどではなかったハンス・メムリンクの評価が、ヤン・ファン・エイクと同等にまで高まるという結果をもたらした。メムリンクは非常に高い絵画技術をもち、深い感情表現に優れた巨匠であるとみなされたのである。

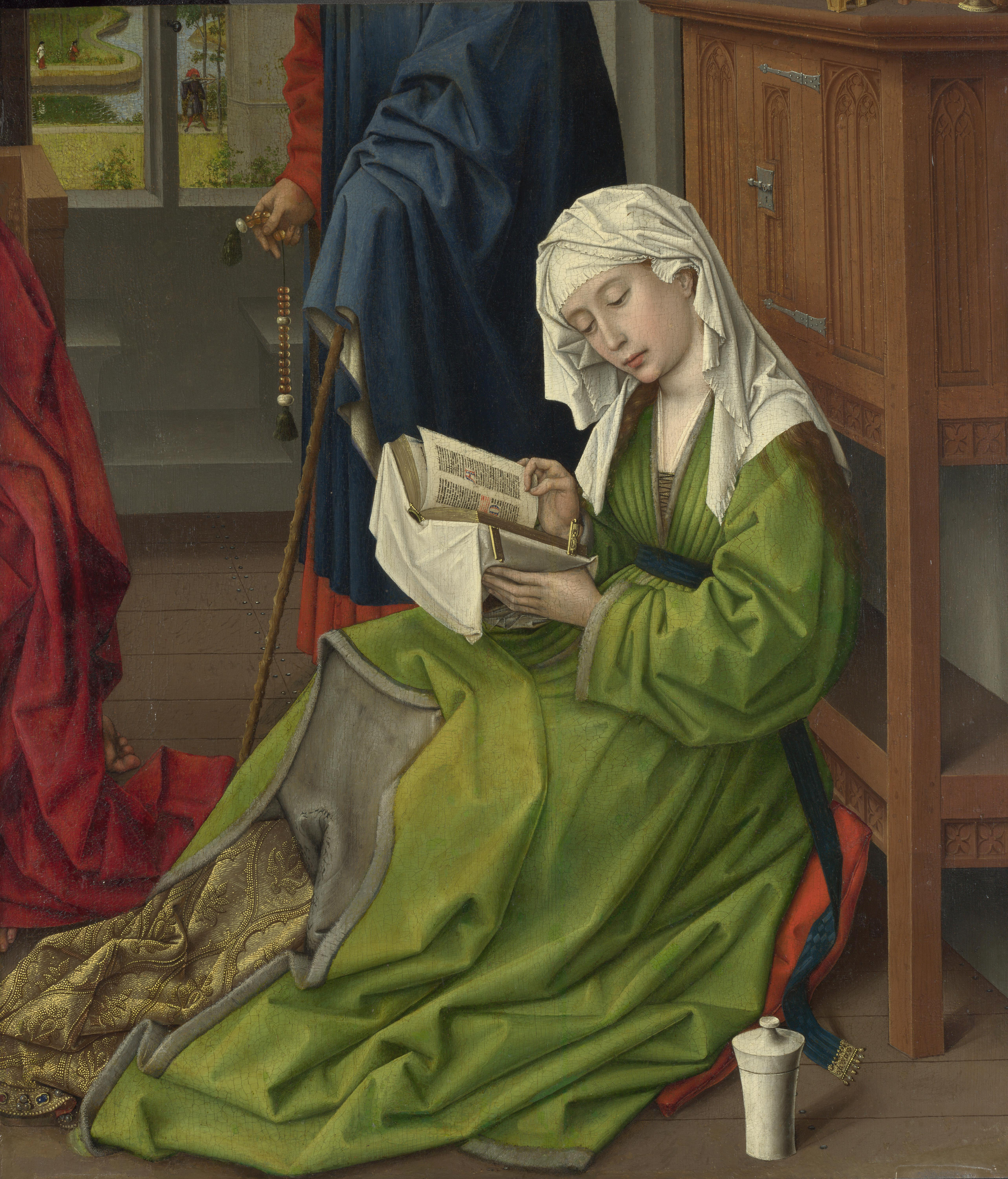
『読書するマグダラのマリア』（1438年以前）、ロヒール・ファン・デル・ウェイデン。
ナショナル・ギャラリー（ロンドン）所蔵。
エドモンド・ボークザンが所有していた「小規模だが粒より」の初期フランドル派コレクションのひとつ。もともとはさらに大きな祭壇画の一部だったが、後世に裁断されて散逸した断片。マリアの伏せられた目、マリアの象徴である香油壺、マリアが読んでいる書物など、極めて多くの寓意や象徴がこめられている。

1848年にエッティンゲン＝ヴァラーシュタイン公子ルードヴィヒがヴァラーシュタイン城に所有していた、ヤン・ファン・エイクやファン・デル・ウェイデンの作品を含むコレクションを売却されることを余儀なくされ、従兄弟でイギリス女王ヴィクトリアの王配アルバートが、ロンドンのケンジントン宮殿にて競売用の展示会を開催した。ヤン・ファン・エイクとファン・デル・ウェイデンの作品はワーゲンが買い付けたが、ケルン派の作品群と考えられていた残りの作品に買い手は見つからず、結局アルバート残りすべての作品を購入している。当時はロンドンのナショナル・ギャラリーが国際的な地位を高めようとしていた時期で、1860年に館長のチャールズ・イーストレイクがファン・デル・ウェイデンの『読書するマグダラのマリア』を、エドモンド・ボークザンが所有していた「小規模だが粒より」の初期フランドル派コレクションから購入している。
1800年代から初期フランドル派の作品が美術館来場者たちの間で評判になり始めた。20世紀初頭では、初期フランドル派の画家のなかではヤン・ファン・エイクとメムリンクがもっとも高く評価されており、ファン・デル・ウェイデンとクリストゥスが次点だった。しかしながら当時メムリンクの絵画だと考えられていた作品の多くが、後にファン・デル・ウェイデンあるいはその工房の作品だと同定され直している。1902年にブルッヘで最初の初期フランドル派展覧会 (en:Exposition des primitifs flamands à Bruges) が開催され、35,000人の観客を集めた。そしてこの展覧会が「初期フランドル派芸術の評価に対する転機」となった。様々な理由から展示中の絵画を保護することが困難だと判断した主催者側は、ヤン・ファン・エイクとファン・デル・ウェイデンの作品はわずか数点しか展示しなかったが、メムリンクの作品は40点近くが展示されている。それにも関わらず、この展覧会で初期フランドル派の第一人者はヤン・ファン・エイクとファン・デル・ウェイデンだという風評が広まった。
ブルッヘで開催された展覧会が契機となって、初期フランドル派に対する大衆からの興味が高まるとともに、学術的な研究も盛んになっていった。ヨハン・ホイジンガが、ブルゴーニュ公国の民族主義的な枠を越えて初期フランドル派に正面から取り組んだ最初の歴史家である。1919年に出版された『中世の秋』には、15世紀初頭に隆盛し始めた初期フランドル派が、ブルゴーニュ公宮の趣味趣向に左右されていたことが示唆されている。また、ブルッヘの展覧会を観覧した美術史家ジョルジュ・ユラン・ド・ルーが展覧会公式カタログにあった多数の誤りを指摘して自ら出版した修正版のカタログは、出展作品の所蔵者たちから作者の同定や作品説明に使用された。同じくブルッヘの展覧会を訪れたドイツ人美術史家マックス・ヤーコブ・フリートレンダーは展覧会の論評を発表した。そして、後にユラン・ド・ルーとフリートレンダーの二人が、初期フランドル派研究の第一人者となっている。

## 学術研究

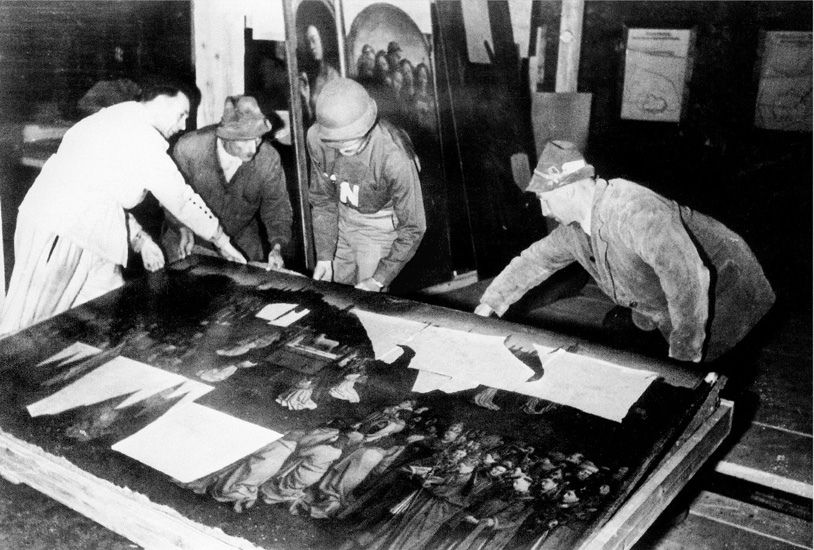
第二次世界大戦終結時にオーストリアのアルタウッセの岩塩坑で発見された『ヘントの祭壇画』。1950年代に実施された大規模な修復作業は、その後の美術品の修復手順と技術の発展に寄与した。

初期フランドル派の作品に対する初期のもっとも重要な研究は、1920年代にドイツ人美術史家マックス・ヤーコブ・フリートレンダーが発表した先駆的な大著『15、16世紀のネーデルラント絵画の名作 (Meisterwerke der niederländischen Malerei des 15. und 16. Jahrhundert )』である。フリートレンダーは画家たちの伝記的側面に着目し、画家の特定と著名な作品の分析を試みた。初期フランドル派の芸術家たちの歴史的な記録がわずかしか現存していないことから、この作業は困難を極めたものだった。1950年代から1960年代にかけて、同じくドイツ人美術史家エルヴィン・パノフスキーが、フリートレンダーの業績を引継ぎさらに発展させていく。パノフスキーはユダヤ人公職追放のためにドイツからアメリカへと移住し、アメリカで多くの書物を英語で著した。これによりドイツの美術史家による最新の学説が、英語圏諸国に初めて広まることとなる。パノフスキーは初期フランドル派をた研究分野として独立させ、イタリアの初期ルネサンスとの類似性において初期フランドル派の美術史上の位置づけを確立した。

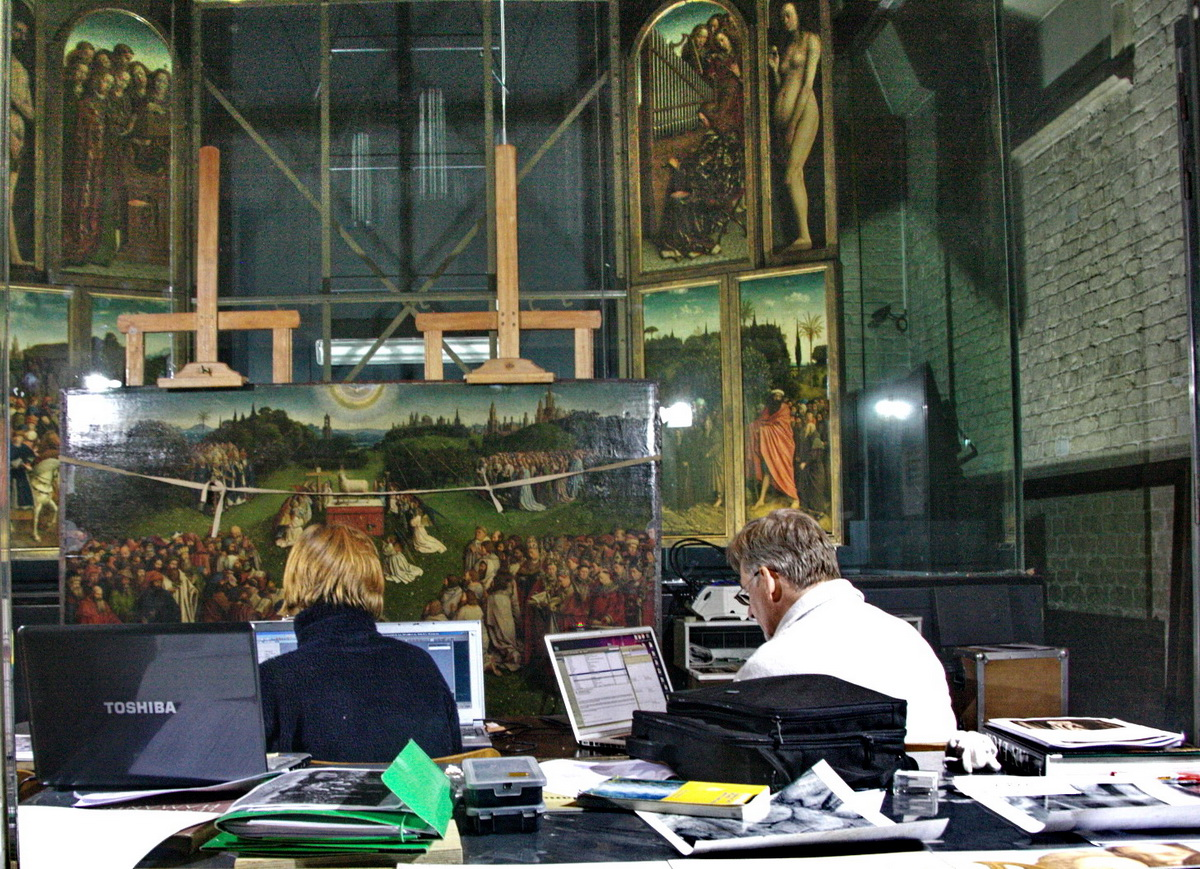
絵画技法を調査中の『ヘントの祭壇画』。

パノフスキーは形式主義 (en:Formalism (art)) を無視した最初の美術史家のひとりである。パノフスキーはフリートレンダーの画家や作品の特定を引き継いだが、その手法は社会史や宗教的寓意、象徴をより重視したものだった。パノフスキーは、現在でも初期フランドル派を説明するときに使用される学術用語を確立し、初期フランドル派の画家が描いた重要な祭壇画の宗教的寓意の解析を進めた。初期フランドル派の画家とミニアチュール作家が、かなりの割合で重複していることに最初に気付いたのもパノフスキーである。パノフスキーは装飾写本の研究が板絵の研究に不可欠だと考えた。最終的には板絵の方がより重要であるという結論に達したが、パノフスキーの研究は15世紀から16世紀の北ヨーロッパの芸術家に関する極めて重要な業績の先駆けとなっている。
さらにオットー・ペヒトとフリードリヒ・ウィンクラーが、パノフスキーの業績を受け継いで発展させていった。この両者は、作品に描かれている寓意や象徴を解析することによって画家が特定可能であり、少なくとも適当な名前で呼ばれている未詳の画家たちの作品をそれぞれ判別することが出来ると考えた。現存する当時の記録が欠けているために作品に対する画家の特定は極めて困難であり、さらに当時の工房制度がそれに拍車をかけている。とはいえ、フリートレンダー、パノフスキー、メイヤー・シャピロらの研究によって、1950年代ごろまでには重要な作品の作者はほぼ特定されている。1960年代から1970年代にロッテ・ブラン・フィリップとエリザベス・ダネンスが、パノフスキーが残した課題の多く、とくに描かれている寓意や象徴の解析によって、1400年代初頭に制作された作品の作者を特定、解決していった。

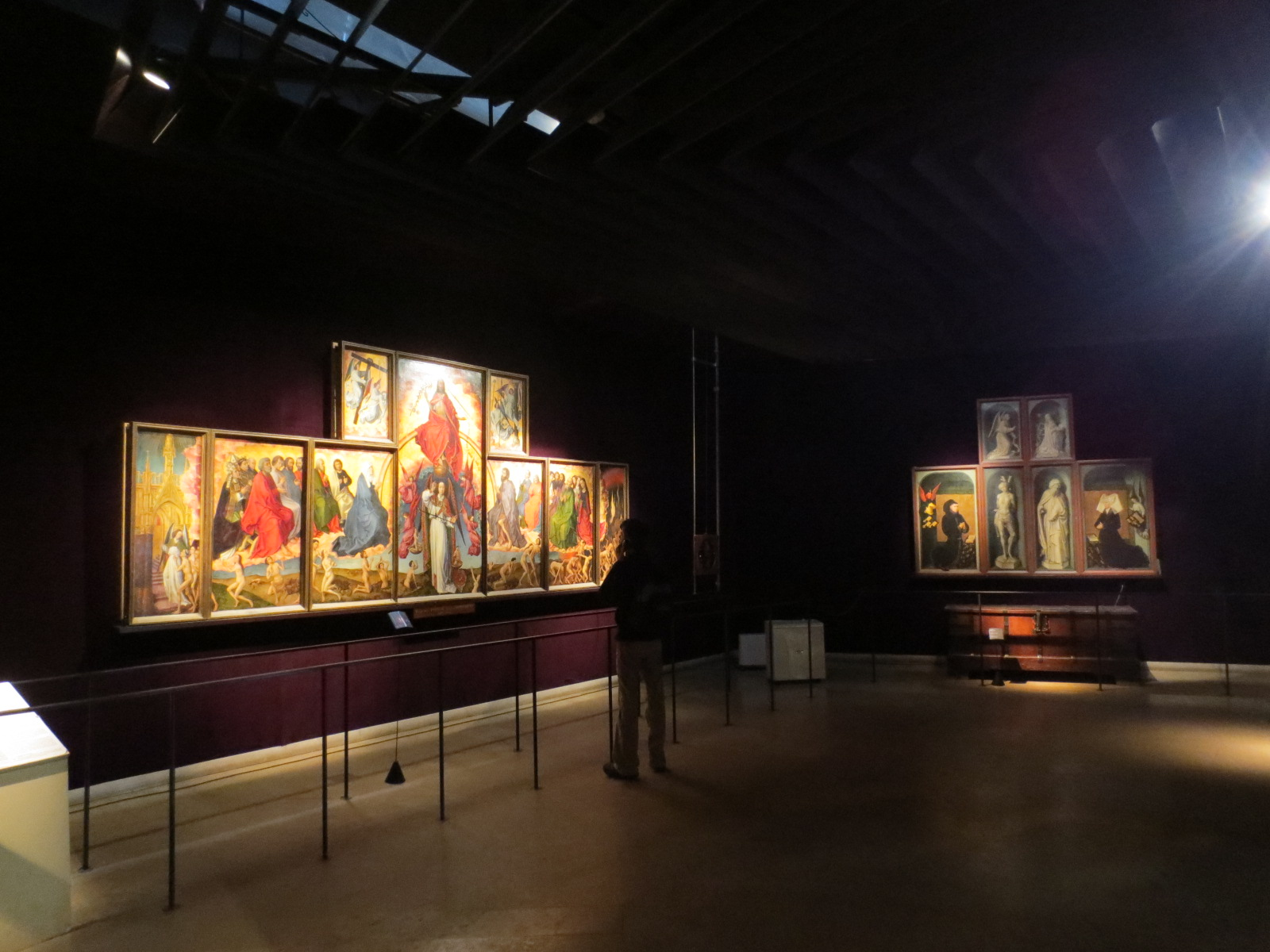
ファン・デル・ウェイデンが描いた『最後の審判』。フランスのボーヌにある施設が所蔵することから『ボーヌの祭壇画』とも呼ばれる。この多翼祭壇画は内面、外面ともに絵画が描かれているが、同時に展示するためという理由で後世になって内面と外面とが分割された。画像では左が翼を開いた内面、右が翼をたたんだ状態の外面になっている。

ローン・キャンベルを始めとする現代の美術史家は、エックス線と赤外線を利用した分析により、当時の絵画技法や画家が使用した素材などの調査を進めている。1950年代半ばに行われた『ヘントの祭壇画』の修復で、初めてこれらの分析手法による大規模な科学的解析と絵画制作技法の精査が実施された。このときの画肌層と下絵層に対する調査結果は後に他のネーデルラント絵画作品にも適用され、それらの作品を描いた画家が誰なのかを正確に特定する一助になった。師弟関係にあったヤン・ファン・エイクとペトルス・クリストゥスでも、まったく異なったスタイルで下絵を描いているのである。このような新たな発見から、最初期の巨匠たちと後の世代の画家たちとの関係性が明らかになってきている。たとえばメムリンクの下絵には、ファン・デル・ウェイデンからの影響が明らかに見られる。
1970年代以降、初期フランドル派の学術的研究は、それまで主流だった寓意や象徴性の直截的な解析から、当時の社会的時代背景と画家、作品との関係性を重視する傾向に移りつつある。マサチューセッツ大学アマースト校教授で、アメリカ人美術史家クレイグ・ハービソン (en:Craig Harbison) は「（初期フランドル派の分析に）社会的時代背景がその重要性を増しつつある。パノフスキーの頃には考えもつかなかった視点だ」としている。ハービソンは、初期フランドル派の画家たちの作品を「時祷書の精神 (prayer book mentality)」による信仰心の発露として捉えることによって、このような敬虔さに満ちた美術作品を注文する当時の豊かな中産階級の人々の心情が理解できるとする。現代の研究者の多くが、それまで宗教的寓意、象徴ではなく、その作品が鑑賞者にどのような宗教的感情を引き起こす目的で制作されたのかを調査している。ジェームズ・マロウは、画家たちは鑑賞者からの明確かつ一定の反応を企図して作品を描いたに違いないとし、画家が望む鑑賞者からの反応が描かれている人物像の感情表現から判断できるのではないかと考えている。